# Galerie des Offices
La galerie des Offices ou Les Offices est un des musées de Florence, en Italie. Il est installé dans le palais des Offices qui fait partie du complexe muséal appelé les « galeries des Offices » (Gallerie degli Uffizi) comprenant la galerie susmentionnée, mais aussi le corridor de Vasari, les collections du palais Pitti et le jardin de Boboli, qui composent par la quantité et la qualité des œuvres rassemblées l'un des ensembles de musées les plus importants au monde.
Ouverte au public depuis 1765, la galerie des Offices déploie, sur 12 000 m2, la plus belle collection au monde de peintures italiennes et des œuvres de nombreux grands maîtres européens, d’Albrecht Dürer à Francisco de Goya.
La galerie des Offices rassemble la collection existante la plus remarquable de Raphaël et de Botticelli, ainsi que les principales d'œuvres de Giotto, de Titien, de Pontormo, de Bronzino, d'Andrea del Sarto, du Caravage, de Dürer, de Rubens, de Léonard de Vinci... Les œuvres picturales du VIe siècle et baroques, mais aussi des XIXe et XXe siècles en Italie, sont concentrées au palais Pitti.
Le musée abrite une collection d'œuvres d'art inestimables, dont le noyau fondamental provient des collections Médicis, enrichies au fil des siècles par des legs, des échanges et des dons, parmi lesquels un groupe d'œuvres religieuses procédant de la suppression des monastères et couvents entre les XVIIIe et XIXe siècles. Divisée en différentes salles aménagées par écoles et par styles dans l'ordre chronologique, l'exposition présente des œuvres du XIIe au XVIIIe siècle, avec la meilleure collection au monde d'œuvres de la Renaissance florentine. La collection de statuaire antique et surtout celle de dessins et d'estampes, conservée dans le Cabinet du même nom, est l'une des plus importantes au monde.
En 2019, il a enregistré 4 391 861 visiteurs, ce qui en fait le musée le plus visité d'Italie, hors Vatican.

## Histoire

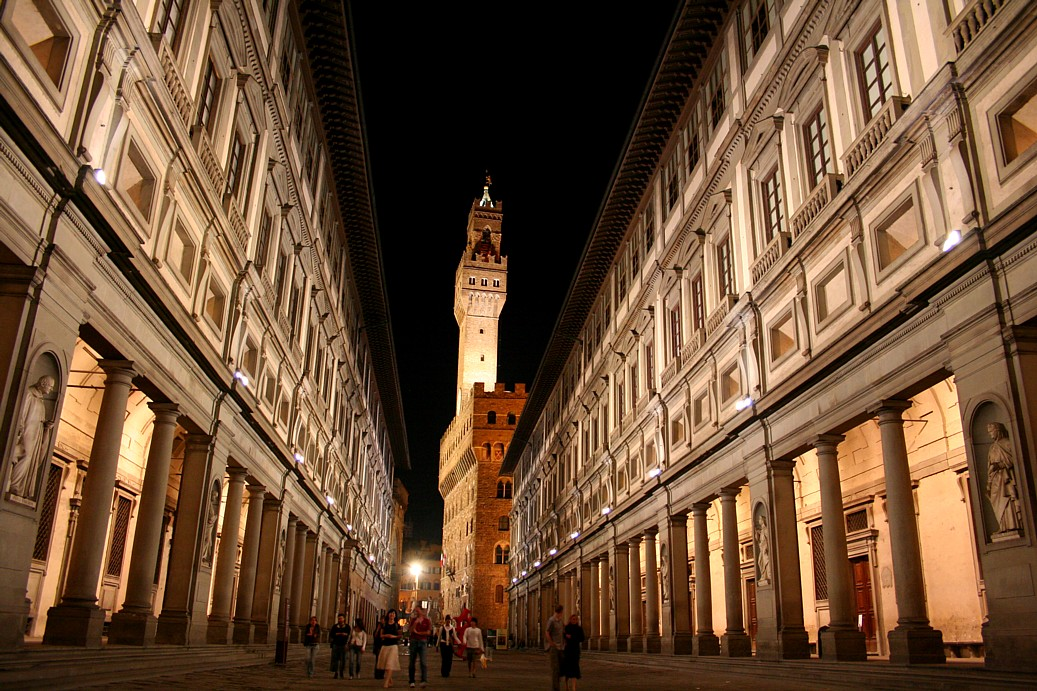
Le piazzale degli Uffizi, au milieu des ailes de la galerie des Offices.

La galerie des Offices ou plus simplement Les Offices est une galerie de bureaux de l'administration grand-ducale, née de l'initiative de Cosme Ier dit le jeune (1519-1574), premier grand-duc de Toscane. Elle est dessinée par Giorgio Vasari pour la conduite de l'État. François Ier, fils de Cosme, transforma en musée la galerie supérieure des Offices, en 1581. L'importance des collections amassées par les Médicis exigeait des locaux adaptés, et les regrouper près du Palais, au cœur de la ville, était significatif.

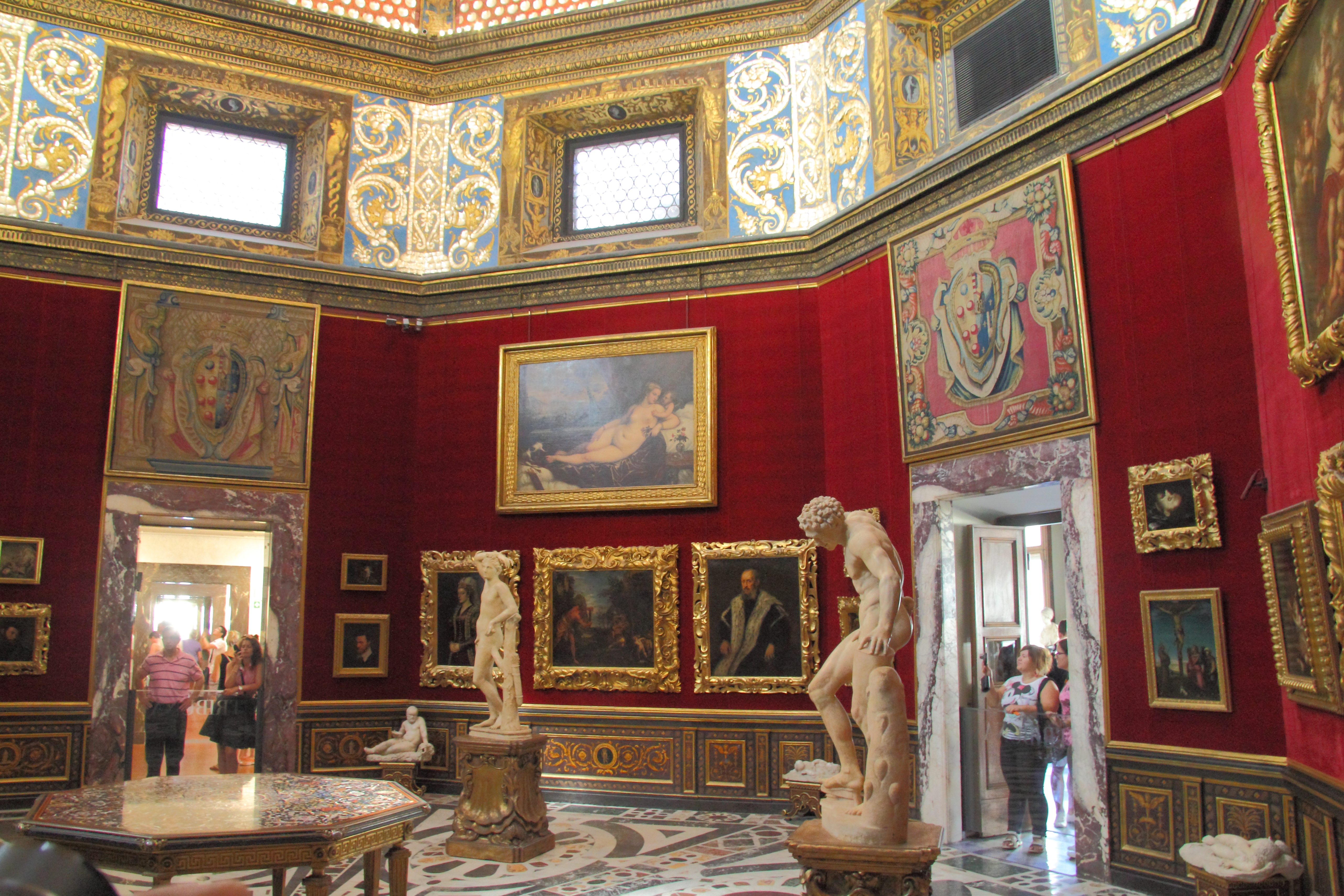
La Tribune des Offices, en 2014.

La Tribune des Offices est l'une des pièces qui servaient pour l'exposition des œuvres d'art de la collection Médicis, avant la destination de la galerie entière comme musée.
En 1737 la branche des Médicis s'éteint, et la Toscane passe aux Lorraine, alliés aux Habsbourg d'Autriche. C'est alors qu'est signée la fameuse convention par la dernière survivante de la famille des Médicis, l'Électrice Anne-Marie-Louise : dans son testament de 1743, celle-ci prévoyait, pour les trésors artistiques, que « les œuvres d'art lui appartenant devront être conservées, toutes et toujours, dans la ville de Florence ». Cela a permis de maintenir toutes les collections dans la ville, qui ne couraient donc plus le risque d'être aliénées ou transférées de Florence à Vienne. Elles constituaient ainsi à tout jamais le patrimoine de la ville. La famille des Lorraine s'appliquera elle aussi à enrichir le patrimoine artistique de la ville, celui des Offices et de leur palais Pitti en particulier. Ils procéderont au classement des œuvres, et un inventaire nous dit que la Galerie comptait déjà, en 1779, « 90 statues et 70 bustes antiques, 1 100 tableaux, 162 albums de dessins, 4 000 pierres précieuses, 14 000 monnaies antiques », sans oublier les bronzes, miniatures, céramiques, épigraphes romaines et objets étrusques.

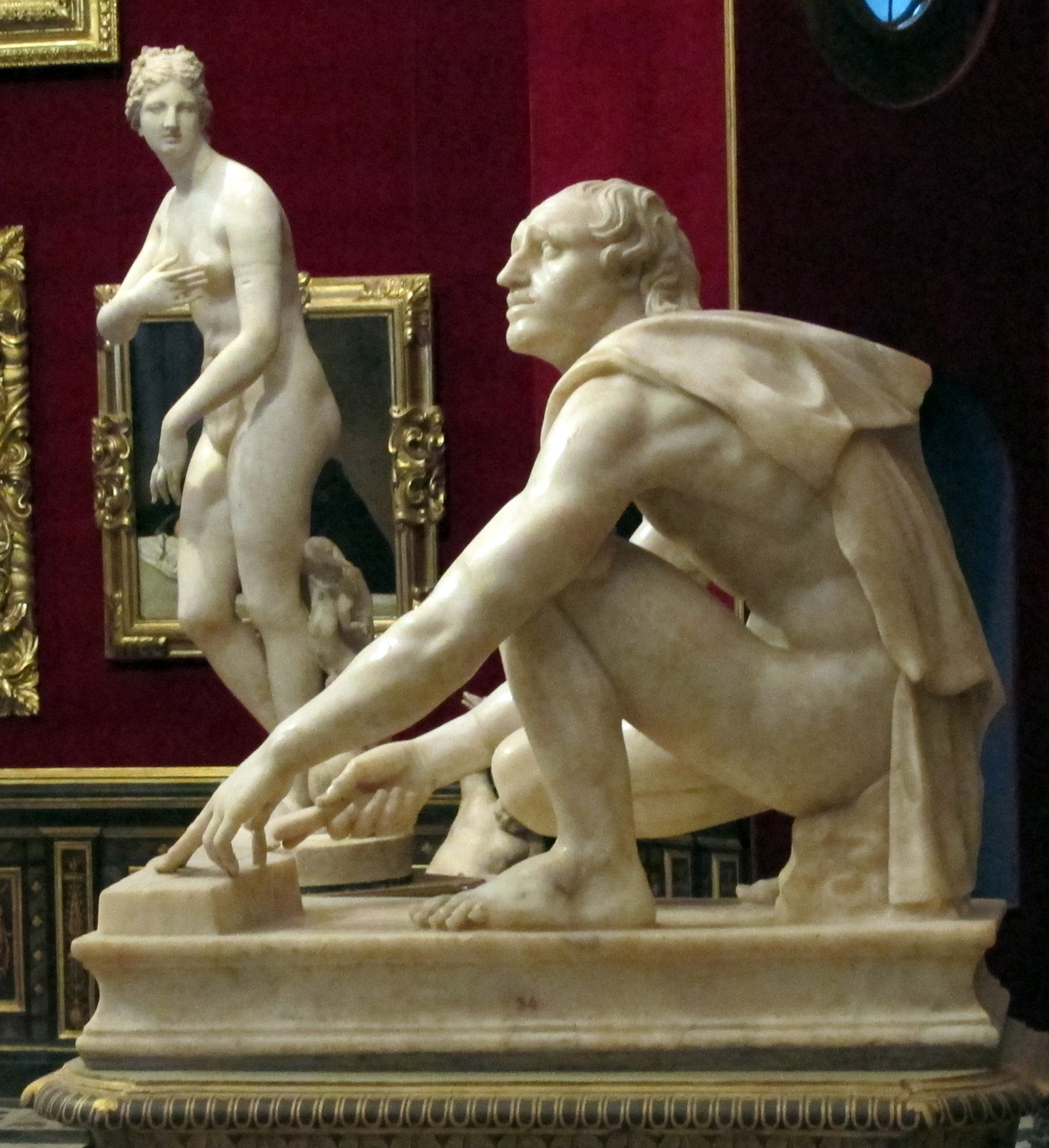
La Vénus de Médicis et l’Arrotino, exposés dans la Tribune des Offices.

En 1796, le général Bonaparte, lors de son passage à Florence, vit les Offices dans tout leur éclat : le caractère public qu'ils revêtaient, l'importance capitale qu'ils avaient pour la ville, les sauvèrent des réquisitions françaises, qui privèrent, au contraire, le Palais Pitti, propriété royale, de bon nombre d'œuvres. Seule, la Vénus de Médicis fut transportée au Louvre (elle reviendra aux Offices sous la Restauration). À la suite de l'unité italienne, les sculptures de la Renaissance et les arts mineurs allèrent au Bargello (1864).
Les attentats mafieux de mai 1993, à la dynamite, contre la galerie des Offices de Florence (rue Georgofili, le 27 mai 1993) et le Musée d'art contemporain de Milan, font une dizaine de morts (dont cinq aux Offices et 29 blessés) ; outre des dégâts importants aux collections des Offices (plusieurs tableaux détruits dont l'Adoration des pasteurs de Gerrit van Honthorst, 173 œuvres endommagées et 50 sculptures ont dû être restaurées), l'événement arrêta les travaux d'agrandissement et l'accès à la galerie.
En raison de la grande taille de ses collections, le musée a transféré certaines de ses œuvres à d'autres musées de la ville. Un projet d'extension, en cours de finalisation, vise à étendre l'espace destiné aux expositions de 6 000 à 13 000 m2, ce qui devrait permettre l'accès du public à de nombreuses peintures longtemps restées dans les réserves.

## Gestion institutionnelle
Depuis une réorganisation des musées italiens en 2014, la galerie des Offices est gérée par une institution culturelle d’importance nationale dénommée Gallerie degli Uffizi, c’est-à-dire « galeries (ou musées) des Offices » au pluriel. Cette institution gère :
- les « Offices » (Uffizi) : Galerie des statues et des peintures (Galleria delle Statue e delle Pitture), Cabinet des dessins et des estampes (Gabinetto dei disegni e delle stampe) ;
- les musées du palais Pitti ;
- le jardin de Boboli.

L’institution organise des visites spéciales d’espaces de la Galerie des Offices habituellement non ouverts au public, tels que le corridor de Vasari et la collection Contini Bonacossi.

## Réorganisation des salles (projetGrandi Uffizi)

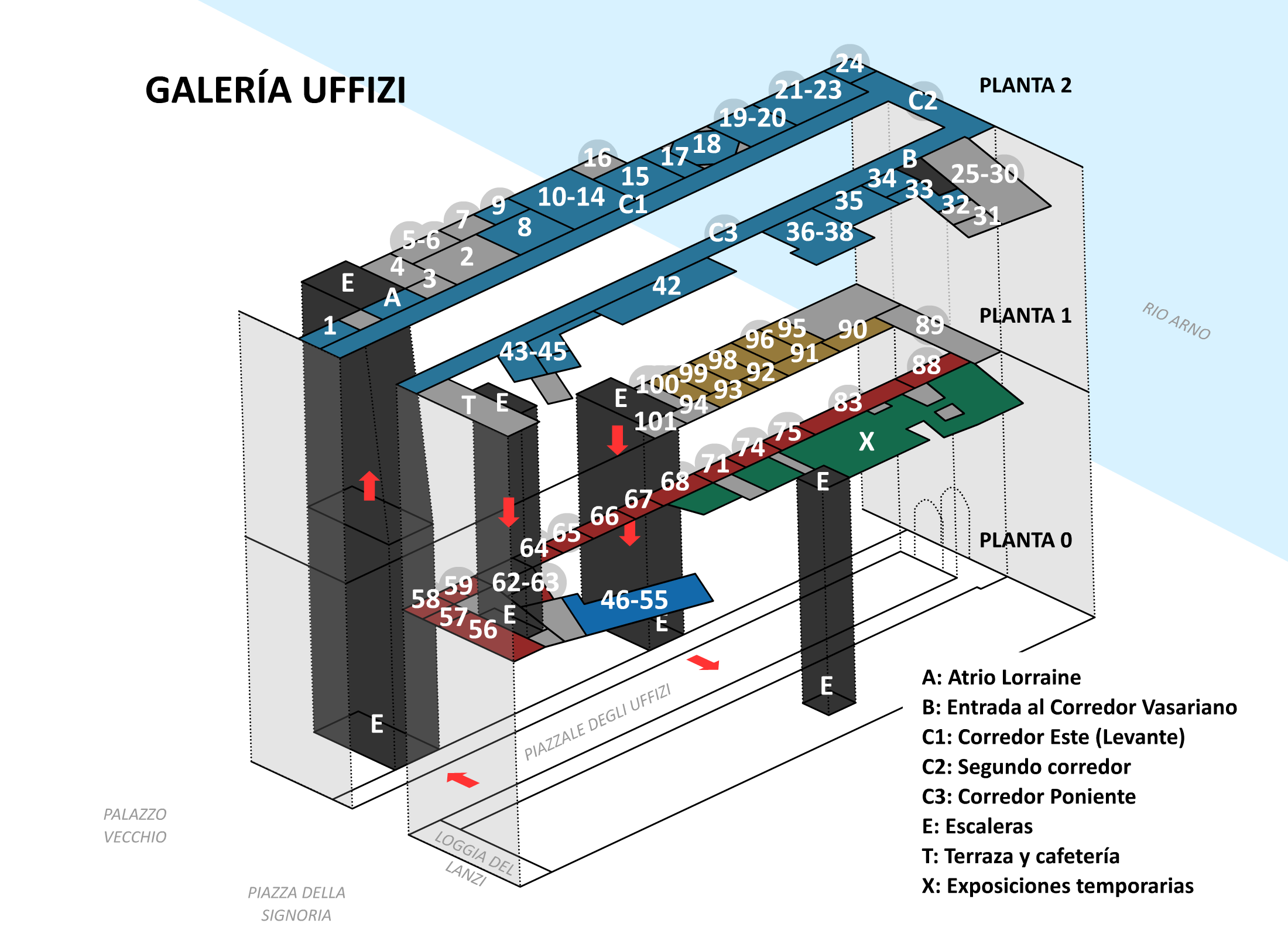
Plan des salles d'exposition de la galerie des Offices (en 2018).

L'organisation des salles a été modifiée de manière importante depuis les années 2010, avec l'ouverture de nouveaux espaces d'exposition au premier étage.
En 2024, le projet Grandi Uffizi est encore en cours de réalisation.
Ce réaménagement est partiellement pris en compte dans la présentation qui suit.
Sur Wikimedia Commons (en) , les salles d'exposition de peinture sont rangées en cinq sections, de A à E :
- Groupe A : du XIIIe siècle à la Renaissance ;
- Groupe B : collection Contini Bonacossi ;
- Groupe C : collection des autoportraits ;
- Groupe D : XVIe siècle ;
- Groupe E : XVIIe siècle.

Le parcours commence au deuxième étage dans les ailes est et ouest et se poursuit au premier étage.

## Vestibule d'entrée et corridor est

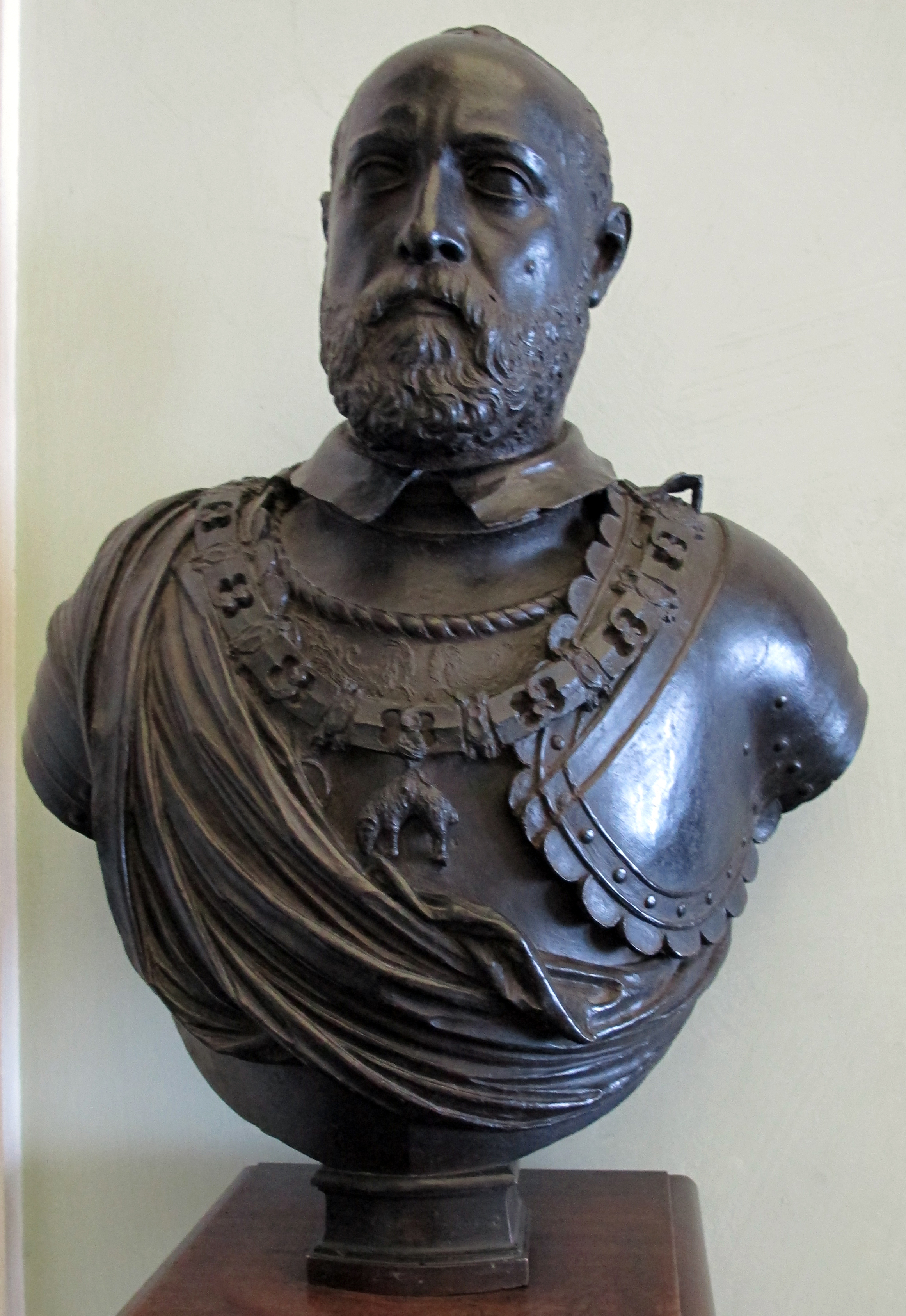
Buste de porphyre de Cosme Ier de Médicis, par Jean de Bologne, 1563.

L'environnement, composé de trois vestibules, a été créé à la fin du XVIIIe siècle avec l'achèvement de l'escalier monumental, le nouvel accès à la galerie par la volonté du grand-duc Léopold II (empereur du Saint-Empire). Dans le premier vestibule se trouvent les bustes en marbre et en porphyre des Médicis, de François Ier de Médicis à Jean-Gaston de Médicis. Le vestibule rectangulaire communique avec celui-ci ; la voûte a été décorée par Giovanni da San Giovanni avec des Capricci mythologiques ; des autels anciens et modernes, des bustes, y sont conservés. Dans le vestibule elliptique se trouvent des statues romaines, des sarcophages et des reliefs antiques. La porte qui mène à la galerie, avec deux Molosses de chaque côté (copies romaines du Ier siècle), est surmontée du buste de Léopold II.
Les trois couloirs, qui correspondent aux trois corps du bâtiment, parcourent tout le côté intérieur et les pièces s'ouvrent sur eux. Les plafonds sont décorés de fresques et les larges baies vitrées dévoilent leur aspect primitif de loggia couverte ouverte.
Aujourd'hui, les couloirs abritent la collection de statuaire antique, commencée par Laurent de Médicis dit le Magnifique, qui conservait les œuvres dans le jardin de San Marco près du palais Medici-Riccardi. La collection a été élargie par Cosme Ier de Toscane après son premier voyage à Rome en 1560 lorsqu'il a choisi d'allouer les statues pour embellir le palais Pitti et les portraits et bustes pour le Palazzo Vecchio. Enfin, elle fut encore augmentée à l'époque de Léopold II empereur du Saint-Empire, lorsque les œuvres de la Villa Médicis furent amenées à Florence, en grande partie rassemblées par le futur grand-duc Ferdinand Ier de Médicis, alors cardinal. Il est curieux de constater que ces œuvres, aujourd'hui souvent boudées distraitement par les visiteurs, étaient jusqu'au début du XIXe siècle le motif principal de la visite de la galerie. Selon certaines sources, c'est un essai de John Ruskin qui a réveillé l'intérêt pour la peinture Renaissance du musée, jusque-là malmenée.
Les sculptures sont d'une grande valeur et datent principalement de l'époque romaine, avec de nombreuses copies d'originaux grecs. Certaines, parfois incomplètes ou brisées, ont été restaurées et complétées par les grands sculpteurs de la Renaissance. Aujourd'hui, la disposition des sculptures suit au plus près celle de la fin du XVIIIe siècle, lorsqu'elles permettaient la comparaison entre les maîtres anciens et modernes, un thème très cher à l'époque : la fonction des statues demeure essentielle, caractérisant fortement l'origine et la fonction historique de la galerie.

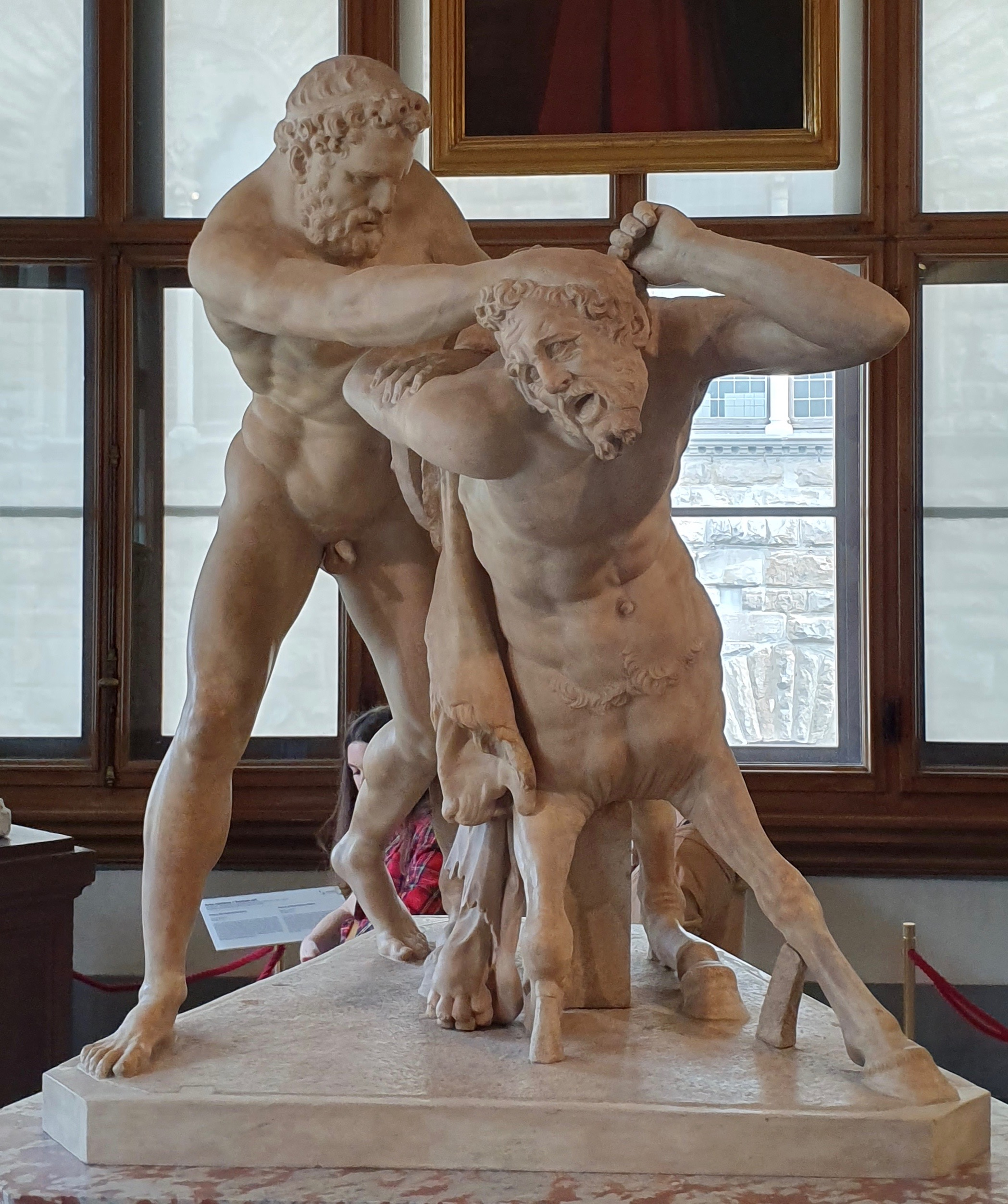
Giovanni Battista Caccini, Hercule et un Centaure.

Le premier et long couloir est celui de l'est, richement décoré au plafond par des grotesques datant de 1581, tandis qu'une série de portraits, la série Gioviana, créée comme une copie de la célèbre galerie de portraits du Museo di Giovio a Borgovico près de Côme, entrecoupée de peintures plus grandes des principaux représentants de la famille Médicis, la série Aulica, longe le bord du plafond, commencée par François Ier de Médicis avec des portraits de Jean de Médicis à Jean-Gaston de Médicis. Les peintures de la série Gioviana et Aulica, qui se poursuivent également dans le couloir sur l'Arno et à l'ouest de la Galerie, constituent l'une des plus grandes et des plus complètes collections de portraits au monde.
Les portraits picturaux sont contrebalancés par la série de bustes romains, disposés chronologiquement à la fin du XVIIIe siècle afin de couvrir toute l'histoire impériale.
Parmi les œuvres statuaires les plus importantes, se trouve un Hercule et un Centaure, d'un original hellénistique tardif, intégré à la figure du héros par Giovanni Battista Caccini en 1589 ; un Roi barbare, composé en 1712 à partir du seul buste antique ; Pan et Daphné, d'après un original d'Héliodore de Rhodes du début du Ier siècle av. J.-C. ; le Satyre dansant ou Bacchus enfant, d'après un original hellénistique, restauré au XVIe siècle. Plus loin  une statue de Proserpine, d'après un original grec du IVe siècle av. J.-C., l'ancienne copie du Pothos de Scopas (IVe siècle av. J.-C.). Sur les côtés de l'entrée de la Tribune se trouvent un Hercule, d'après un original de Lysippe, et un Buste d'Hadrien ayant appartenu à Laurent de Médicis. Dans la dernière partie du couloir se trouvent deux Vénus, d'après des originaux du IVe siècle av. J.-C. et un Apollon hellénistique, qui était à l'entrée de la Villa Médicis et invitait à entrer dans la villa, comme s'il s'agissait du royaume du dieu lui-même.

## Premier étage

### Salle 1 (corridor est)

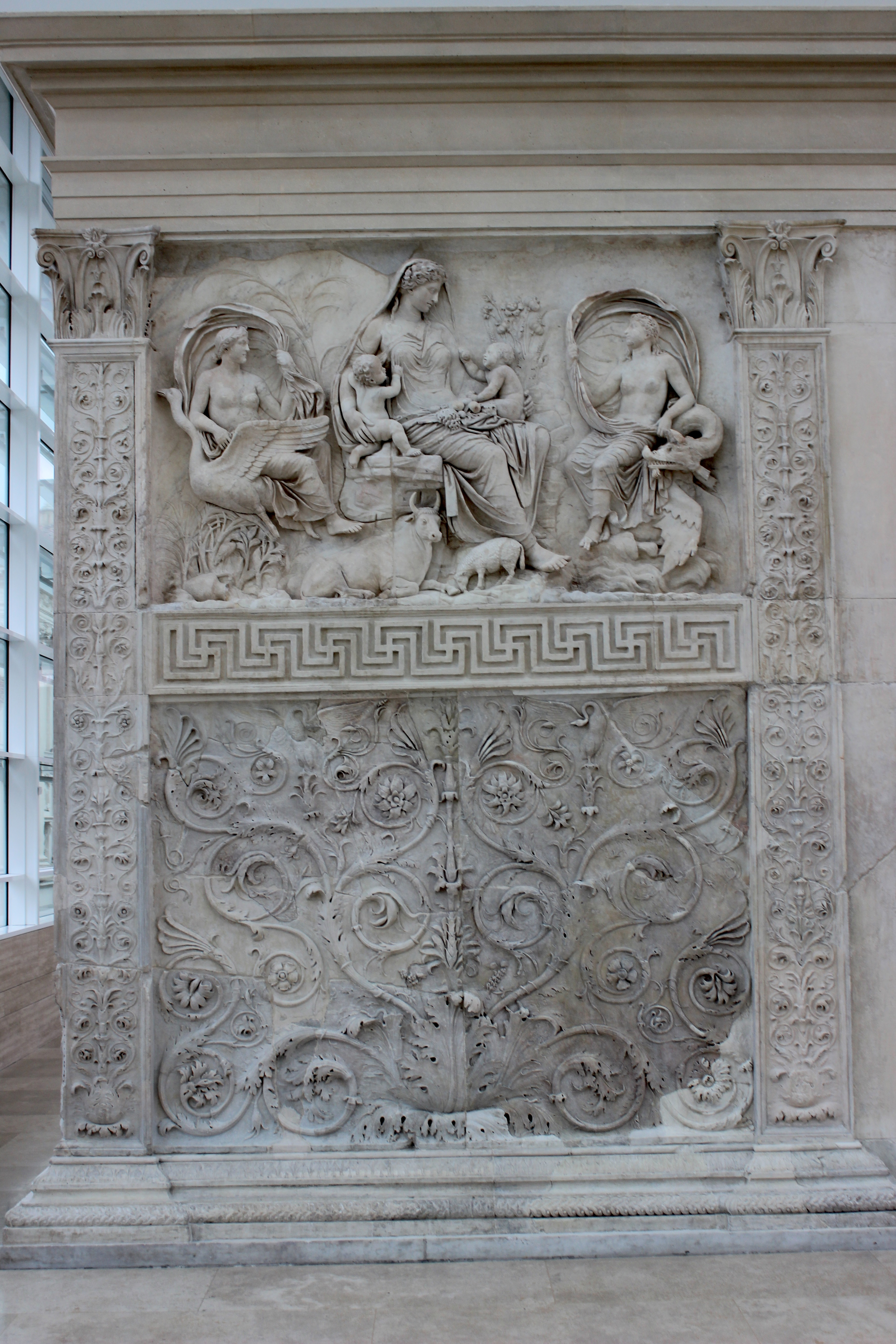
Le fameux relief dit « » de l'Ara Pacis, replacé sur le monument, à Rome.

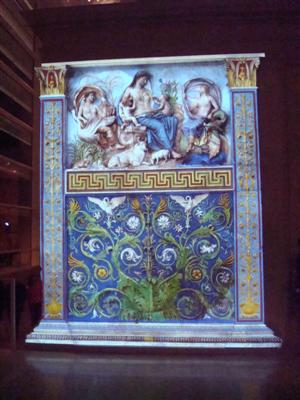
La ' illuminée en couleurs.

Le long corridor est consacré à l'archéologie, il abrite des sculptures antiques, des sarcophages et des bustes. Le plafond est orné de grotesques. La salle, dans laquelle sont exposées des œuvres provenant principalement de Rome, a été créée en 1921. Parmi les reliefs, il convient de mentionner celui d'un Char (Ve – IVe siècle av. J.-C.) et la frise d'Athéna Nike (restaurée au XVIIIe siècle par Bartolomeo Cavaceppi). Les deux bas-reliefs de Scènes d'atelier, du Ier siècle, appartiennent à la veine « plébéienne » de l'art romain. Les bas-reliefs de l'Ara Pacis sont des moulages : les Médicis possédaient la dalle originale de la Saturnia Tellus (it), qui en 1937 revint à Rome pour reconstruire le monument. Les fragments de pilastres en spirale sont également de l'époque d'Auguste, tandis que sur les côtés se trouvent deux bas-reliefs d'Amours, l'un avec l'éclair, attribut de Jupiter, l'autre avec celui de Mars, l'armure : ils faisaient partie d'une série très célèbre au Moyen Âge, dont Donatello s'est inspiré pour la cantoria de la cathédrale Santa Maria del Fiore.
Le Temple de Vesta et la Scène du sacrifice proviennent d'une frise de l'époque d'Hadrien du IIe siècle. Le sarcophage avec les Travaux d'Hercule se caractérise par un contraste lumineux plus accentué, grâce au traitement par forage ; les différents âges d'Hercule représentés font allusion aux périodes de la vie.

### Salles du Moyen Âge (salles 2 à 7)
Les salles 2 à 6 sont consacrées à l'art médiéval, avec des œuvres de la pré-Renaissance des Primitifs toscans.

#### Salle 2 (A4): salle duXIIIesiècleet de Giotto, ou salle des trois Maestà

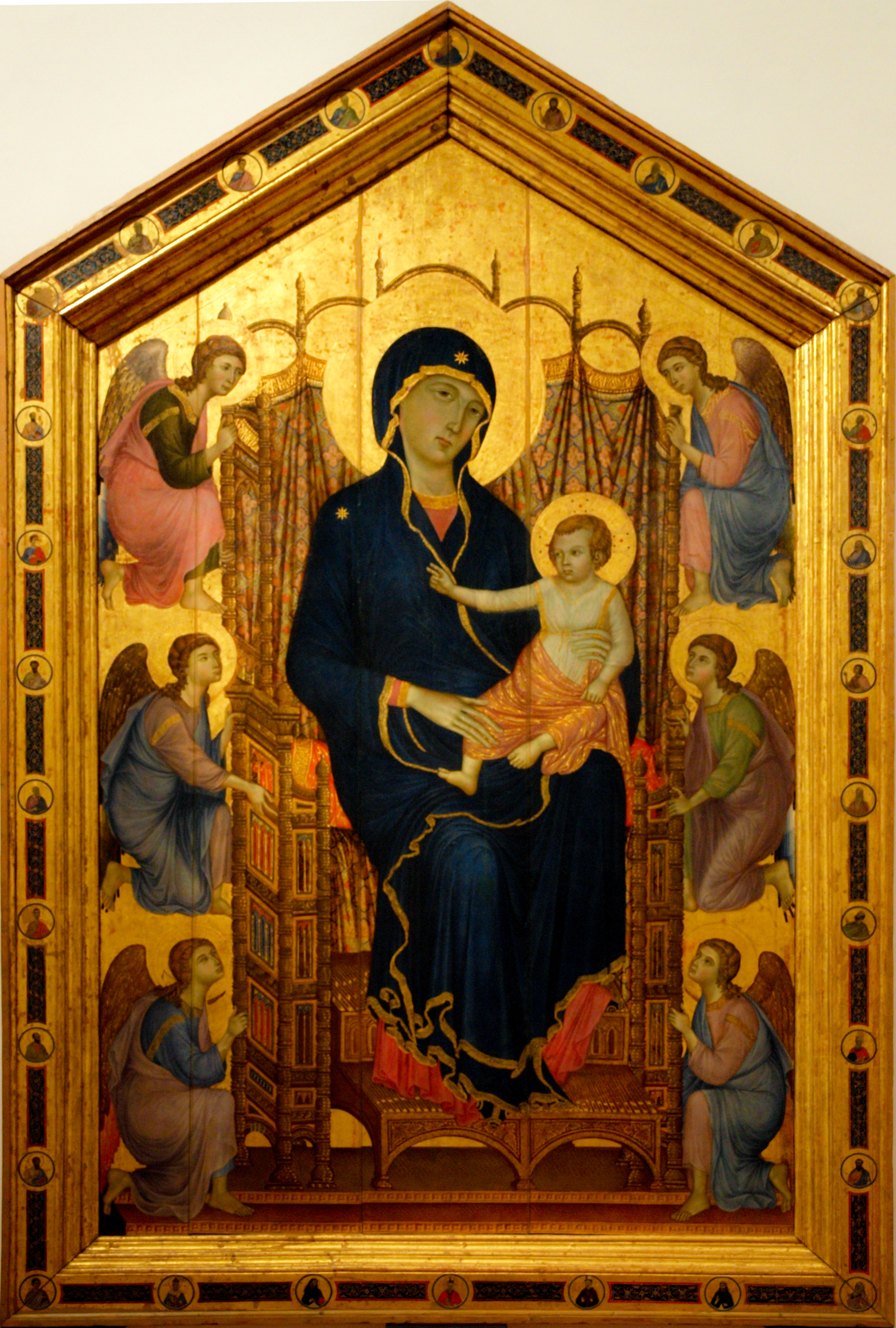
Madone Rucellai, de Duccio (1285).

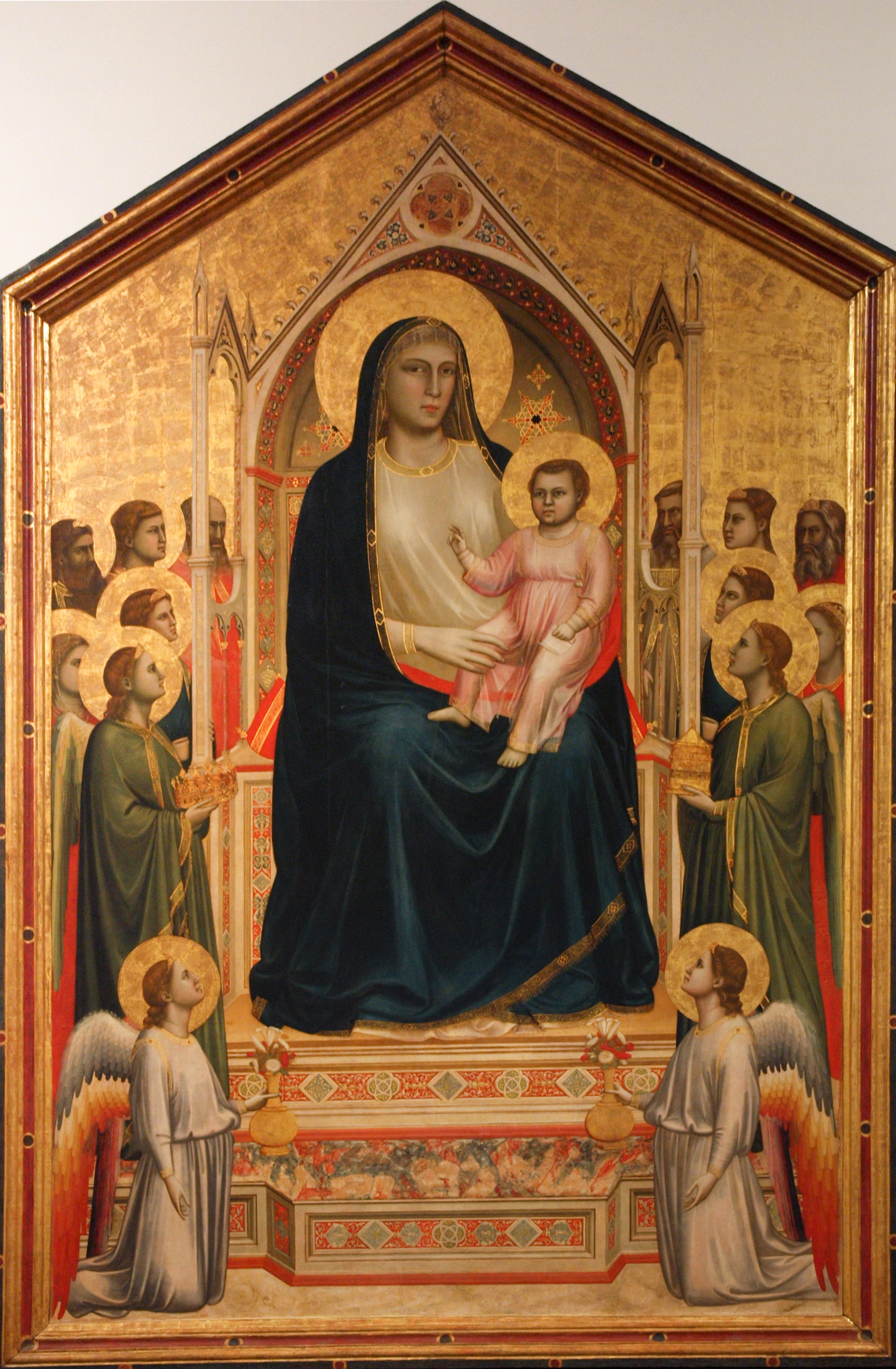
Giotto, Vierge d'Ognissanti (1310).

Cette salle, créée à la fin du XIXe siècle dans l'ancien théâtre des Médicis, constitue le noyau des salles des « primitifs », du XIIIe siècle et de Giotto di Bondone, aménagées en 1956 par Giovanni Michelucci, Carlo Scarpa et Ignazio Gardella, qui couvrirent la salle d'un plafond en charpente, imitant les églises médiévales.
Cette salle a un fort impact dû à la présence des trois Vierge en majesté monumentales de Cimabue, Duccio di Buoninsegna et Giotto (raison pour laquelle experts et passionnés l'appellent « La salle des trois Maestà »), peintes à quelques années de distance, qui témoignent de la force de la révolution picturale de cette époque, sous l'impulsion des deux artistes florentins et du Siennois. Dans la Maestà di Santa Trinita de 1285-1300, Cimabue tente de s'émanciper des traits stylistiques et de l'aménagement de l'espace de l'art byzantin, recherchant plus de volume et de relief plastique, avec une douceur de nuance sans précédent ; en face se trouve le retable de Duccio, appelé Madone Rucellai (vers 1285), construit avec une structure rythmique et des figures gracieuses, baignant dans une lumière poétique et presque orientalisante, plus influencées par l'expérience de la peinture contemporaine du gothique français ; enfin, au centre de la salle, la Vierge d'Ognissanti de Giotto (vers 1310) présente une structure monumentale et est construite beaucoup plus plastiquement, accentuant le contraste et le volume marqué des corps. Le Polyptyque de la Badia (environ 1300) est aussi de Giotto.
Cette salle présente également une représentation très choisie de la peinture du XIIIe siècle, dont une croix peinte du Christ triomphant de la fin du XIIe siècle et une autre du Christus patiens, rares par leur grande qualité et leur très bon état de conservation.

#### Salle 3 (A5):XIVesièclesiennois
La salle suivante (3) est consacrée aux grands maîtres du XIVe siècle de l'école siennoise, dans laquelle se font face les plus grands maîtres de cette école : l'Annonciation entre les saints Ansan et Marguerite de Simone Martini et de son beau-frère Lippo Memmi (1333) et la Présentation de Jésus au Temple d'Ambrogio Lorenzetti (1342), tous deux provenant de la Cathédrale Santa Maria Assunta de Sienne, et le Retable de la Bienheureuse Humilité (1340) de Pietro Lorenzetti. Les saints sur les côtés sont de Lippo Memmi.

#### Salle 4 (A6):XIVesiècleflorentin
Cette salle permet d'apprécier le développement de l'art après Giotto avec les contributions de ses élèves et de personnalités plus originales telles que Giovanni da Milano, Bernardo Daddi, Taddeo Gaddi, Giottino (Pietà) et surtout, Andrea Orcagna, peintre, architecte et sculpteur au style sévère (Saint Matthieu).

#### Salle 5-6 (A7): art gothique international
Restructurée dans les années 1950, la salle est dominée par le triomphe d'opulence et d'élégance de L'Adoration des mages (1423) réalisée pour le marchand et banquier Palla Strozzi, les panneaux de Sainte Madeleine, Saint Nicolas, Saint Jean-Baptiste et Saint Georges du Polyptyque Quaratesi de Gentile da Fabriano, originaire des Marches, et Le Couronnement de la Vierge (1414) monumental du florentin Lorenzo Monaco, œuvre élégante qui se distingue par ses couleurs fortes et brillantes et par ses figures sinueuses.
Au delà des artistes florentins et de Gentile, cette salle conserve des œuvres issues d'autres centres artistiques, témoignant de l'uniformité du langage pictural courtois entre les XIVe et XVe siècles, ainsi qu'on l'observe dans les tableaux du Siennois Giovanni di Paolo ou du Vénitien Iacopo Bellini.

### Salles de la Première Renaissance

#### Salle 7 (A8): début de la Renaissance

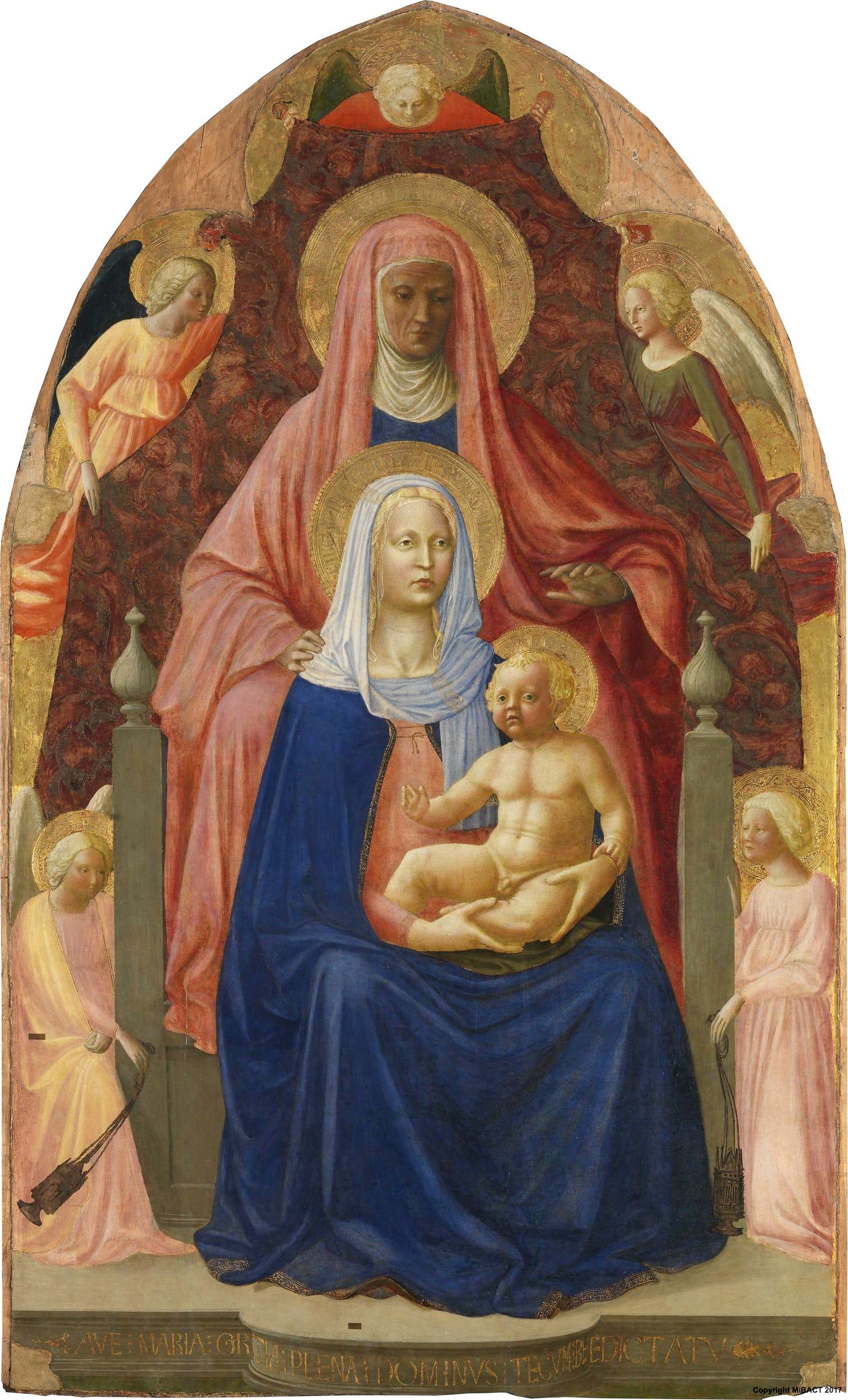
Masaccio, Sant'Anna Metterza (1424).

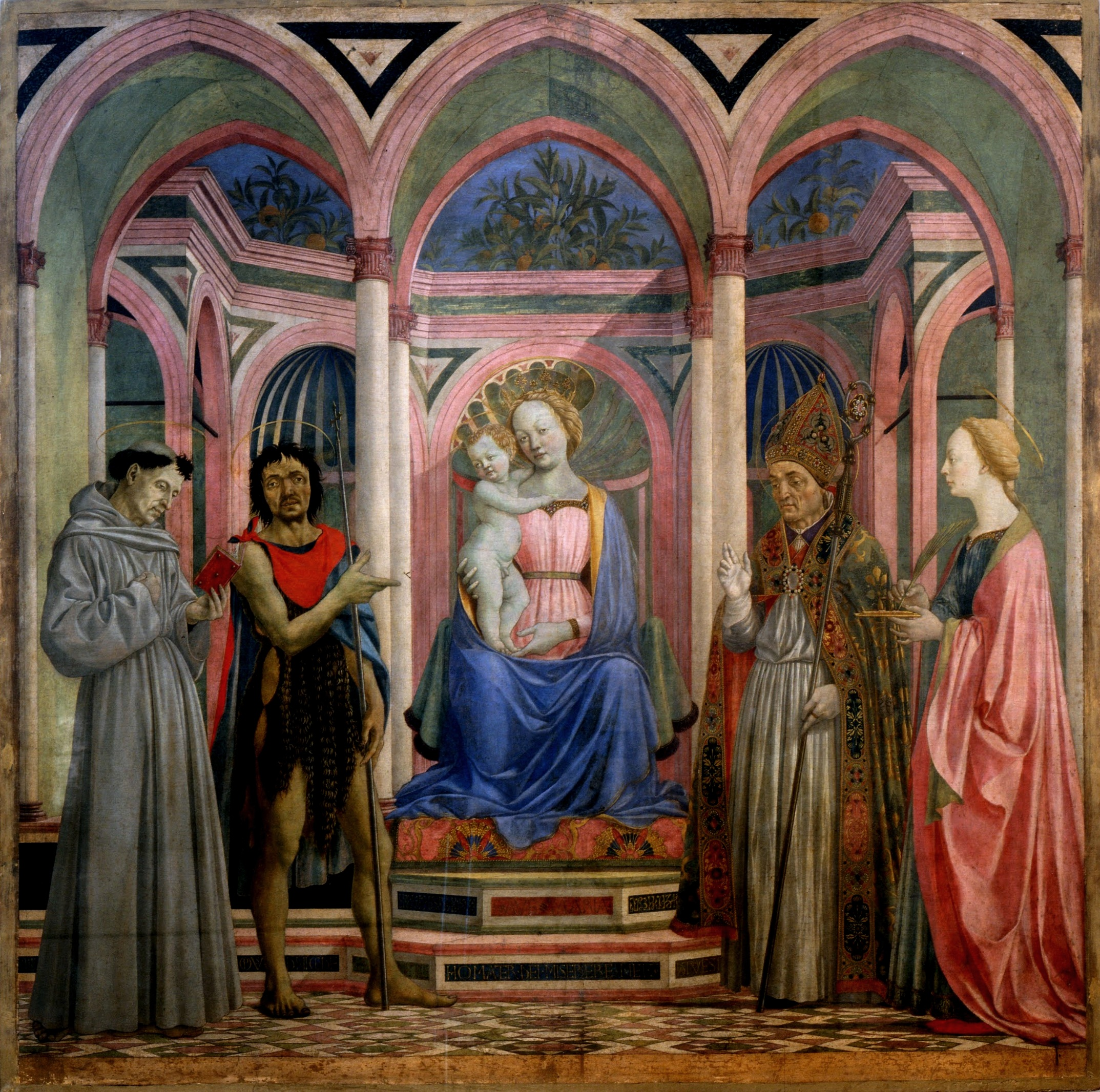
Retable de Santa Lucia dei Magnoli, de Domenico Veneziano (1445).

Certains des plus grands chefs-d'œuvre italiens des années 1420 au milieu du siècle sont conservés dans cette petite salle. Malgré leurs sujets et leurs styles différents, ces œuvres présentent tous les fondements de la Renaissance : une traduction picturale de la culture humaniste, une redécouverte de l'Antiquité et d'une nouvelle conception de l'espace.
L'élaboration, sans précédent, de la nouvelle langue est attestée par Sant'Anna Metterza (1424) de Masaccio et de son maître Masolino da Panicale, considéré comme le père de la Renaissance en peinture qui allie l'élégance gothique à la présence charnelle des personnages, rendue par la perspective linéaire et une nouvelle conception de la lumière. L'Enfant sculptural et la Vierge, peinte avec une silhouette solennelle si austère et réaliste qu’elle ne peut plus se définir comme « gothique », sont de Masaccio.

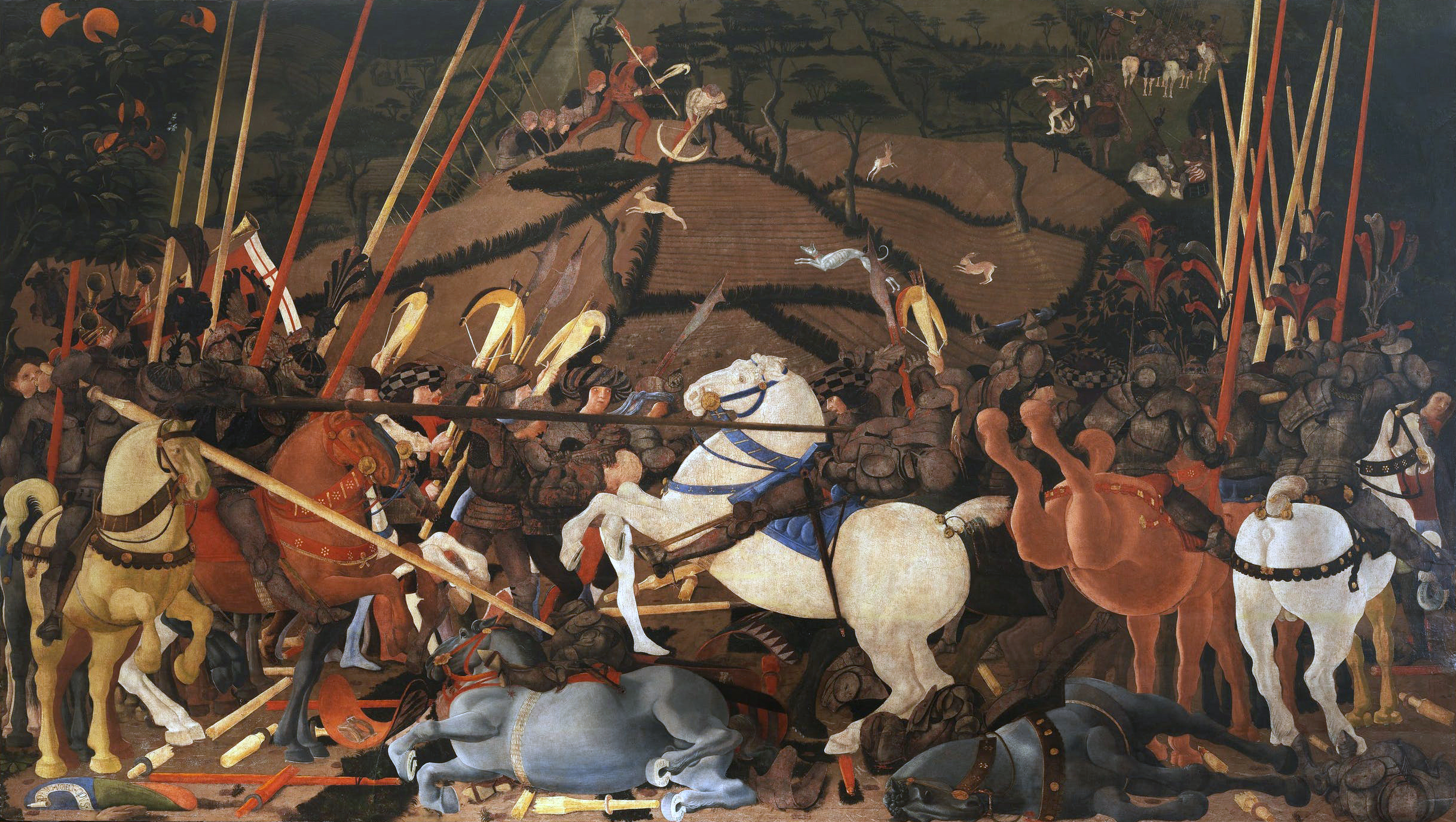
La Bataille de San Romano de Paolo Uccello (1436-1440).

Dans la même salle se trouvent un des panneaux de La Bataille de San Romano de Paolo Uccello, qui témoigne de son « obsession » de la perspective et en offre une interprétation originale, tout en narrant l'histoire sur un mode fabuleux, ainsi que les œuvres significatives de la recherche de nouveaux formats pour les retables et de la naissance de la « pittura di luce » (peinture de lumière) avec La Thébaïde de Fra Angelico, panneau délicat sur la vie d'ermite et le retable de Santa Lucia dei Magnoli de Domenico Veneziano, le maître de Piero della Francesca, qui crée ainsi l'un des premiers retables rectangulaires pour l'église Santa Lucia dei Magnoli, où il élimine aussi le fond doré de la tradition médiévale et plonge les personnages sacrés dans une lumière matinale.

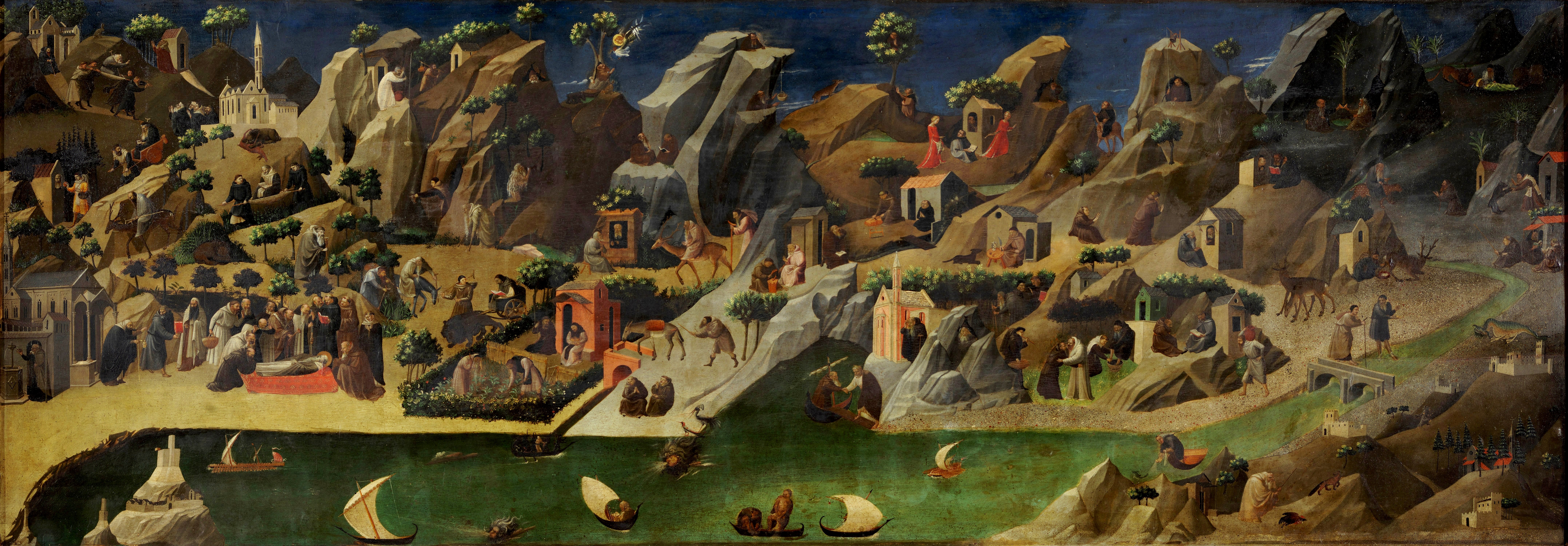
La Thébaïde de Fra Angelico, vers 1420.

Y sont aussi conservées des œuvres du gothique international (fin XIVe - début XVe siècle) comme l'Adoration des mages de Gentile da Fabriano et la Vierge de l'humilité de Masolino ou Giuliano Pesello, œuvre très technique, mais d'une grande douceur.

#### Salle 8 (A9): Filippo Lippi

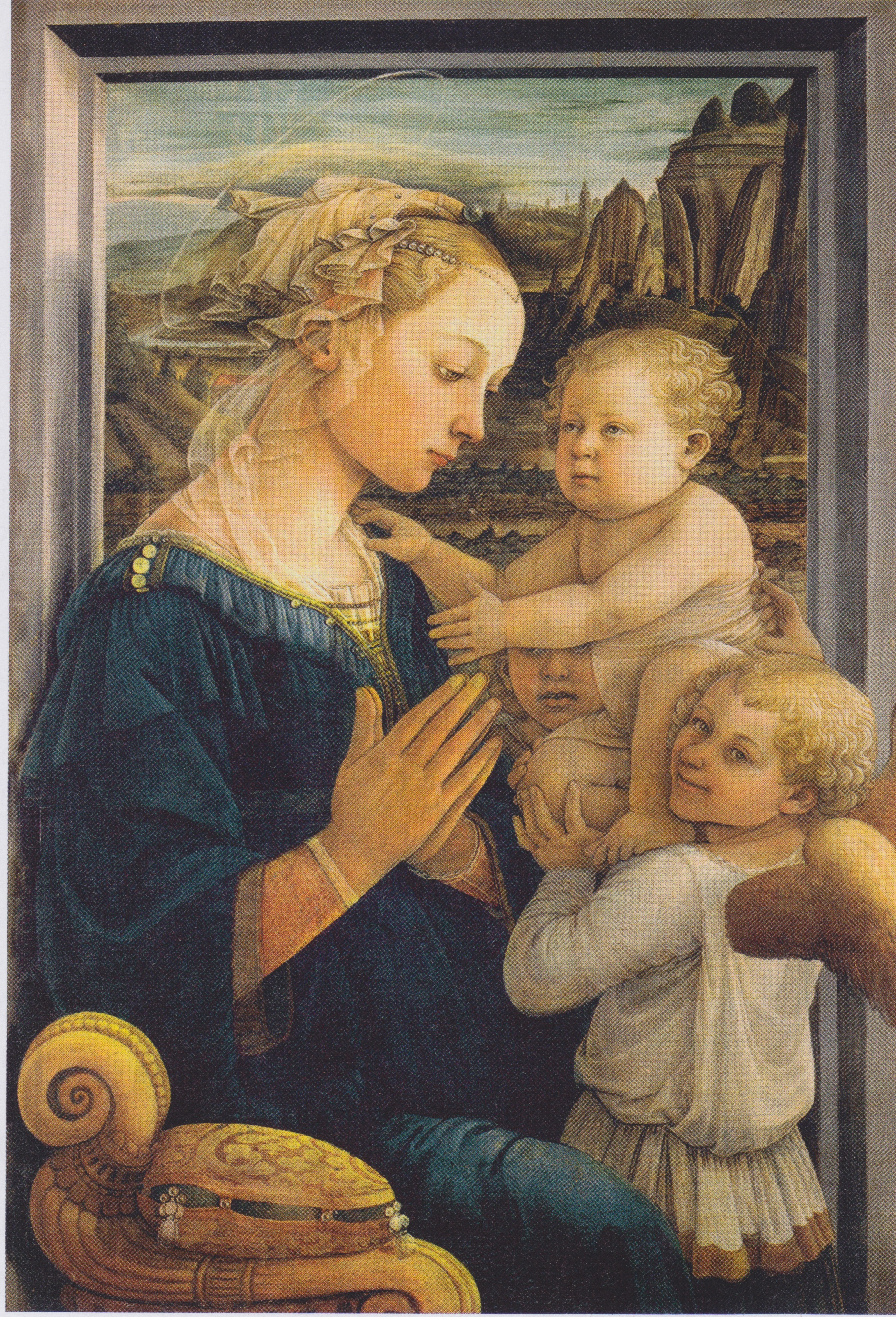
Fra Filippo Lippi, La Lippina, 1565.

La grande salle 8 est dédiée à Fra Filippo Lippi, développeur des propositions de Masaccio et passeur de l'art florentin vers cette « primauté du dessin » qui en est la caractéristique la plus typique, comme La Lippina, ici conservée, est un exemple. Artiste déroutant de cette génération, son dessin est aérien et léger, mais également sensible à la solidité d'un Masaccio ou d'un Piero della Francesca ;  Botticelli sera son élève.
Des œuvres majeures de la Première Renaissance (ou Quattrocento) sont présentées dans cette salle et la suivante, comme l'extraordinaire Le Triomphe de la chasteté, le double portrait des ducs d'Urbino, de Piero della Francesca, l'une des icônes les plus connues de l'esthétique de la Renaissance. Dans ces portraits, Pierro della Francesca affirme la domination de l'homme sur la nature, chère à la Renaissance. Au verso du portrait de la duchesse, un char du Triomphe tiré par des licornes porte les trois Vertus théologales ; pour le duc, ce sont les quatre Vertus cardinales que tirent des chevaux blancs.
L'exposition est complétée par les œuvres d'Alesso Baldovinetti (Annonciation) et du fils de Fra Filippo Lippi, Filippino Lippi, qui est un artiste révolutionnaire de la fin du XVe siècle.

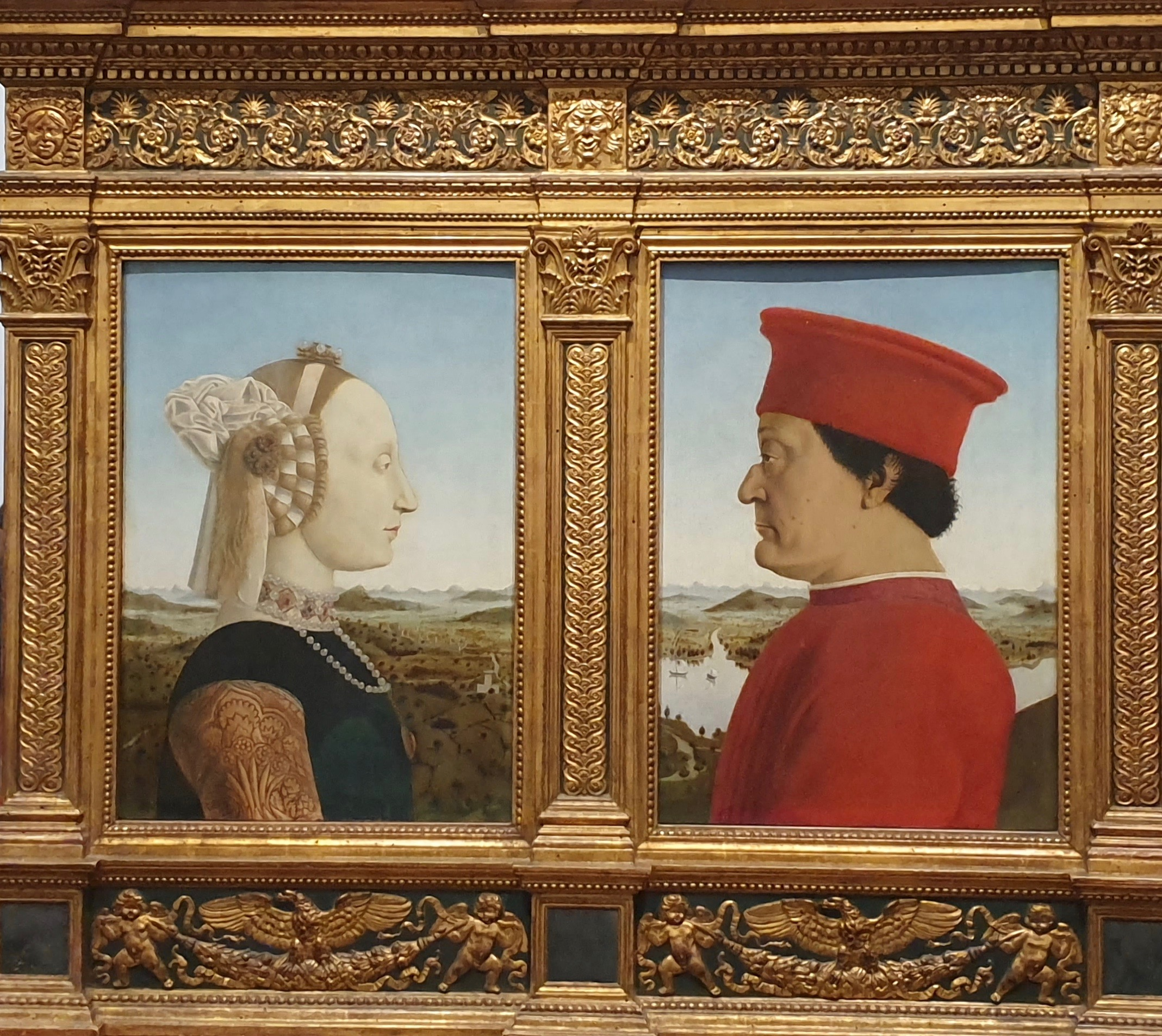
Piero della Francesca, Le Triomphe de la chasteté, vers 1473-1475, face des deux portraits.
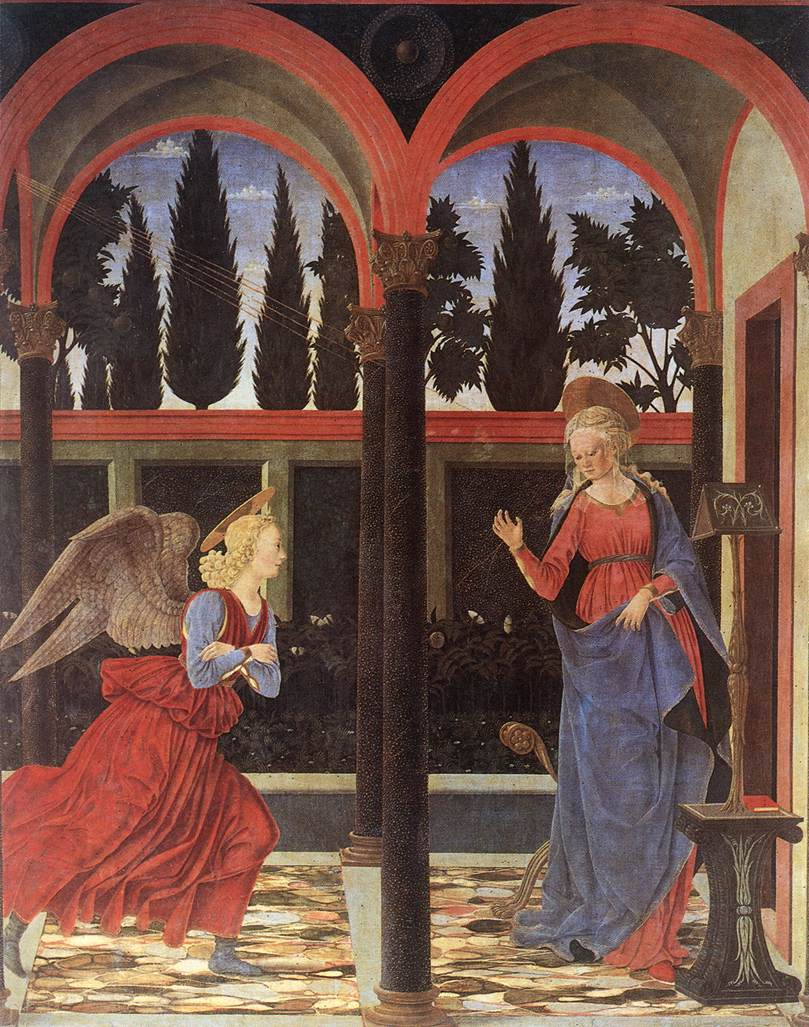
Alesso Baldovinetti, Annonciation, 1457.

#### Salle 9 (A10): les frères Pollaiolo

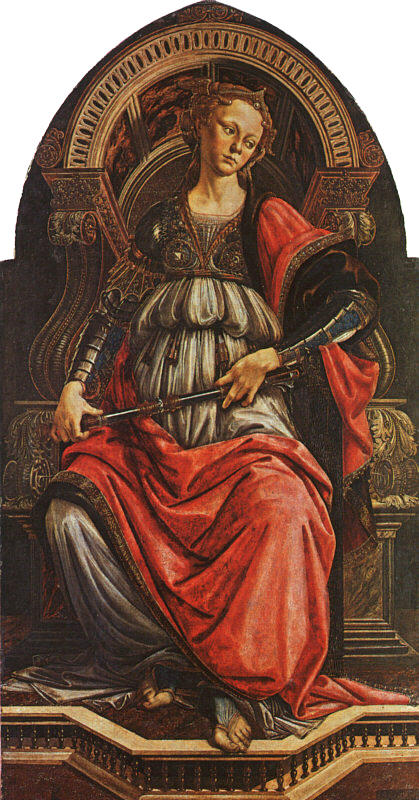
La Force, de Sandro Botticelli (1470).

La salle 9 est dédiée aux frères Pollaiolo (ou Pollaiuolo) : Antonio Pollaiuolo (Hercule et Antée, Hercule et l'Hydre, deux petites peintures sur bois dans un paysage d'inspiration flamande)  et Piero Pollaiuolo (La Tempérance), parmi les premiers à pratiquer une ligne de contour agile et accrocheuse, qui fut un modèle pour de nombreux artistes ultérieurs.
Dans la série des Vertus créées pour le tribunal des marchands, six sont conservées ici. Une septième se distingue par son élégance formelle, La Force, l'une des premières œuvres du jeune Sandro Botticelli (1470).

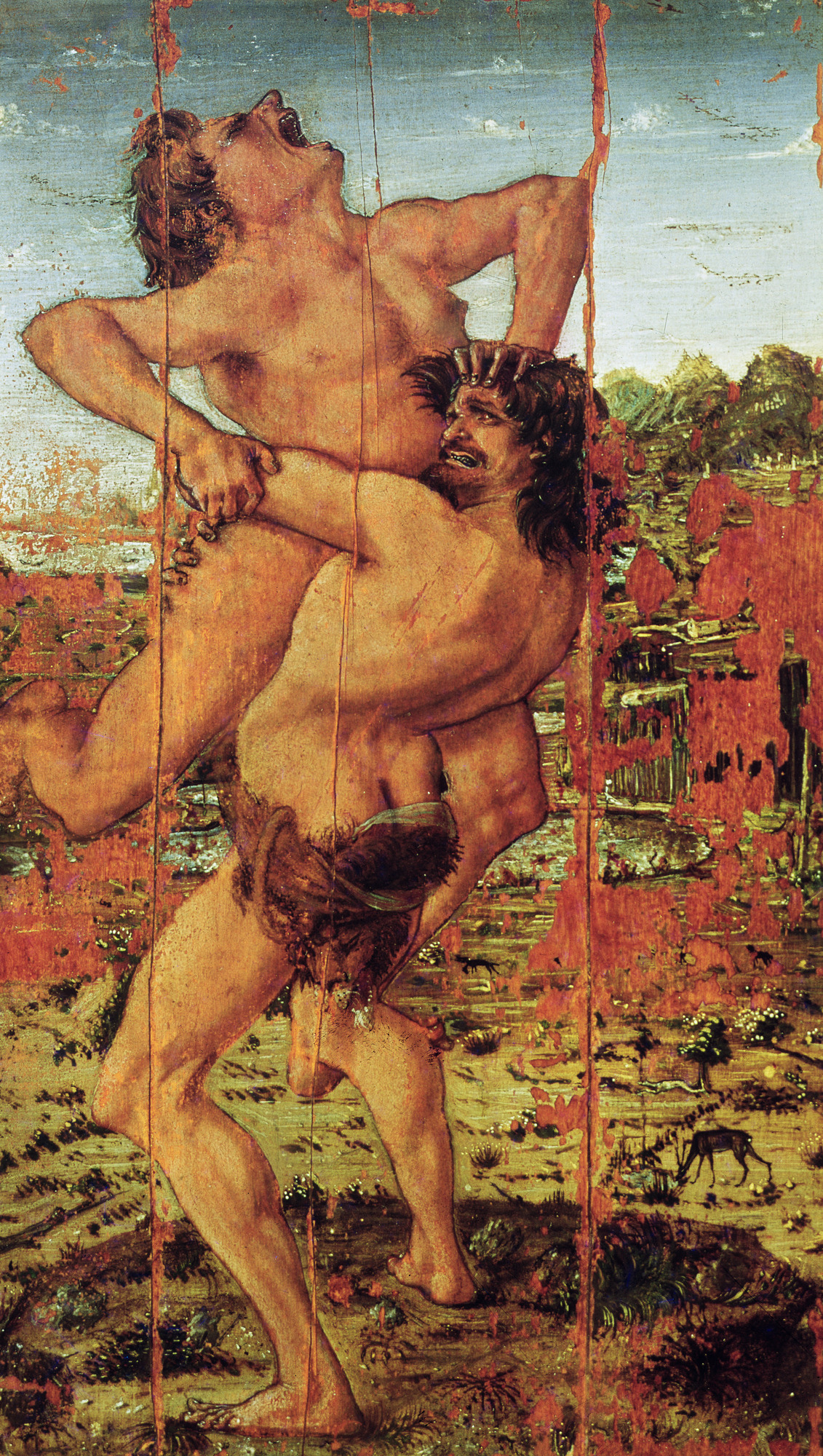
Antonio Pollaiuolo (Hercule et Antée, vers 1475.
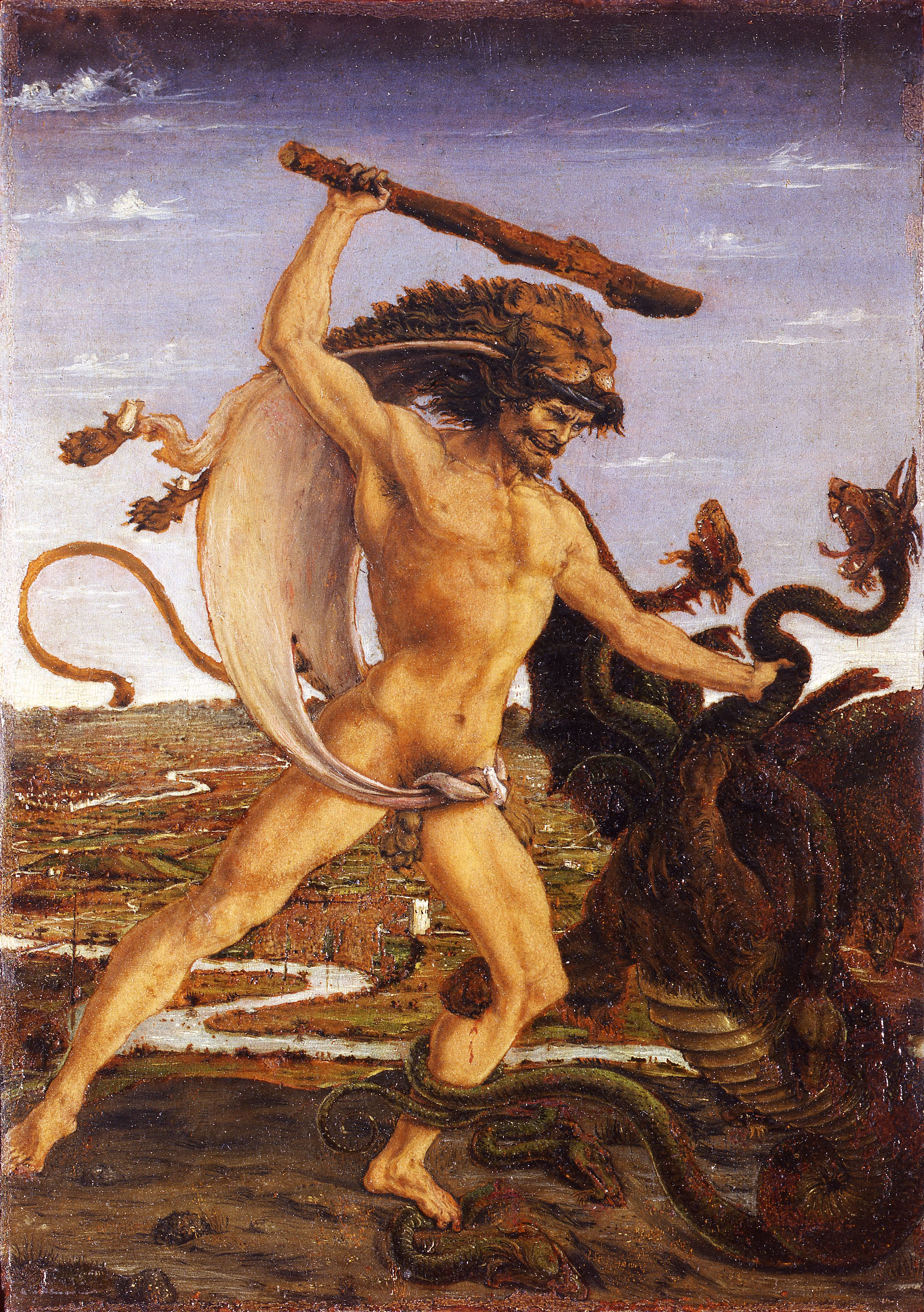
Antonio Pollaiuolo, Hercule et l'Hydre, 1475.

### Salle 10-14 (A11-A12-A13): Botticelli

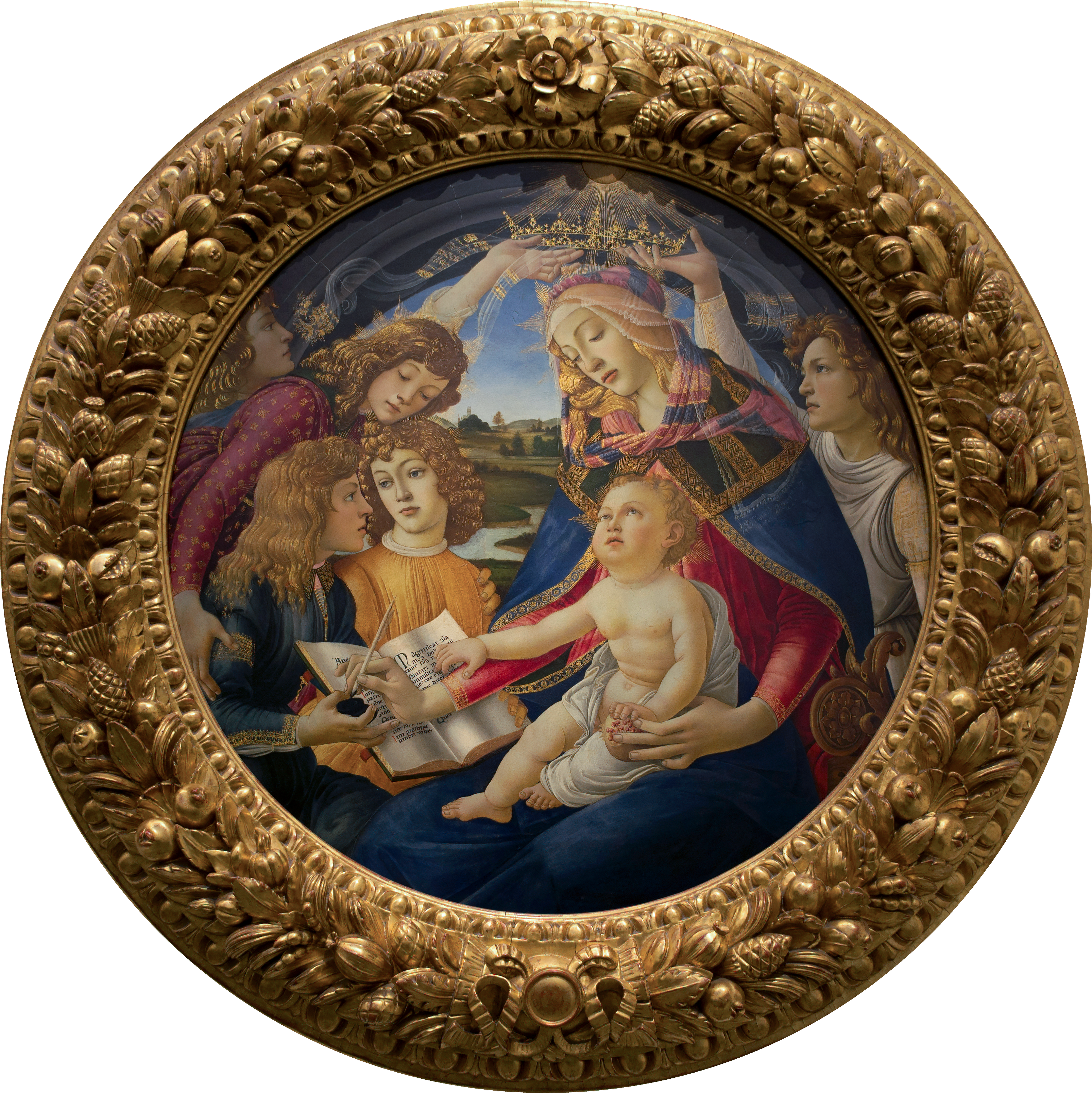
Botticelli, La Madone du Magnificat.

La salle Botticelli, constituée de la fusion des salles 10-14 reconfigurées en 2016, rassemble la meilleure collection au monde d'œuvres du maître Sandro Botticelli, mais aussi des peintures de Domenico Ghirlandaio, Hugo van der Goes et Rogier van der Weyden, qui témoignent des échanges existants entre les maîtres florentins et flamands au cours du XVe siècle.

Botticelli, Pallas et le Centaure, 1482.

Les tableaux de Botticelli frappent par la pureté de leurs couleurs et les belles proportions des figures, qualités qui atteignent leur apogée dans les toiles à sujet profane comme Le Printemps, Pallas et le Centaure et La Naissance de Vénus, œuvres emblématiques de l'Académie platonicienne de Florence qui s'est développée dans la ville dans la seconde moitié du XVe siècle. Elles ont été réalisées dans les années 1480 pour Lorenzo di Pierfrancesco de Médicis (et non pour Laurent de Médicis, mais pour un de ses cousins qui vivait dans sa Villa Medicea di Careggi, avec qui, d’ailleurs, il n’avait pas beaucoup de sang commun). Pour la première fois, un sujet profane de la Renaissance italienne est traité avec la dignité et les dimensions imposantes qui avaient été jusqu'alors réservées aux sujets religieux.

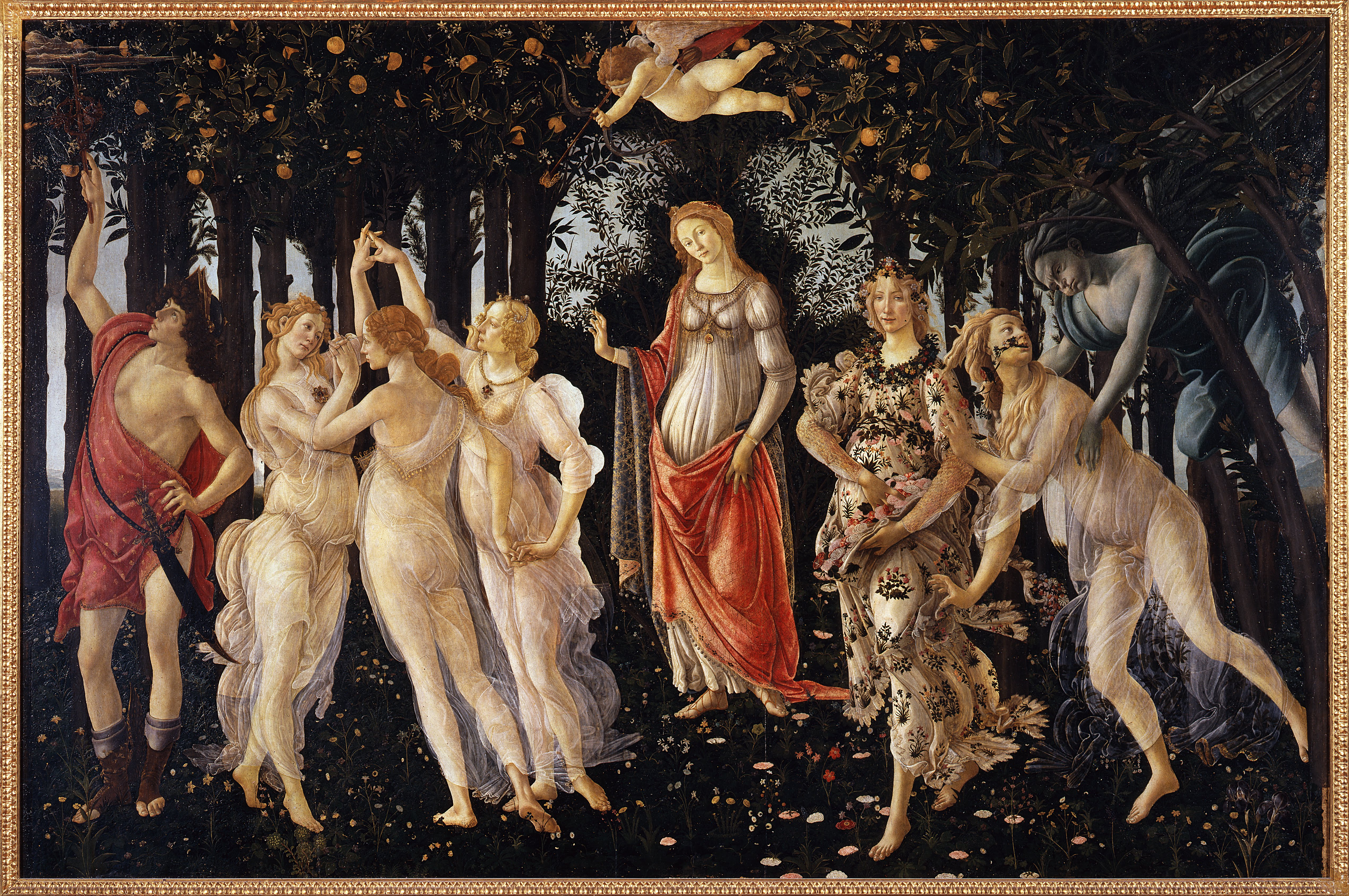
Botticelli, Le Printemps, vers 1480.
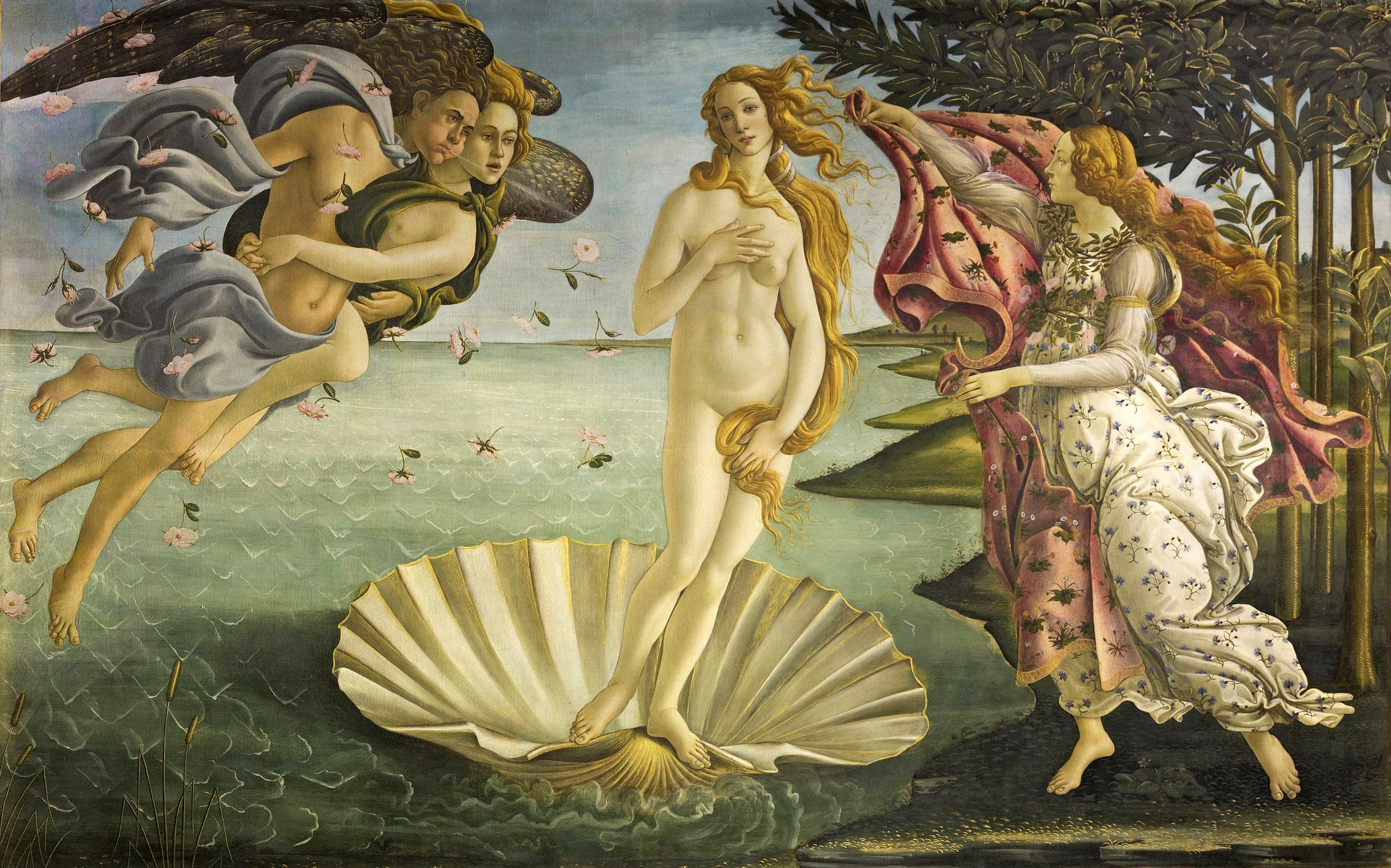
Botticelli, La Naissance de Vénus, 1485.

Cette salle permet de retracer toute l'évolution picturale du maître, avec la gracieuse La Vierge et l'Enfant dans une gloire de séraphins et La Vierge à la roseraie, œuvres de jeunesse, encore liées au style de Filippo Lippi et Andrea del Verrocchio, au Portrait d'homme avec médaille de Cosme l'Ancien (1475), où l'on assiste déjà à une maturation du style probablement liée à l'étude du réalisme dans les œuvres flamandes, à des œuvres mythologiques, comme l'émouvante Pallas et le Centaure, allégorie des instincts humains partagés entre la Raison et l'Impulsivité, mais guidés par la Sagesse divine.

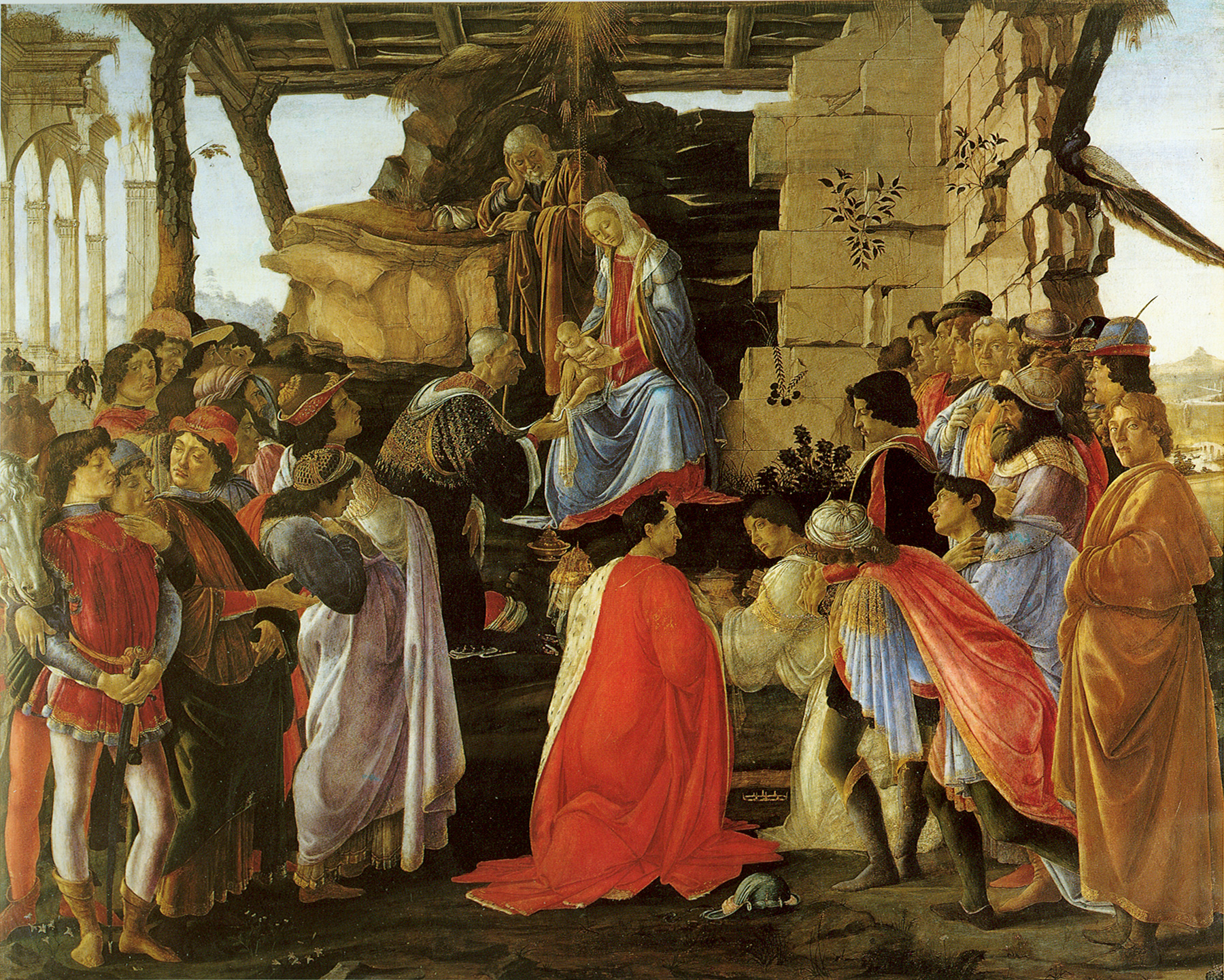
Botticelli, L'Adoration des mages (v. 1476).

L'Adoration des mages (v. 1476) vaut surtout pour son caractère anecdotique et sa flagornerie, les trois Rois mages étant des Médicis : Cosme l'Ancien, agenouillé devant Jésus, et ses deux fils, Pierre le Goutteux en manteau rouge et Jean ; à droite, le futur Laurent le Magnifique, expression modeste et cheveux très noirs, ainsi que son frère Julien, à gauche. Botticelli s'est représenté dans le premier personnage de droite.

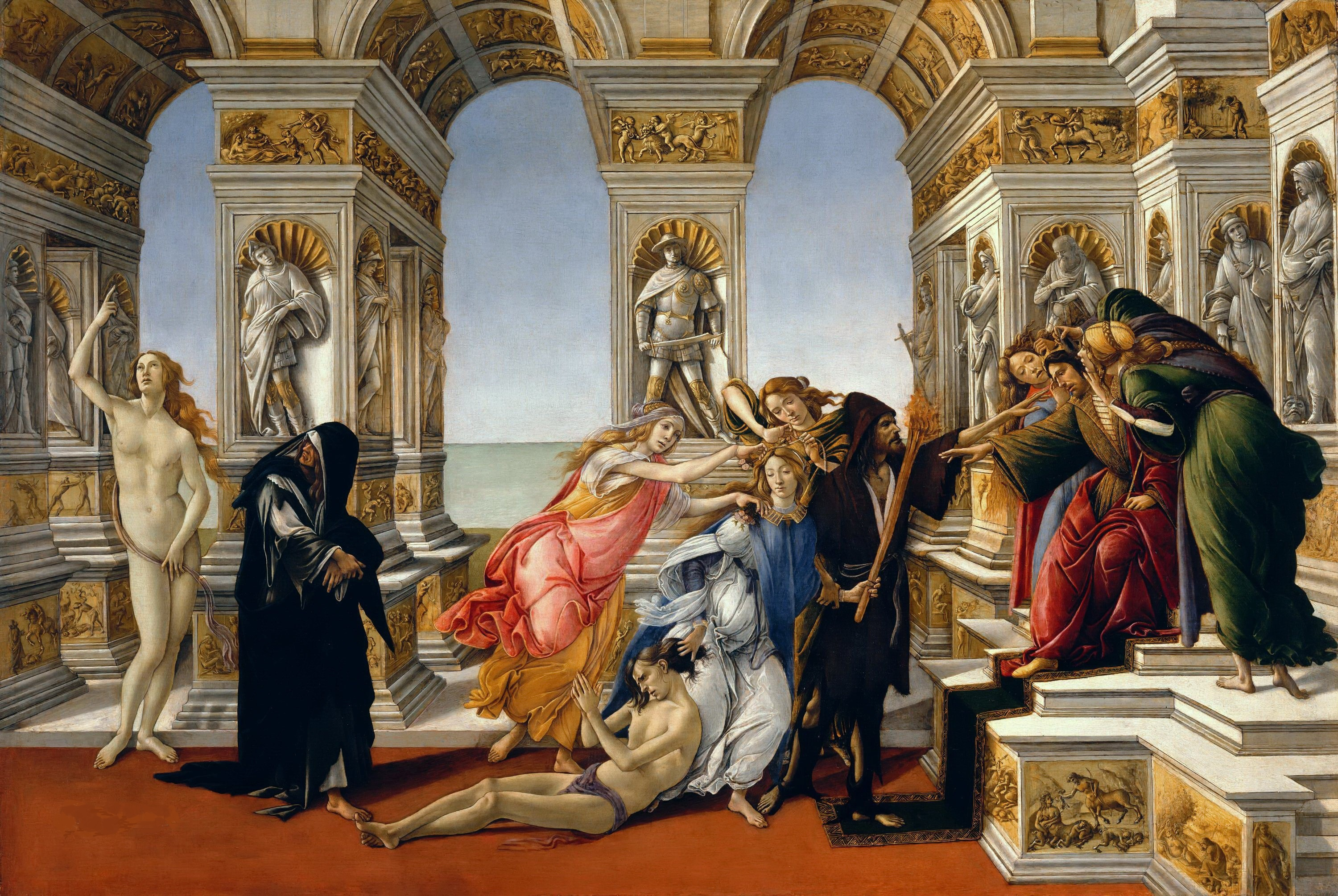
Sandro Botticelli, La Calomnie d'Apelle.

À l'approche du XVIe siècle, la vague réactionnaire ultra-religieuse de Jérôme Savonarole commence à se faire de plus en plus pressante dans la société florentine et cela se manifeste plus ou moins progressivement chez tous les artistes de l'époque. Même Botticelli, après une œuvre somptueuse comme La Madone du Magnificat, a commencé à adopter un style plus libre, dissous par la lucidité géométrique de la perspective du début du XVe siècle (La Vierge à la grenade, Retable de San Barnaba), avec quelques expériences archaïsantes comme le Retable de San Marco où le maître revient sur le fond d'or dans une scène apparemment inspirée de la lecture de Dante Alighieri. La période la plus sombre de la prédication de Savonarole apporte une vague définitive de mysticisme pessimiste dans sa peinture : La Calomnie d'Apelle (1495) symbolise l'échec de l'esprit optimiste humaniste, avec la constatation de la bassesse humaine et la relégation de la vérité. Elle renvoie sans doute aux détracteurs de Savonarole, qu'admirait Botticelli.

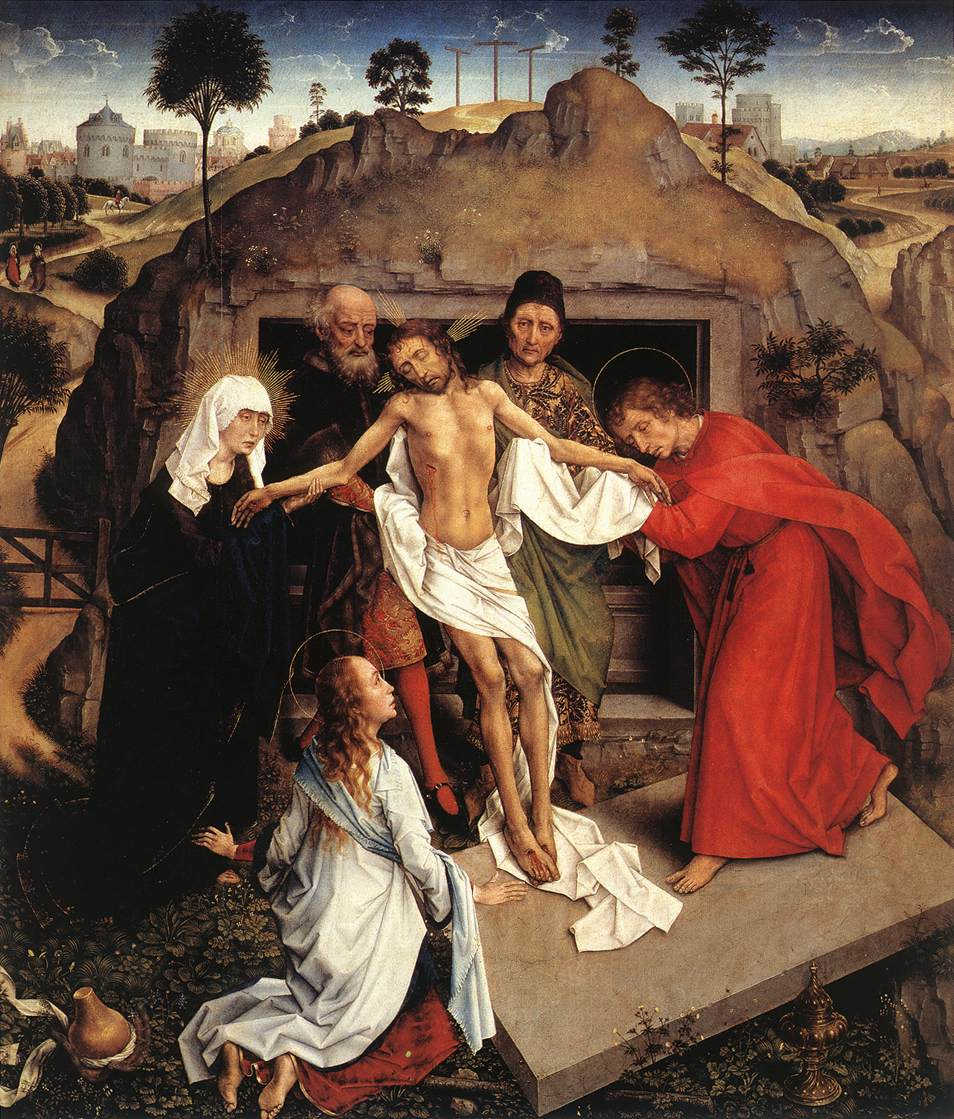
Mise au tombeau du Christ, par Rogier van der Weyden, 1450.

Cette salle contient également de nombreux autres chefs-d'œuvre : l'emplacement du Triptyque Portinari, une œuvre flamande d'Hugo van der Goes d'environ 1475, apportée par un banquier de la Banque des Médicis à Bruges en 1483, est particulièrement bien situé, qui, par son étroitesse formelle par rapport aux œuvres environnantes, rend bien l'effet de météore brillant que cette œuvre avait dans les milieux artistiques florentins de la seconde moitié du XVe siècle. On commence cependant à saisir les affinités avec les œuvres créées plus tard, le plus grand souci du détail, le meilleur rendu luministique dû à la peinture à l'huile que les peintres florentins ont tenté d'imiter, copiant même certains éléments de l'œuvre, comme les hommages évidents de Domenico Ghirlandaio dans son analogue Adoration des bergers dans la Basilique Santa Trinita (Florence).
La Déposition au sépulcre de Rogier van der Weyden (vers 1460) est une autre œuvre flamande, dont la composition est tirée d'une Pietà de Fra Angelico, qui témoigne des échanges réciproques entre maîtres flamands et florentins.

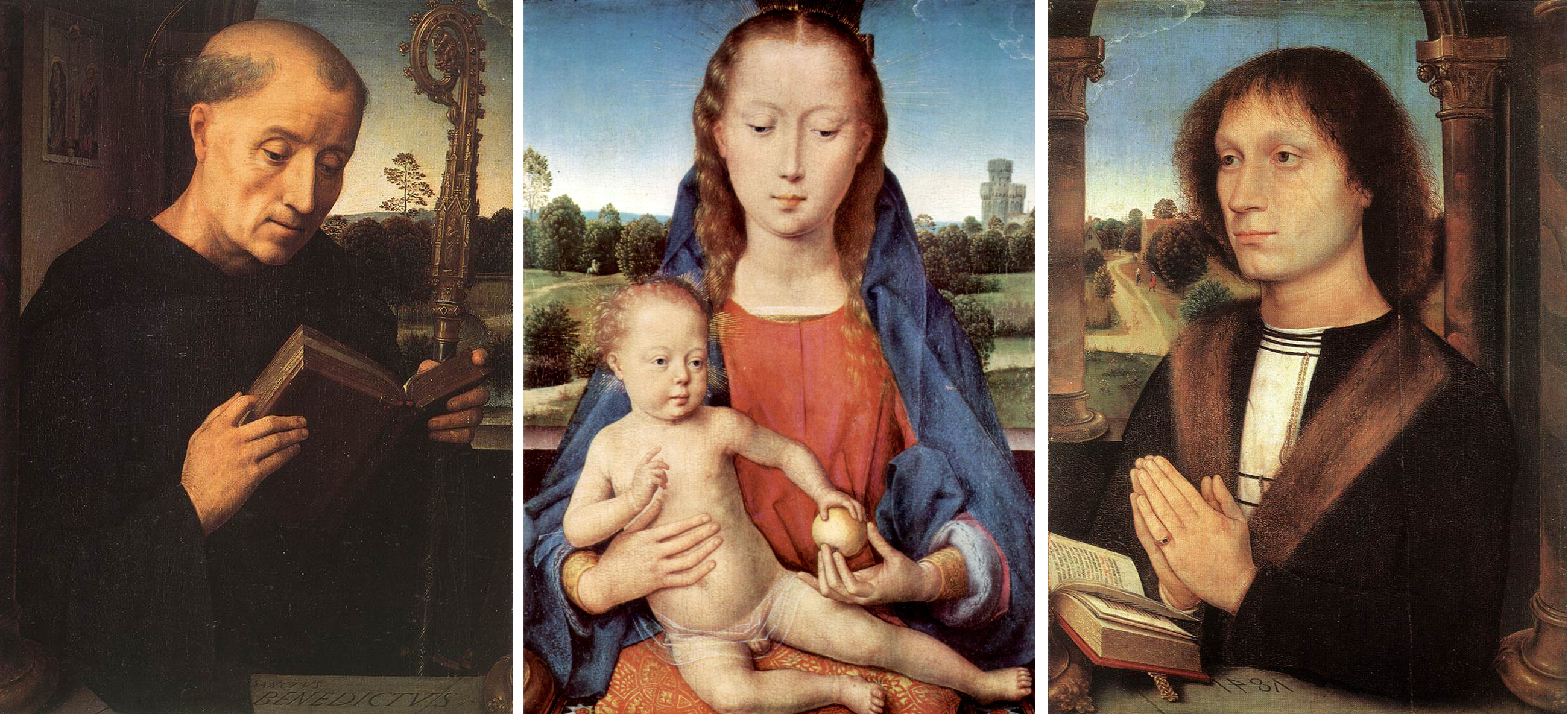
Triptyque Portinari, de Hans Memling, 1487.

### Salle 15 (A35): Léonard de Vinci

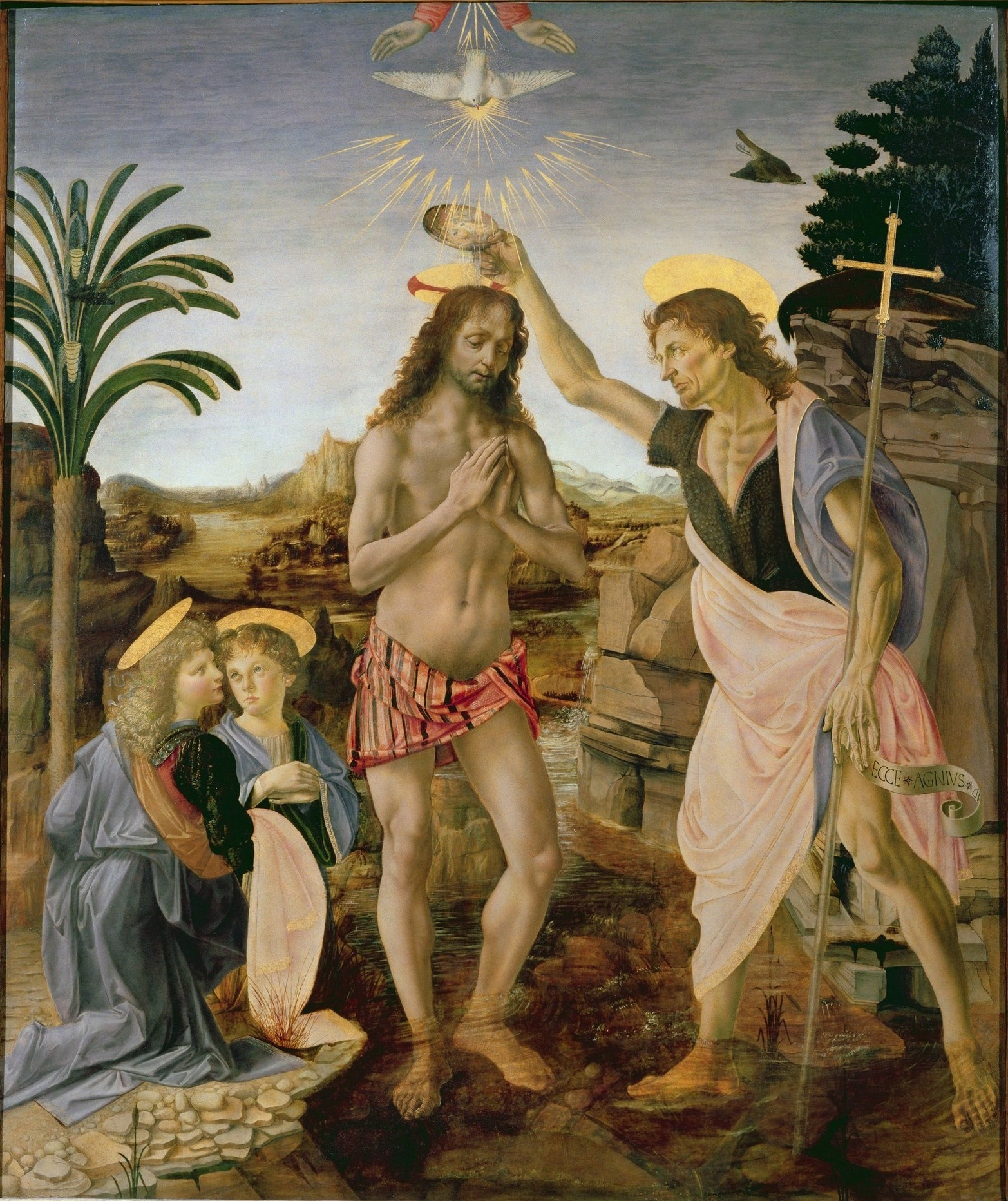
Le Baptême du Christ, de Andrea del Verrocchio (1475).

La salle 15 (A35) documente les débuts artistiques de Léonard de Vinci, à commencer par la première œuvre attestée, Le Baptême du Christ de 1475, l'œuvre de son maître Andrea del Verrocchio dans laquelle le jeune Léonard peint la tête de l'ange à gauche, le paysage et peut-être le modelé du corps du Christ.

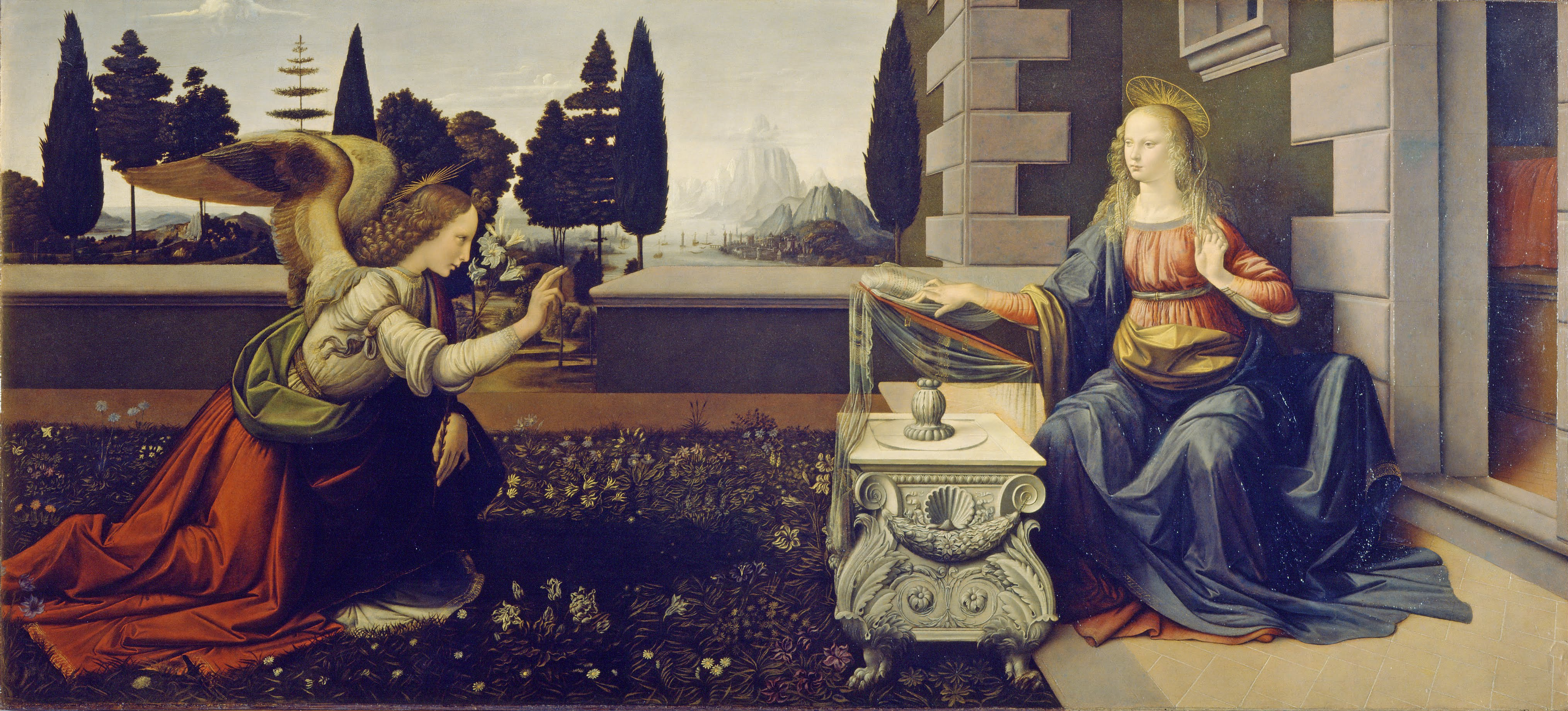
Léonard de Vinci, L'Annonciation, vers 1472–1475.

L'Annonciation est une autre œuvre de jeunesse, peinte par le maître de vingt ans, restaurée par Giovanni Michelucci en 1991, où les qualités « nuancées » de Léonard et son attention aux vibrations atmosphériques sont déjà visibles (l'ange qui vient d'atterrir), mais avec quelques erreurs de perspective, comme le livre sur lequel la Vierge pose un bras, qui au sol repose sur un socle beaucoup plus avancé que ses jambes. Cette œuvre permet de comprendre sa méthode et ses recherches : il dessinait minutieusement tous les motifs avant de peindre. Sur un schéma pyramidal auquel la perspective donne de la profondeur, ses dégradés légers estompent les contours. Cette technique d'une imprécision volontaire, le sfumato, fait son apparition dans le paysage de L'Annonciation.

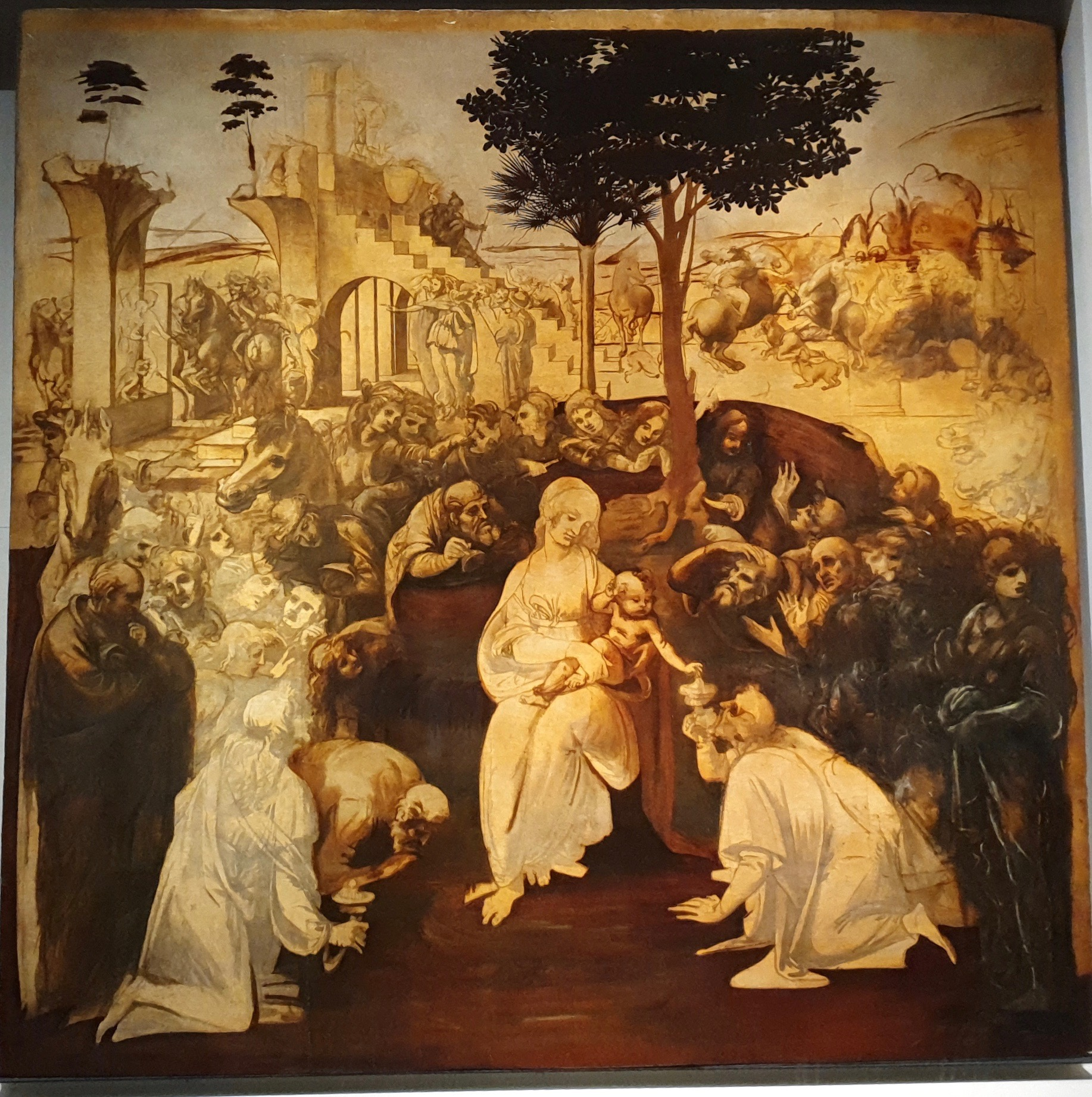
Léonard de Vinci, L'Adoration des mages (1481).

L'Adoration des mages (1481) est une œuvre inachevée, l'artiste ayant été appelé à Milan par Ludovic Sforza, où se manifeste le sens novateur du génie de Vinci, avec une composition très originale centrée sur la Vierge à l'Enfant dans un décor scintillant de nombreuses figures mouvantes, parmi lesquelles, le traditionnel saint Joseph ou la crèche.
La salle présente également des artistes actifs à Florence dans ces années comme Le Pérugin (trois grands retables) et Luca Signorelli. Piero di Cosimo et Lorenzo di Credi, également élèves de Verrochio, s'y distinguent par la recherche de pureté émanant de leurs peintures.

### Salle 16 (A14): Salle des cartes géographiques

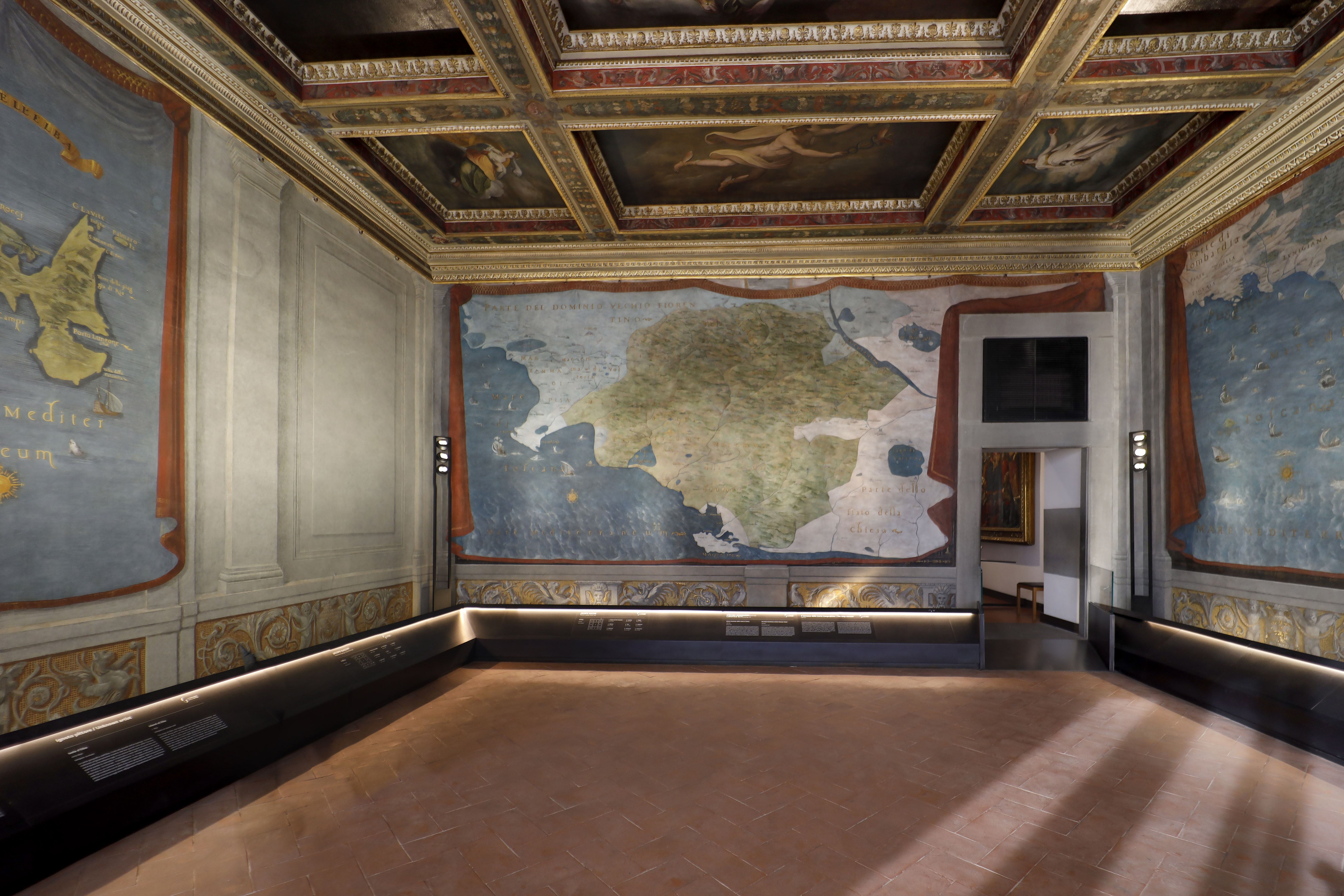
Salle des cartes géographiques

La salle 16 (A14) dite des « cartes géographiques » était à l'origine une loggia qui a été fermée à la demande de Ferdinand Ier de Médicis. Elle était décorée de cartes géographiques des domaines Médicis et de festons de fruits et de fleurs sur la poutre du plafond, œuvre de Ludovico Buti. Parmi eux, Ferdinand Ier a fait placer les toiles mythologiques commandées à Jacopo Zucchi, alors qu'il était encore cardinal à Rome,.

### Salle 17 (A15): Petite salle des mathématiques

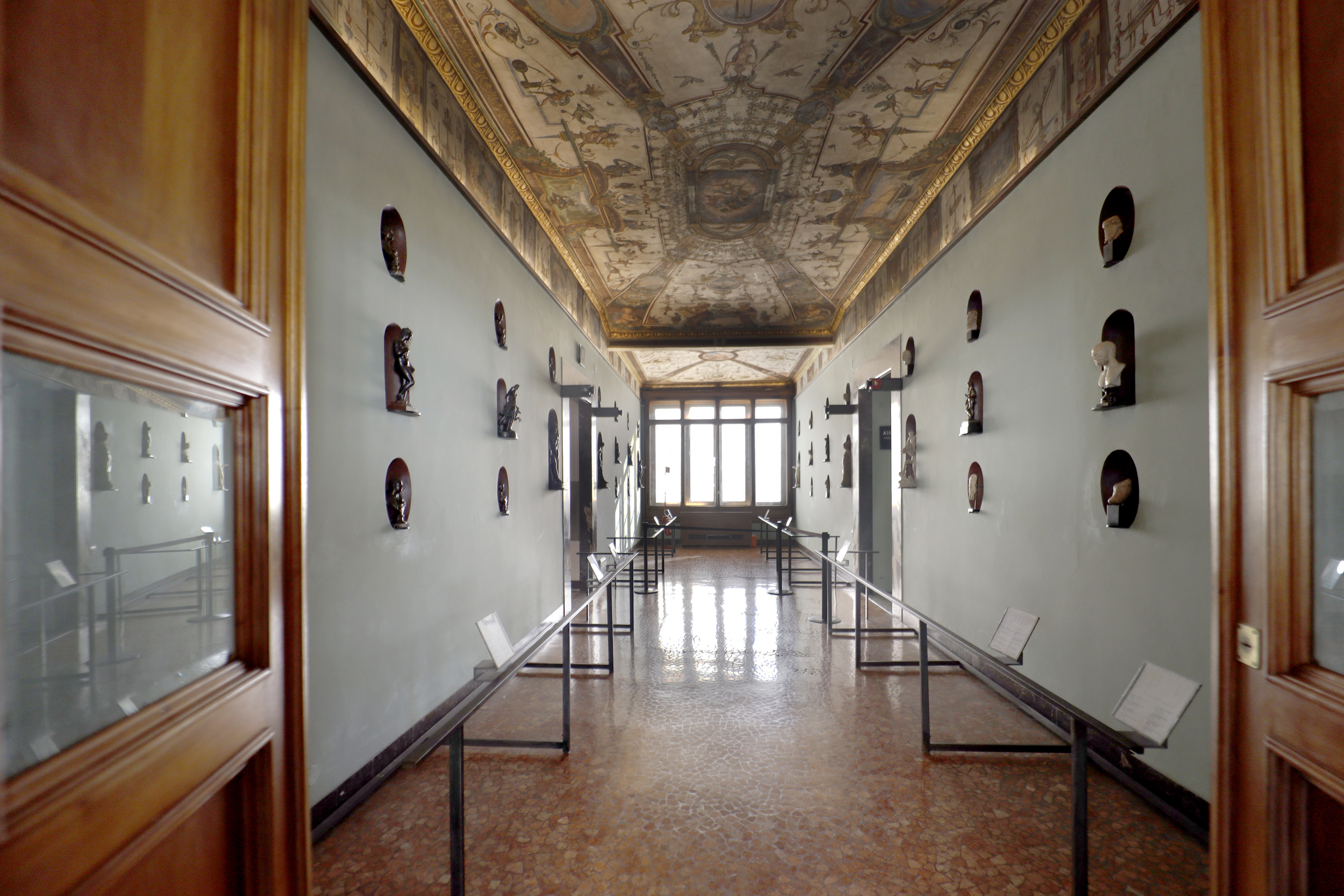
Stanzino delle Matematiche (petite salle des mathématiques).

La salle 17 (A15) s'appelle Stanzino delle Matematiche (petite salle des mathématiques), également créée pour Ferdinand Ier pour abriter ses instruments scientifiques. Le plafond était en effet décoré d'une allégorie des Mathématiques et d'épisodes célébrant la culture scientifique antique. Aujourd'hui, elle expose la collection de bronzes modernes et quelques sculptures anciennes.

### Salle 18 (A16): La Tribune

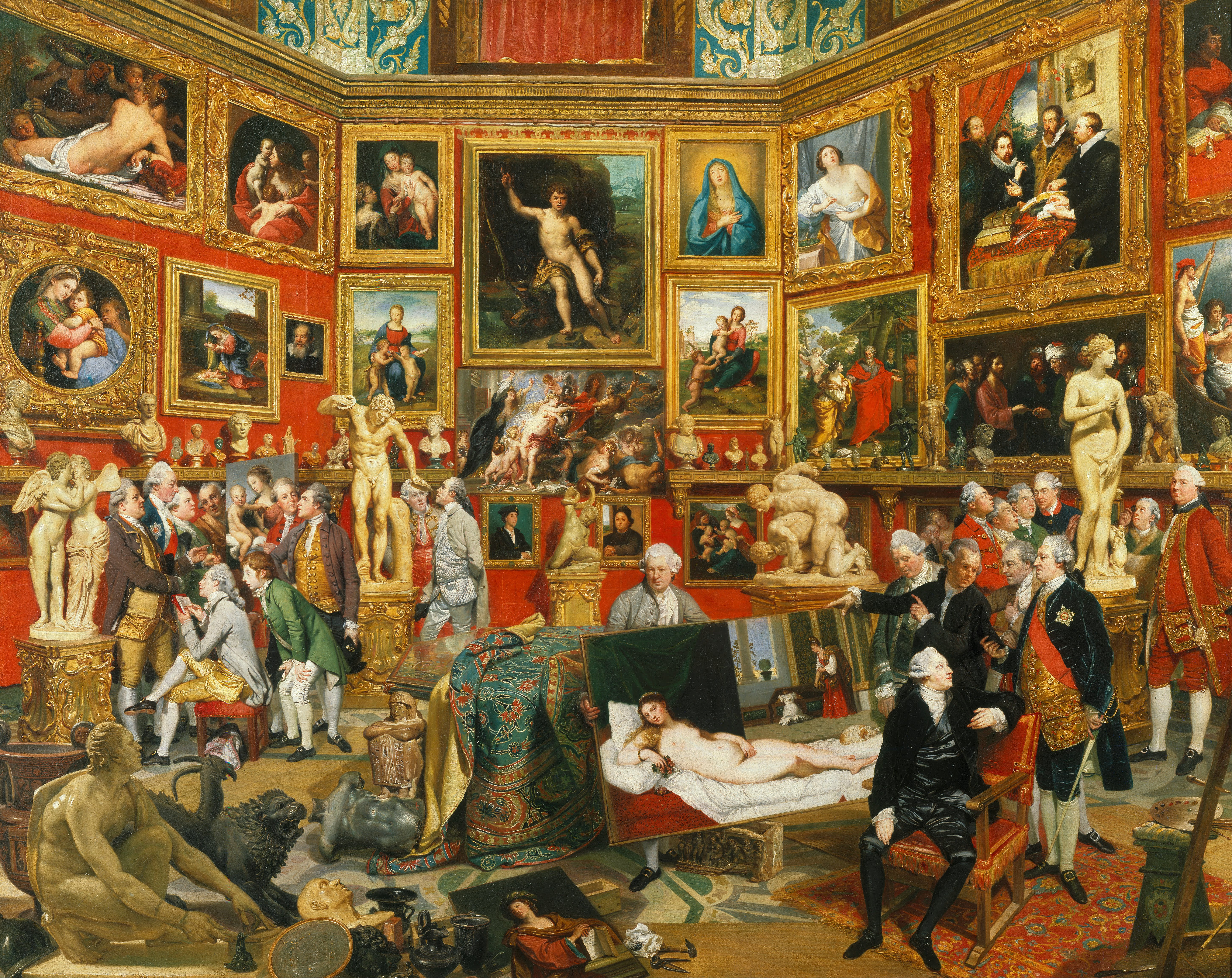
La Tribune des Offices, de Johan Zoffany, 1772. La salle est remplie d'aristocrates britanniques.

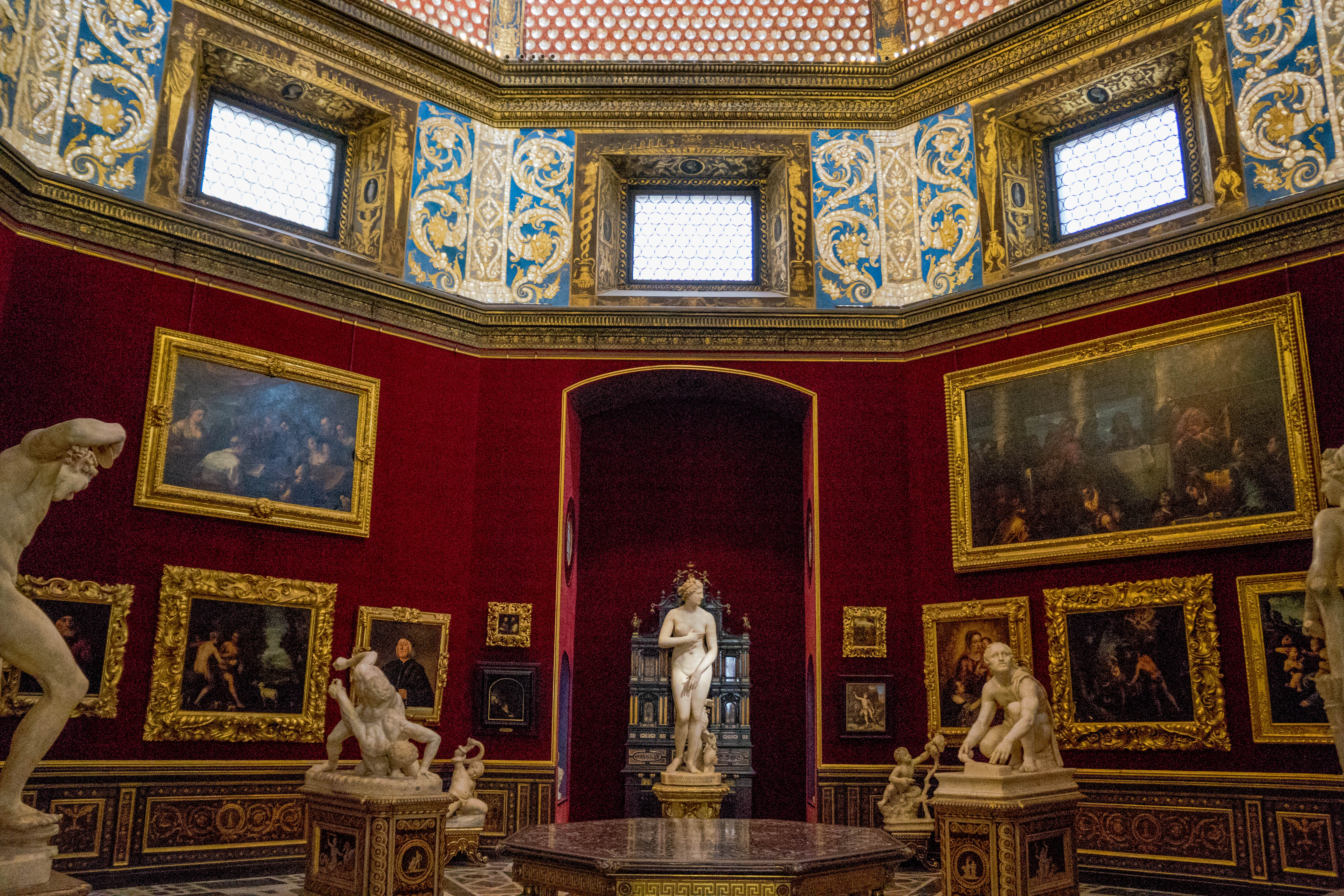
Vue panoramique de la Tribune, en 2013.

La Tribune est une salle octogonale qui constitue la partie la plus ancienne de la galerie et qui a contenu certaines des œuvres les plus célèbres du musée, aujourd'hui visible depuis les pièces environnantes. Unique salle octogonale, elle a été commandée par François Ier de Médicis en 1584 à Bernardo Buontalenti pour organiser les collections archéologiques et plus tard, toutes les pièces les plus précieuses et les plus aimées des collections Médicis y ont été placées. Elle est devenue très populaire à l'époque du Grand Tour et aurait inspiré le cabinet de curiosités de nombreux nobles européens. L'environnement est couvert d'un dôme incrusté de coquillages et de nacre traversé par des nervures dorées et une lanterne sur laquelle se trouvait une rose des vents, reliée à l'extérieur par une girouette . La Tribune présente des murs rouges écarlates, du fait de la tapisserie de velours, sur lesquels sont accrochés des tableaux et des étagères pour objets et statues ; le socle, aujourd'hui perdu, a été peint par Jacopo Ligozzi avec des oiseaux, des poissons et d'autres merveilles naturalistes ; au centre se trouvait un petit coffret-temple, un meuble octogonal qui abritait les pièces les plus petites et les plus précieuses de la collection ; le sol était fait d'incrustations de marbre.
Sa forme, ses décorations et les objets qu'elle contenait, suivent un programme cosmologique précis qui fait référence aux quatre éléments (Air, Terre, Eau, Feu) : par exemple la rose des vents dans la lanterne évoquait l'Air, tandis que les coquillages sertis dans le dôme rappelaient l'Eau ; le Feu était symbolisé par le rouge des murs et la Terre par les marbres précieux du sol. Toute cette symbolique s'est ensuite enrichie de statues et de peintures qui développaient le thème des Éléments et leurs combinaisons. L'ensemble était aussi destiné à célébrer la gloire des Médicis qui, grâce à la volonté divine, étaient parvenus au pouvoir terrestre, symbolisé par les magnifiques objets rares et précieux qu'ils possédaient.

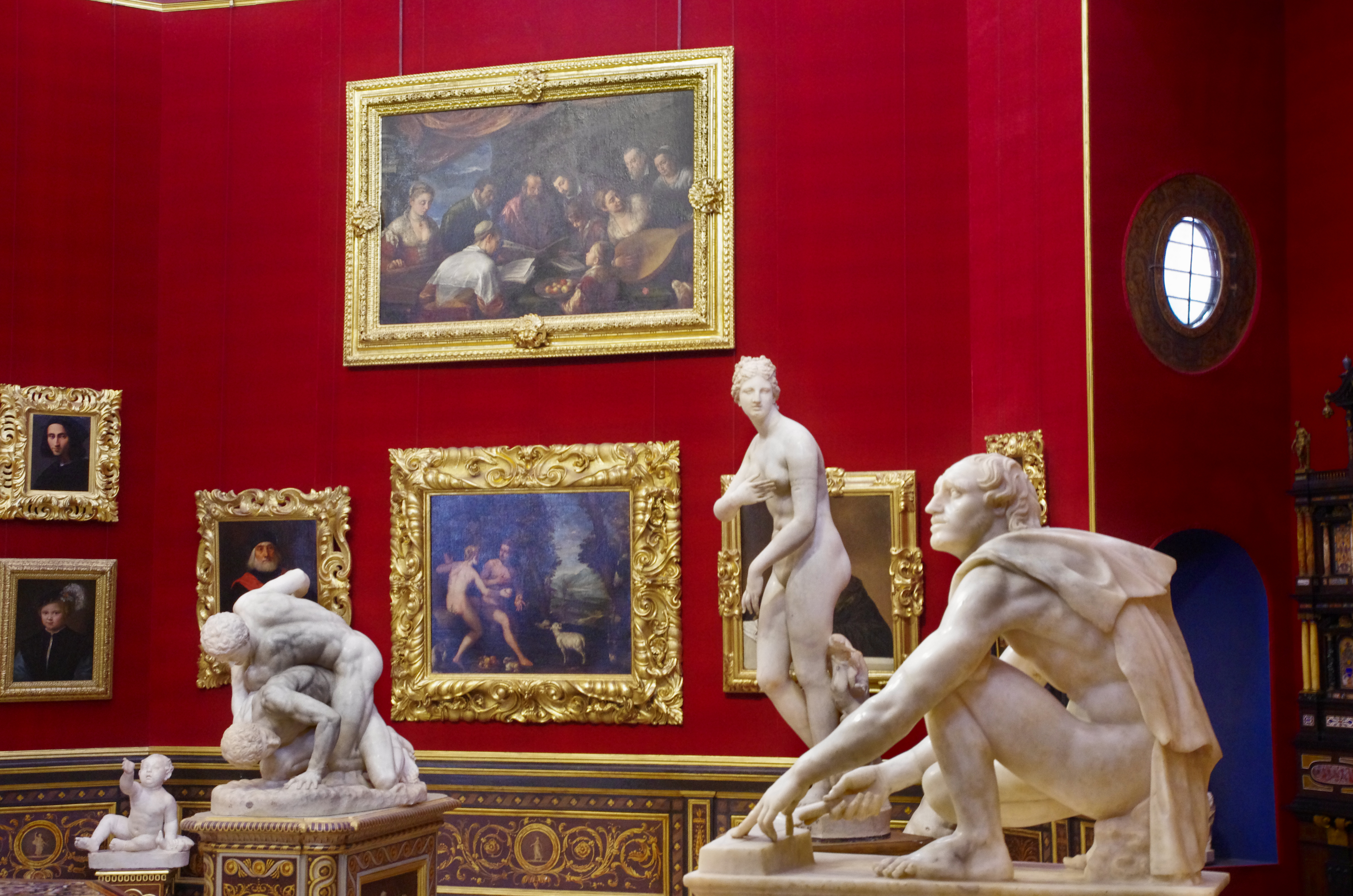
La Tribune : Les Lutteurs, la Vénus de Médicis, l’Arrotino (« l'aiguiseur »).

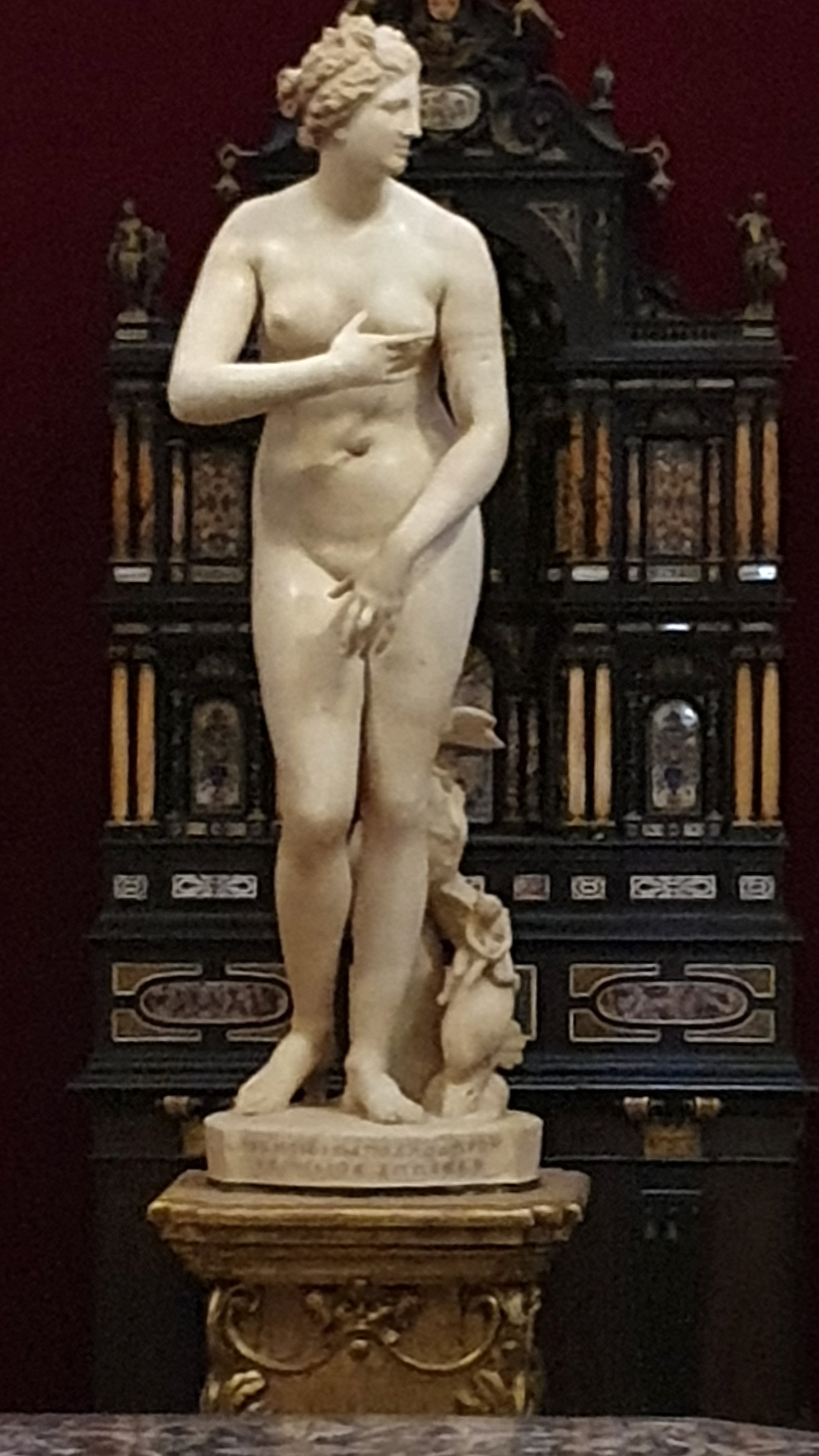
La Vénus de Médicis, original grec du.

Aujourd'hui, bien que transformée au fil des siècles, c'est la seule salle où l'on puisse comprendre l'esprit originel des Offices, c'est-à-dire un lieu d'émerveillement où les œuvres des Anciens, représentées par la sculpture, et celles des Modernes, peuvent être directement comparées. Certaines des sculptures antiques les plus célèbres des Médicis sont disposées autour de la précieuse table incrustée de pierres semi-précieuses (1633-1649) : Le Faune dansant (réplique romaine d'un original du IIIe siècle av. J.-C.), Les Lutteurs (copie de l'époque impériale), L'Arrotino (qui aiguisait le couteau dans le groupe de Marsyas ), Les Scythes (copie d'une statue de l'école de Pergame qui faisait partie d'un groupe avec Marsyas), L'Apollino et surtout la célèbre Vénus de Médicis, un original grec du Ier siècle av. J.-C., parmi les représentations les plus célèbres de la déesse.
Des portraits de la famille Médicis sont accrochés aux murs : le Portrait de Cosme l'Ancien (1519-1520) du Pontormo, humain et volontaire ; le Portrait de Laurent le magnifique par Giorgio Vasari, songeur, sensible et chaleureux, le masque du Vice sous ses mains, imaginé soixante ans après sa mort ; le Portrait de Cosme Ier de Médicis par Bronzino, dur lointain, soigneusement désincarné par le peintre qui réussit avec le Portrait d'Eléonore de Tolède et de son fils, une de ses meilleures œuvres, savante et froide. L'Angelot jouant du luth est de Rosso Fiorentino.
Le monumental cabinet de pierres semi-précieuses contenait la collection de pierres précieuses inestimables, de camées antiques et de pierres semi-précieuses, l'une des collections les plus appréciées des Médicis, qui faisaient souvent graver leurs initiales sur les plus belles pièces : elles sont aujourd'hui exposées dans divers lieux, au Trésor des Grands-ducs, au Musée archéologique national et au Musée de Minéralogie et de Lithologie.

### Salles de la Renaissance hors de Florence
Le reste du bras oriental (salles 19-23) est dédié aux diverses écoles de la Renaissance italienne et étrangère : ces salles permettent pleinement de saisir l'esprit didactique des Offices, qui s'est développé au XVIIIe siècle à travers des échanges et des perfectionnements spécifiques, pour représenter le développement de la peinture dans tous ses volets les plus importants.

#### Salle 19 (A28-A29-A31-A32): peintres ombriens

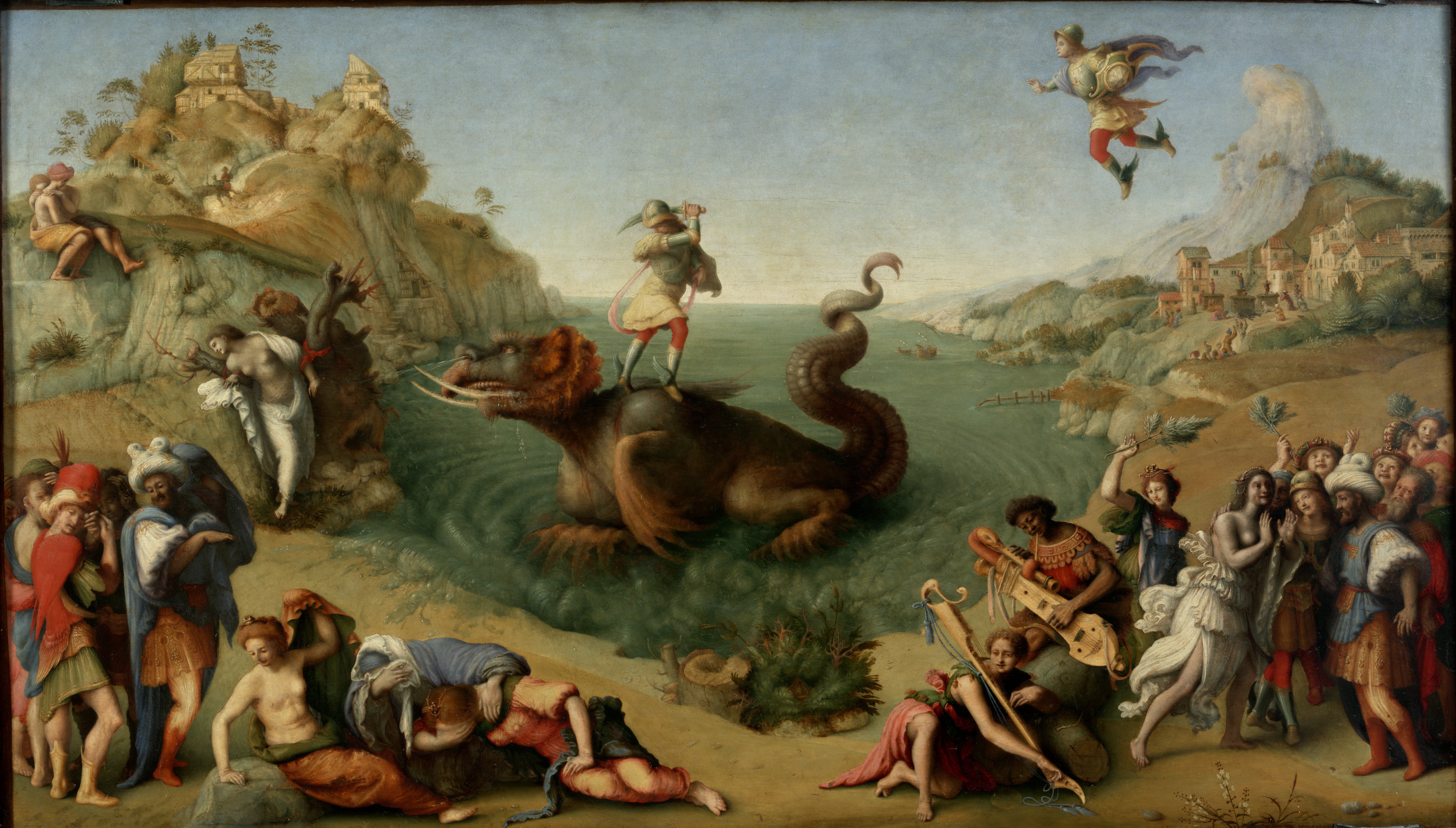
Piero di Cosimo, Persée délivrant Andromède, 1510-1513.

La salle 19, anciennement l'armurerie, possède une voûte originale qui a été détruite et repeinte en 1665 avec les Allégories de Florence et de la Toscane, les triomphes, les batailles et les armoiries des Médicis d'Agnolo Gori. La salle présente la peinture de la Renaissance ombrienne et toscane avec des chefs-d'œuvre d'artistes déjà rencontrés dans la salle de Léonard : Luca Signorelli (dont une Sainte Famille), une série de portraits du Pérugin qui transmit à Raphaël le goût du classicisme et de la douceur ombrienne, Lorenzo di Credi et Piero di Cosimo. Ce dernier artiste, célèbre pour le ton magique et imaginatif de ses œuvres mythologiques, est représenté ici par son chef-d'œuvre Persée délivrant Andromède. Des peintures de l'école émiliennes, de l'école de Forlì et des Marches y sont aussi présentes.

#### Salle 20 (A42): Renaissance allemande
La salle 20 (A42) est en soi unique en Italie, abritant cinq œuvres du maître incontesté de la Renaissance allemande, Albrecht Dürer, dont L'Adoration des mages de 1504, qui dévoile les emprunts à la peinture italienne dans l'utilisation de la perspective et la couleur. Lucas Cranach l'Ancien est également représenté par diverses œuvres, dont les grands panneaux d'Adam et Ève (1528). Albrecht Altdorfer et Hans Holbein le Jeune sont plutôt présents dans la salle 22.
Le plafond de la salle 20 présente une décoration de fresques avec des grotesques originaux du XVIe siècle, tandis que les vues de Florence ont été ajoutées plus tard au XVIIIe siècle ; la vue de la basilique Santa Croce de Florence est intéressante, sans la façade du XIXe siècle.

École allemande
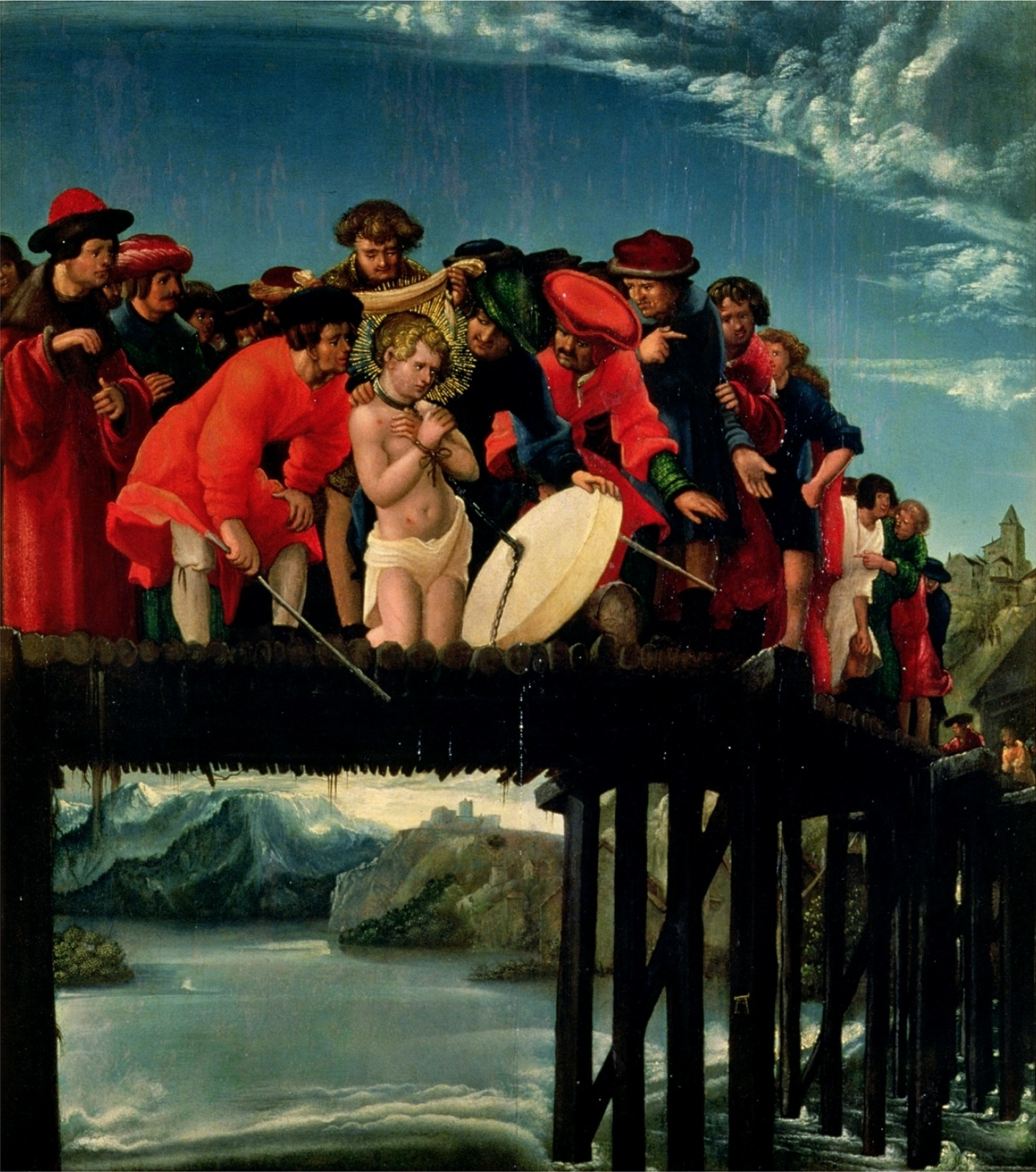
Le martyre de Saint Florian, par Albrecht Altdorfer, 1516.
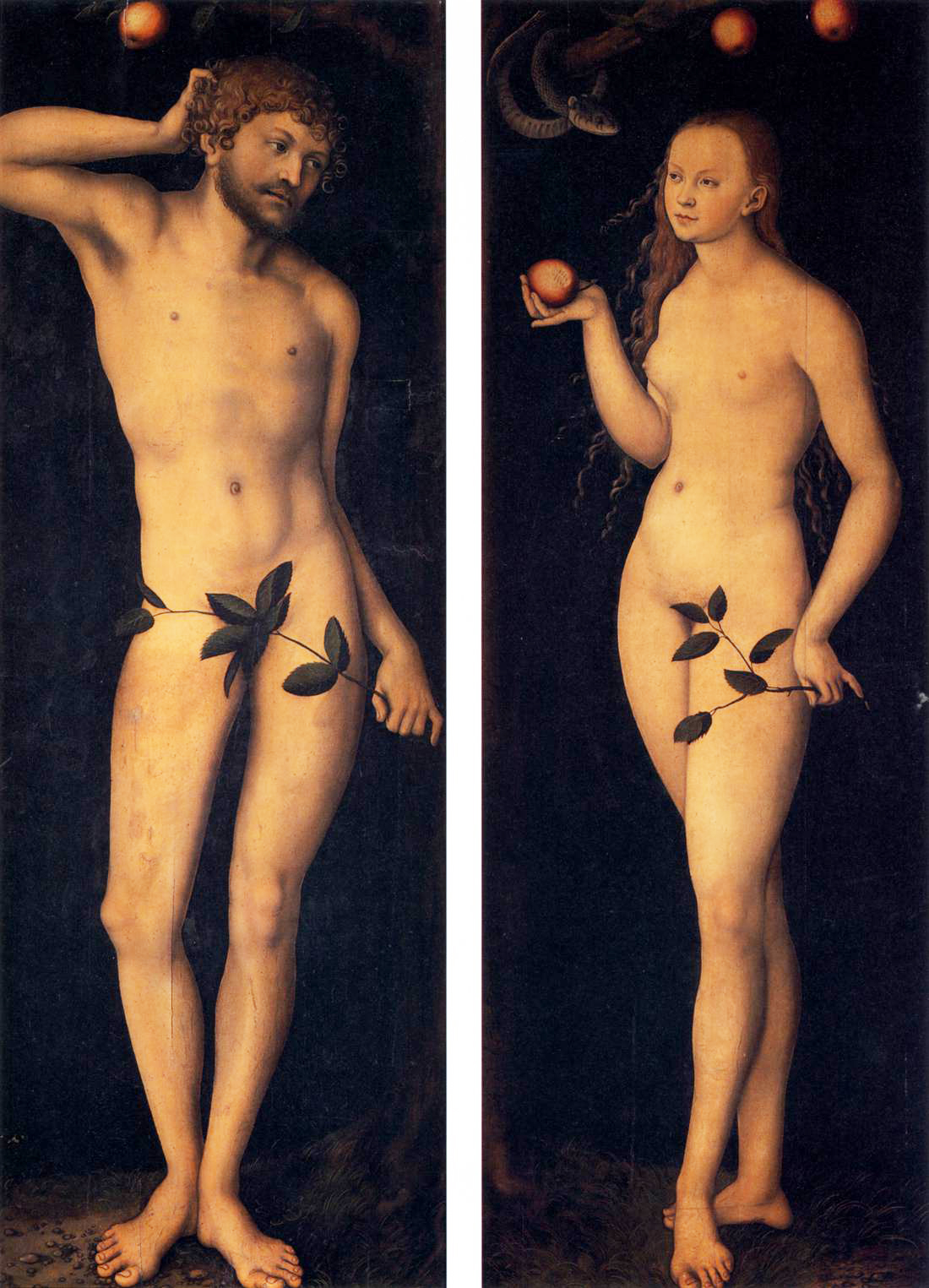
Adam et Eve, par Lucas Cranach l'Ancien, 1528.
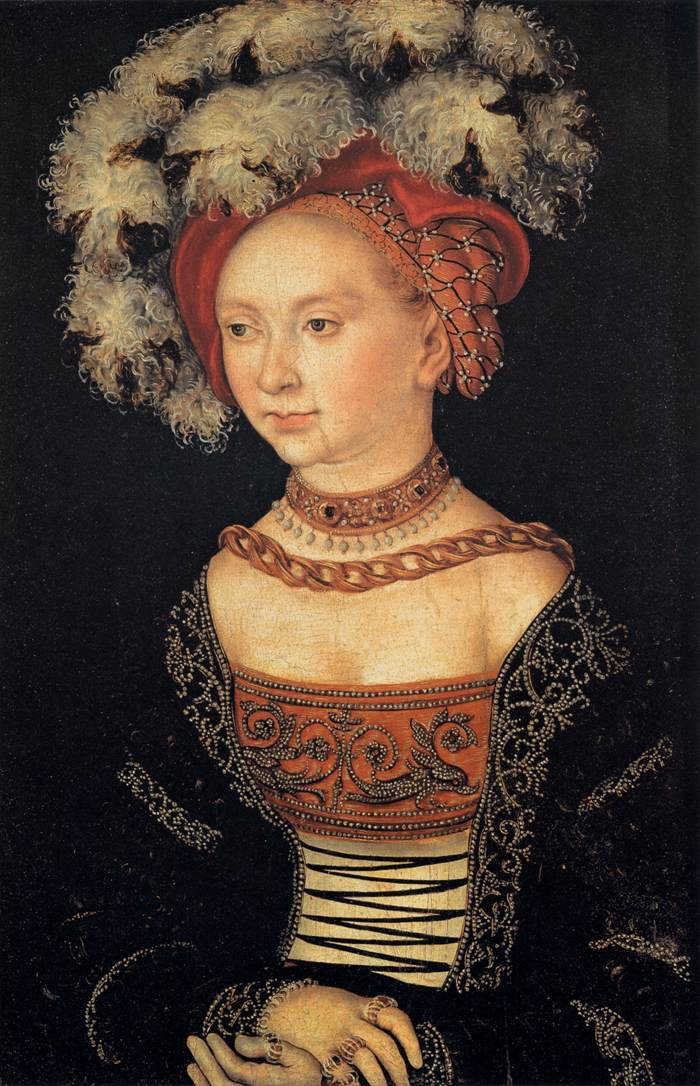
Portrait d'une jeune femme, par Lucas Cranach l'Ancien, 1530.
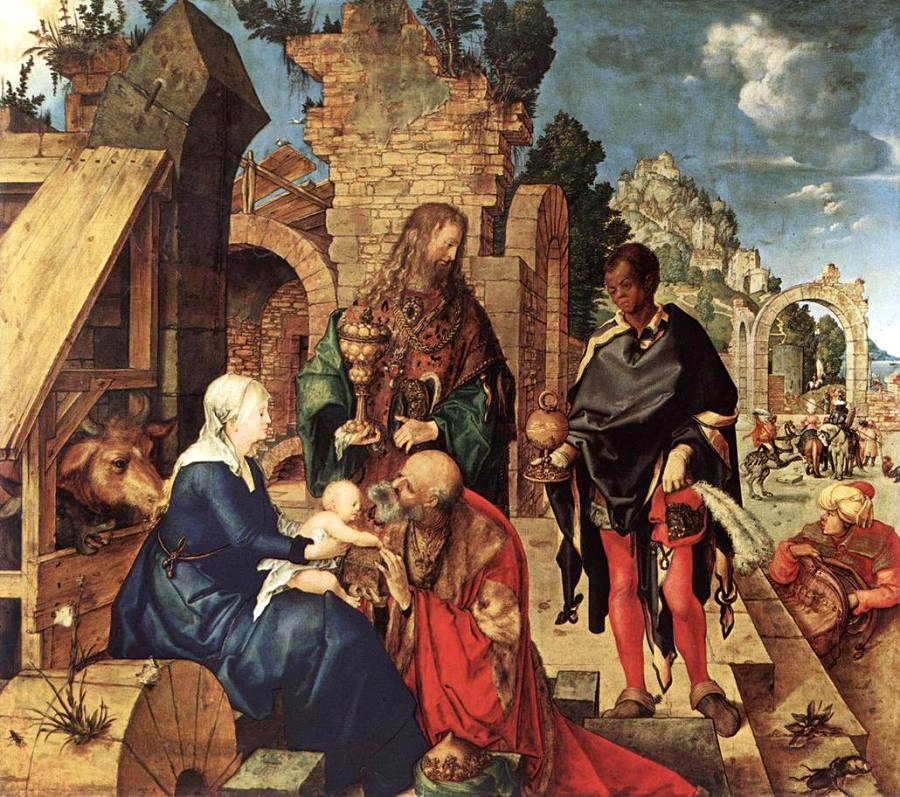
L'Adoration des Mages, par Albrecht Dürer, 1530.

#### Salle 21 (A19): peintres vénitiens

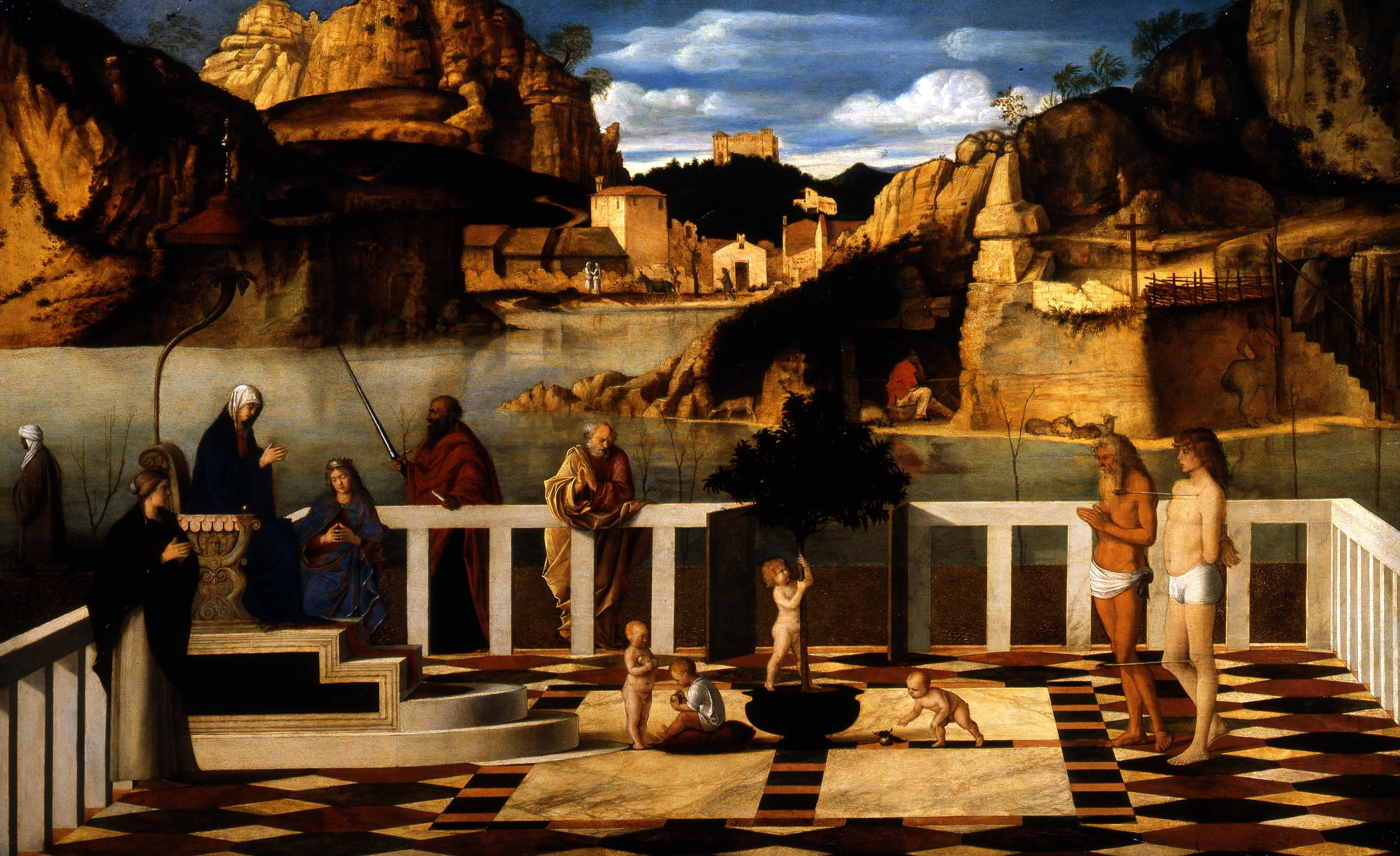
Giovanni Bellini, Allégorie chrétienne.

La salle 21, décorée de fresques sur la voûte par Ludovico Buti avec des batailles et des grotesques (les figures des « Indiens » et des animaux du Nouveau Monde sont intéressantes), est dédiée à la peinture de la Renaissance vénitienne. Si les œuvres de Giorgione (Portrait d'un soldat avec son page ; Le Jugement de Salomon, L'Épreuve du feu de Moïse) et de Vittore Carpaccio ne sont pas unanimement jugées comme autographes par la critique, le chef-d'œuvre de Giovanni Bellini de l'Allégorie chrétienne est présent, avec son paysage de lac enchâssé de montagnes, qui marque le début de l'apogée de la Renaissance vénitienne, avec  toutefois un sens cryptique pas encore pleinement interprété. L'œuvre de Giorgione, empreinte de mélancolie, annonce une des composantes essentielle de la peinture vénitienne : la lumière.
S'y trouve également le seul représentant de la Renaissance ferraraise dans la galerie, Cosmè Tura et son Saint Dominique (vers 1475).

#### Salle 22 (A42): peintres flamands et allemands de la Renaissance

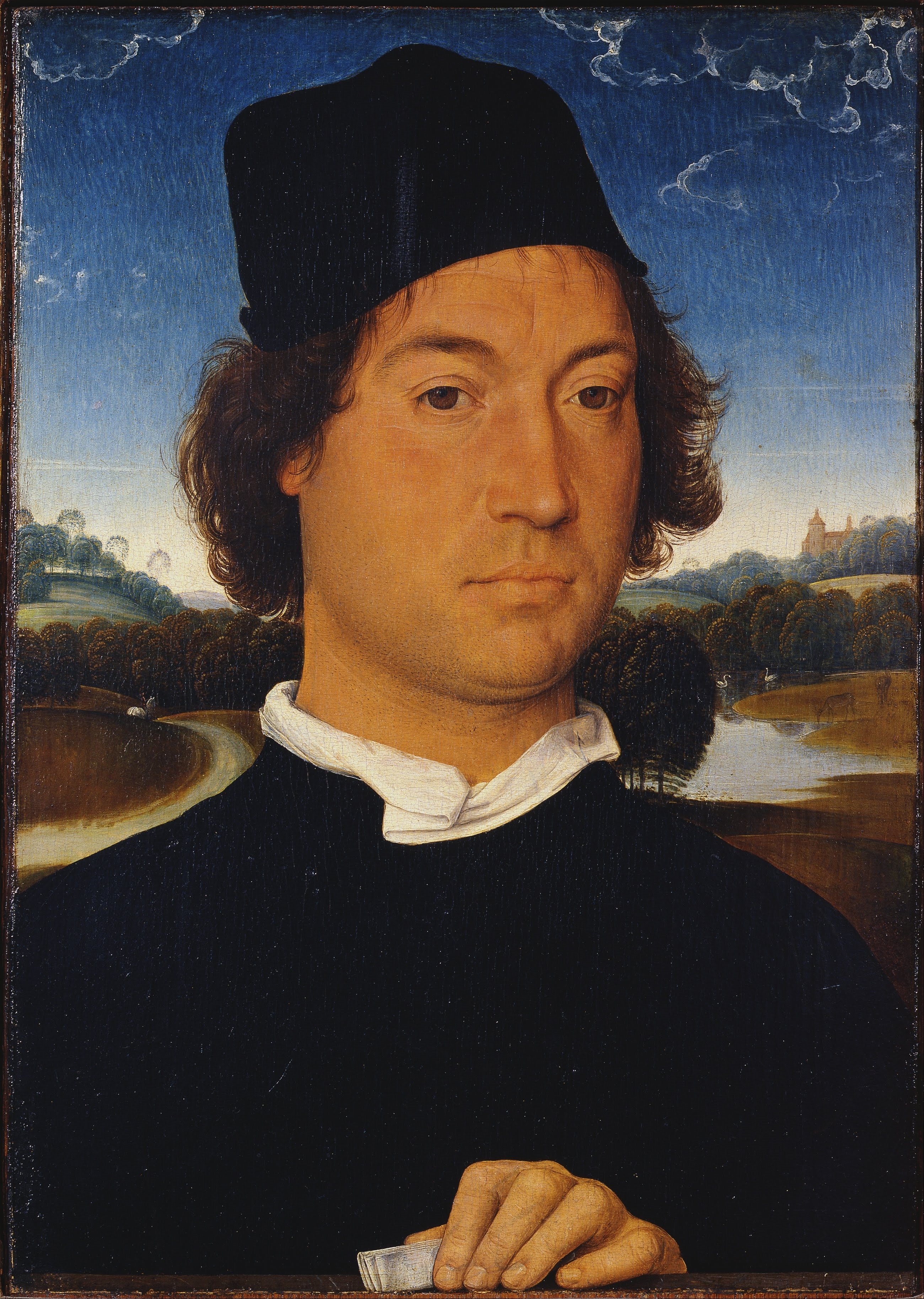
Homme tenant une lettre, de Hans Memling, 1485.

Cette salle constitue également un exemplaire unique dans le panorama des musées nationaux, avec des exemples qui témoignent de la période prolifique des échanges entre Florence et la Flandre au XVe siècle, comme le Triptyque de Benedetto Portinari (1487), le Portrait de Folco Portinari (vers 1490), L'Homme à la lettre, Portrait d'homme dans un paysage de Hans Memling ou le Portrait de Pierantonio Baroncelli et de son épouse Maria Bonciani, par un maître flamand anonyme, le Maître des Portraits Baroncelli (vers 1490). Ce n'est pas un hasard s'il y a aussi des œuvres du peintre italien plus « flamand », Antonello de Messine (Saint Jean Évangéliste et Vierge à l'Enfant et anges tenant la couronne, vers 1470-1475). Sont aussi conservés, un Autoportrait d'Holbein le Jeune et une Mater Dolorosa de Joos van Cleve, deux Scènes de la vie de saint Florian d'Albrecht Altdorfer.
Le plafond est décoré par Ludovico Buti (1588), avec des scènes de bataille animées.

#### Salle 23 (A34): Mantegna et le Corrège

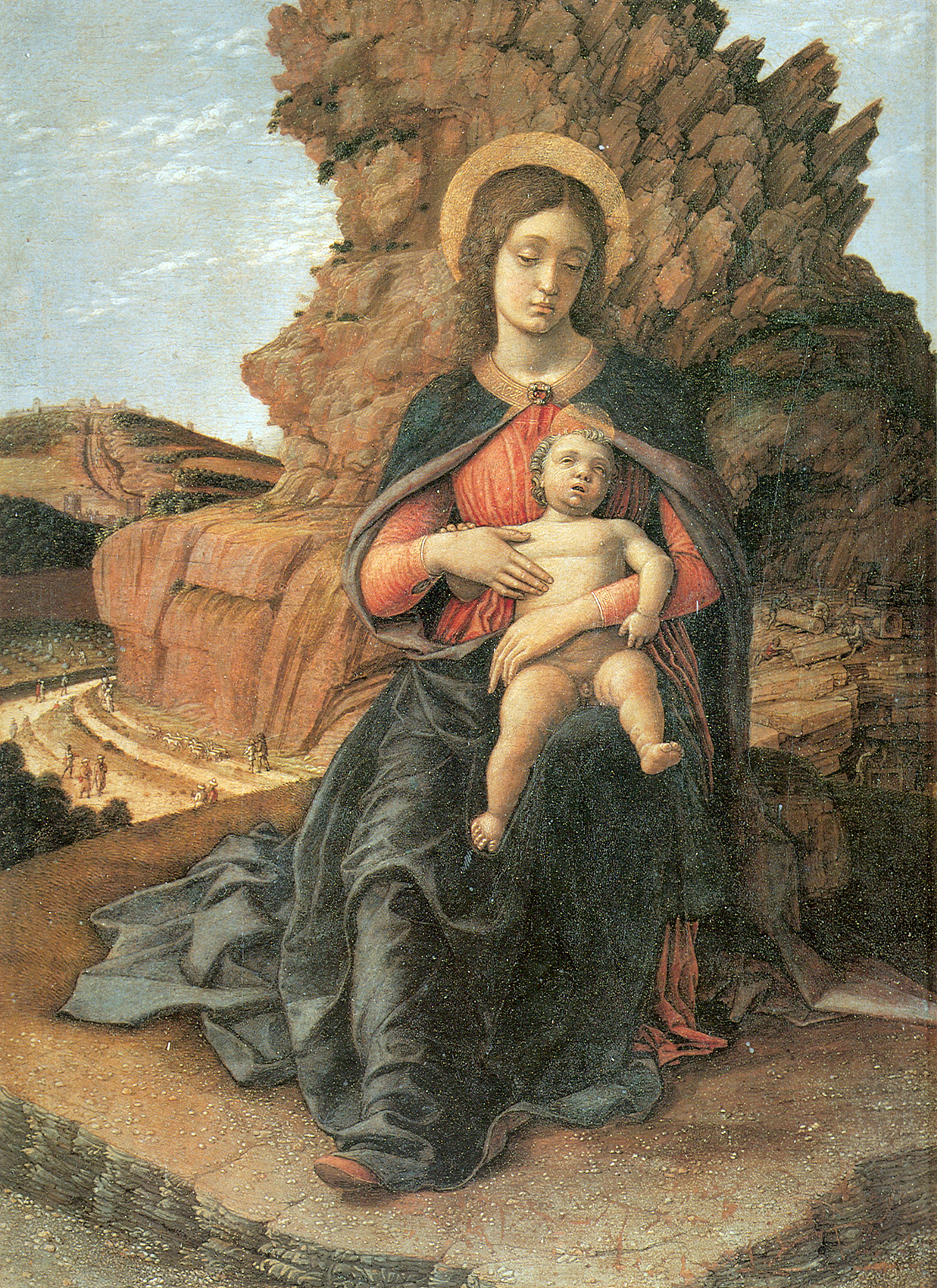
Andrea Mantegna, La Madone de la carrière.

La salle 23 est dédiée aux maîtres du nord de l'Italie Andrea Mantegna et Le Corrège. Sont conservées trois œuvres du premier : le lumineux Triptyque des Offices venant du palais ducal de Mantoue (1460), dans lequel son extraordinaire capacité à évoquer la splendeur du monde antique est particulièrement visible, La Madone de la carrière où la Vierge ressemble à un ange, et le pénétrant Portrait de Charles de Médicis. Les différentes phases du Corrège sont documentées avec la Vierge à l'Enfant entre deux anges musiciens (œuvre de jeunesse), La Vierge adorant l'Enfant (vers 1530) et le Repos pendant la Fuite en Égypte avec saint François (vers 1517), œuvres précurseurs de l'étonnante originalité de la peinture du XVIIe siècle et par certains côtés du style baroque. La salle est clôturée par une série de peintures de l'école lombarde, principalement liées aux Leonardeschi.
Cette salle faisait également partie de l'armurerie, comme le rappelle le plafond décoré de fresques de Ludovico Buti avec des ateliers de fabrication d'armes, de poudre noire et de modèles de forteresses (1588).

#### Salle 24 (A22): Cabinet des miniatures

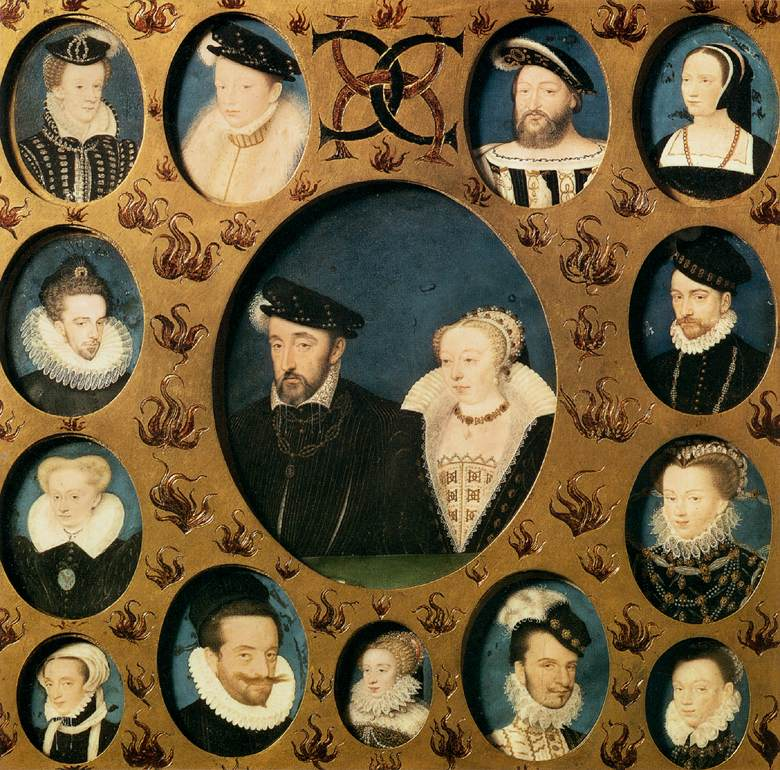
François Clouet, miniature. Henri II et Catherine de Médicis entourés de leur famille : leur fils aîné François II et son épouse Marie Stuart (en haut à gauche) ; François Ier et Claude de France (en haut à droite) ; Henri III et son épouse, la blonde Louise de Vaudément (au milieu à gauche) ; Charles IX et son épouse Elisabeth d'Autriche (au milieu à droite) ; Christine de Danemark, Charles III de Lorraine, Claude, Hercule-François, Élisabeth reine d'Espagne (en bas de gauche à droite).

La salle 24 est constituée par le Cabinet des miniatures, au plan ellipsoïdal, visible uniquement de l'extérieur, qui abrite la collection d'environ 400 miniatures des Médicis, d'époques et d'écoles diverses et représentant principalement des portraits. Elle fut décorée à l'époque de Ferdinand Ier qui y avait placé la collection de pierres et de camées apportées en dot par sa femme Christine de Lorraine. Au fil du temps, elle a accueilli diverses collections (bronzes, orfèvreries, objets mexicains, bijoux, gemmes...) que l'on retrouve aujourd'hui ailleurs, notamment au Trésor des Grands-ducs. L'aspect actuel est le résultat des interventions du XVIIIe siècle de Zanobi del Rosso, qui, sur commande du grand-duc Léopold II, lui donna sa forme ovale et recréa la décoration (1782).

#### Corridor sur l'Arno: statuaire antique

Corridor sur l'Arno
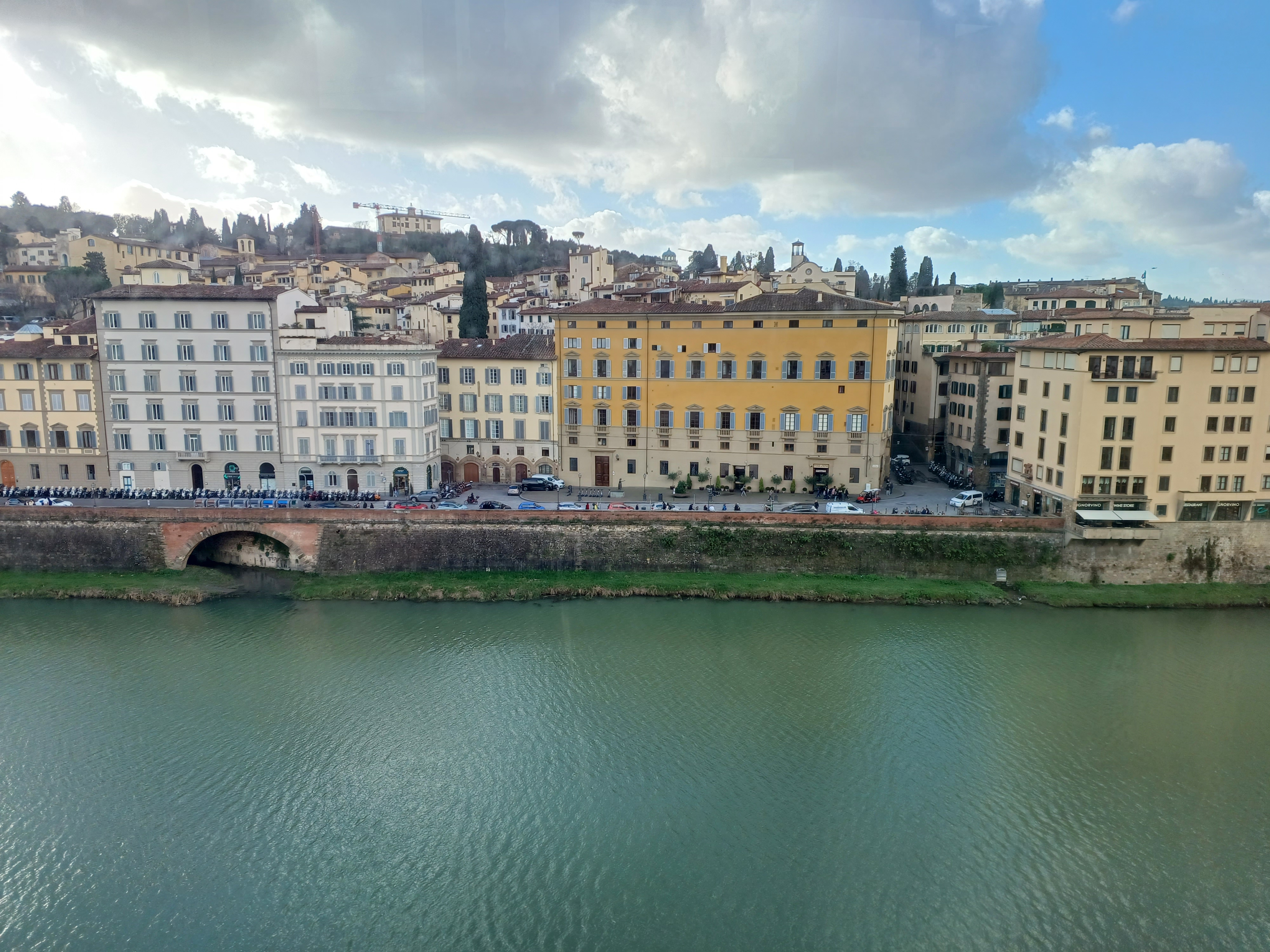
Vue sur les collines, au sud.
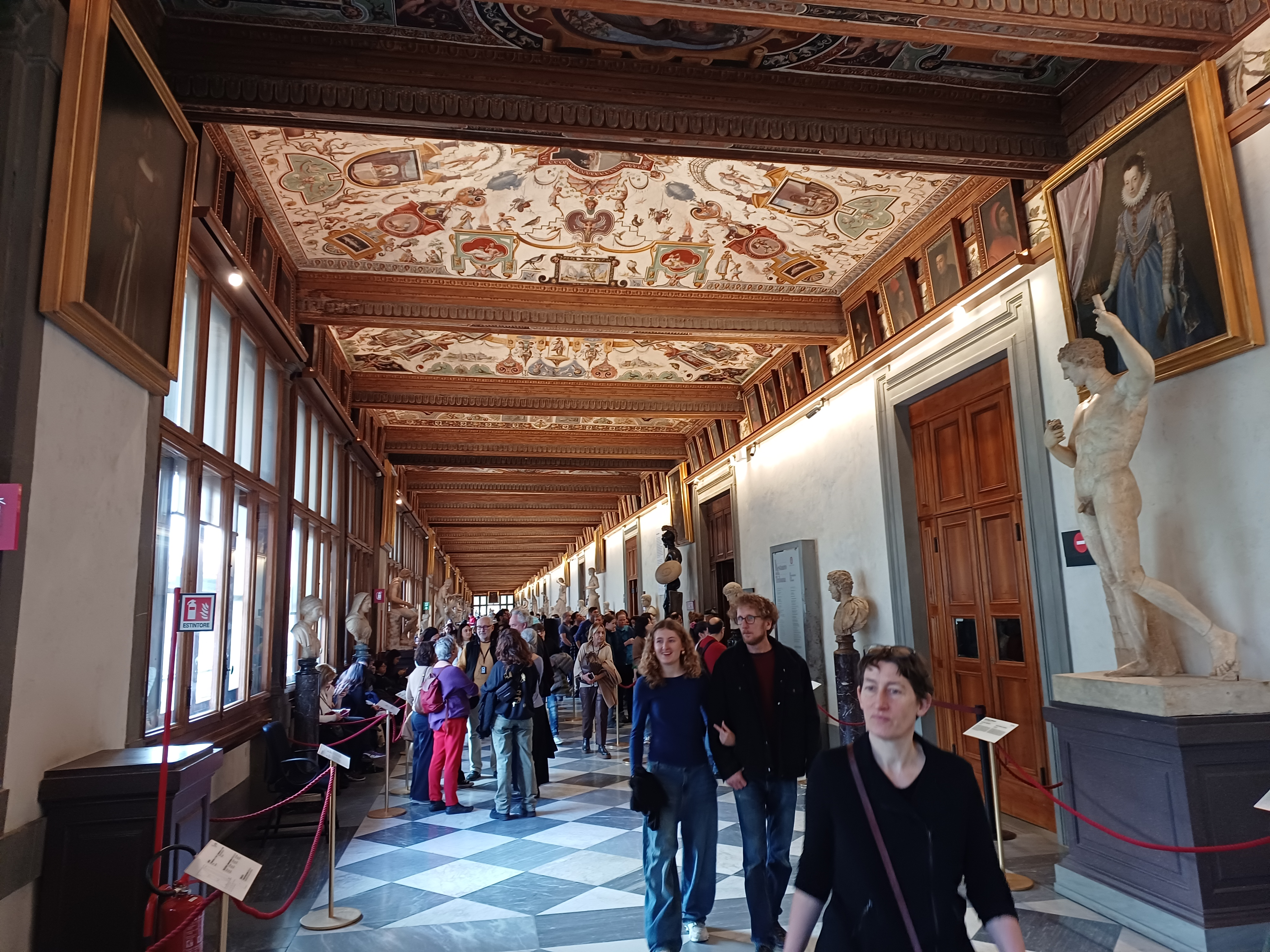
Le corridor.
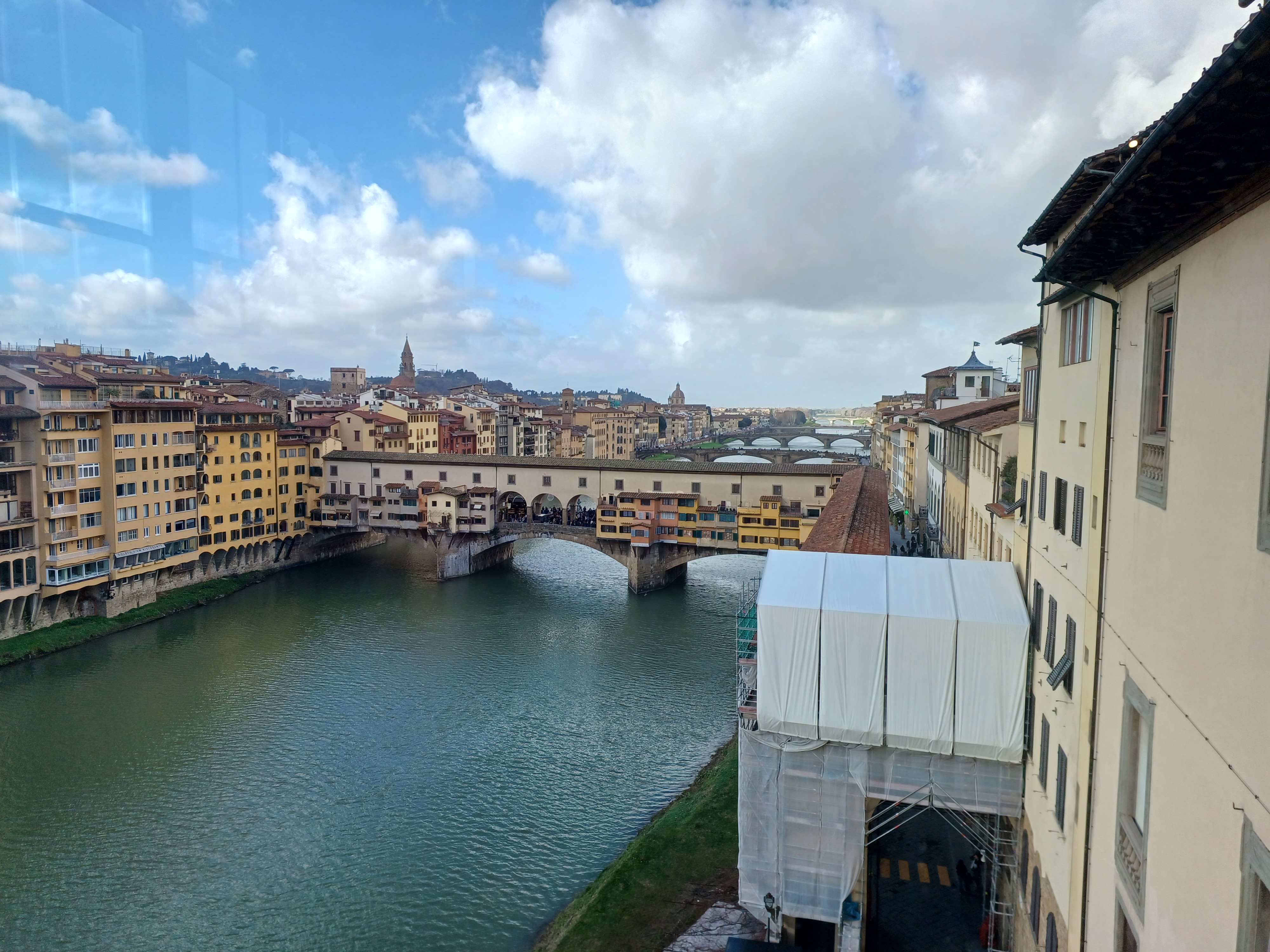
Le ponte Vecchio et le couloir de Vasari.

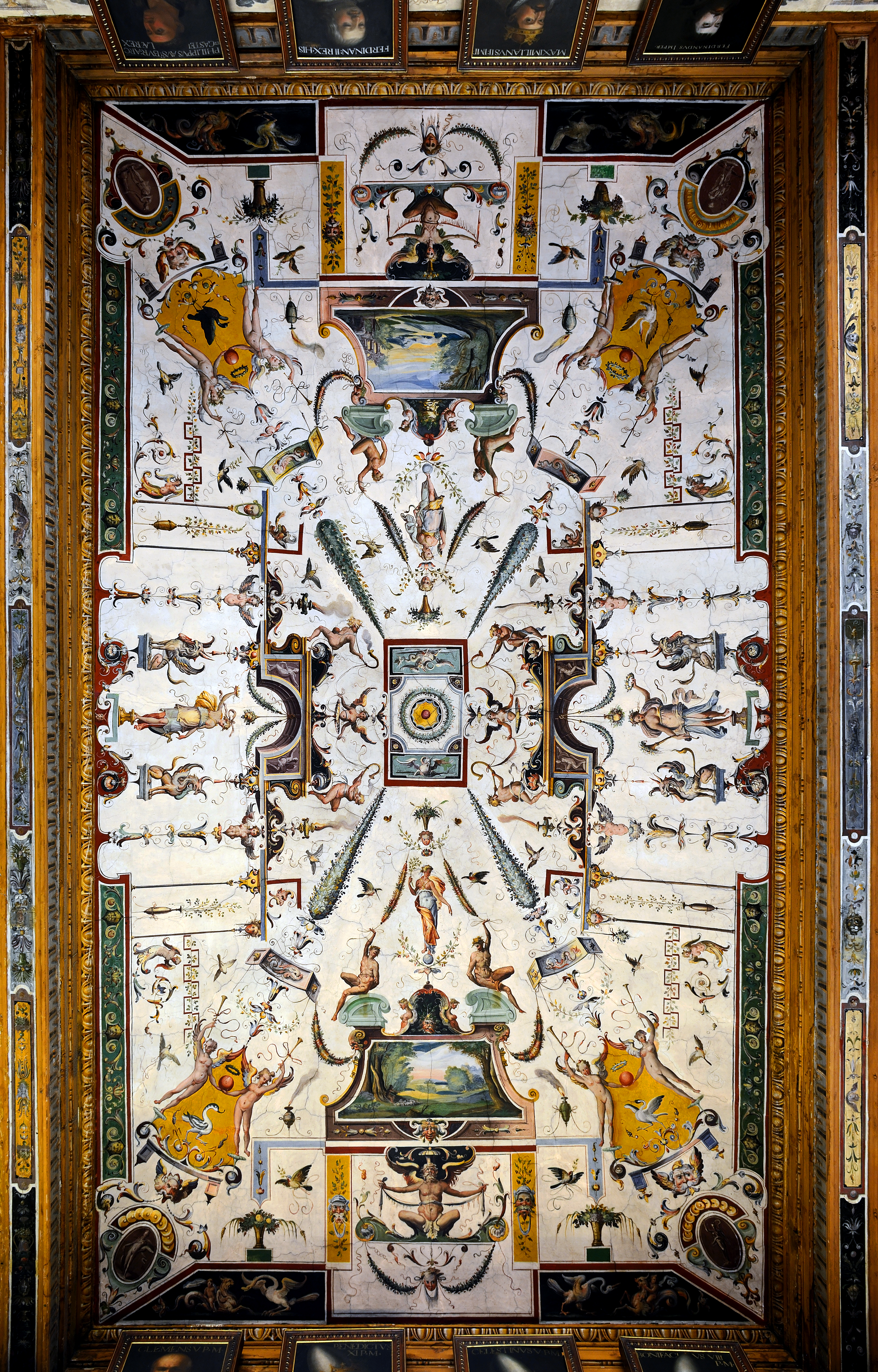
Fresque d'Alessandro Allori, au plafond d'un des corridors (vers 1560).

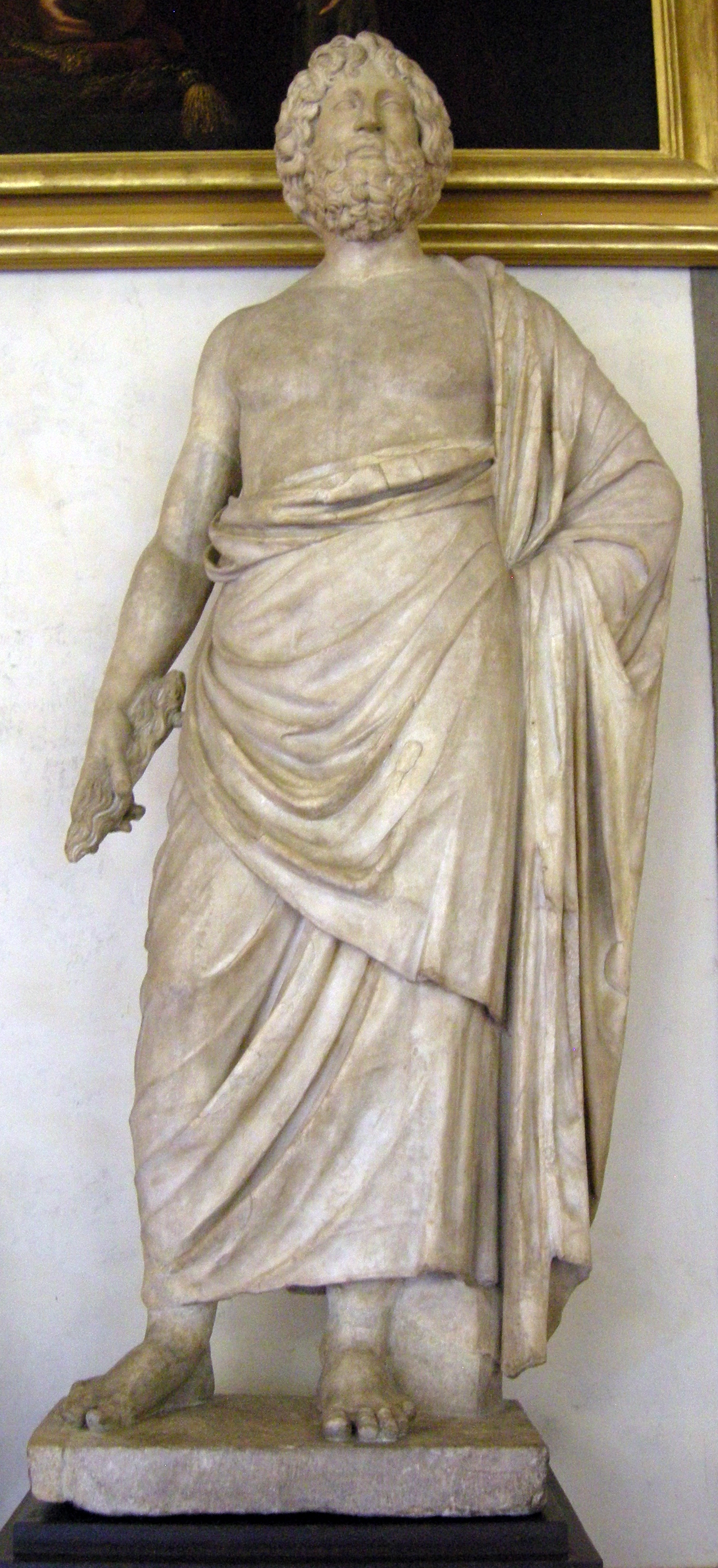
Jupiter, copie romaine du IIe siècle, d'après Phidias.

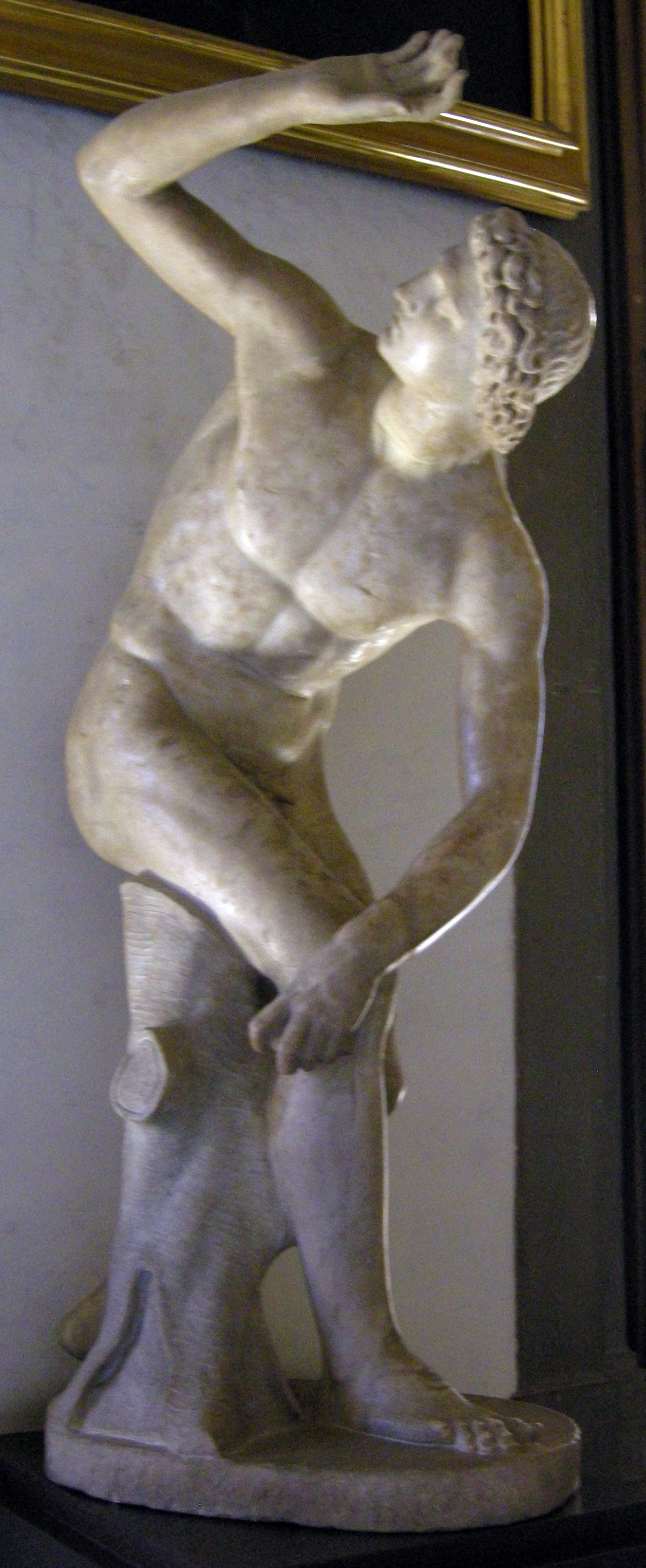
Discobole à tête d'Alexandre, œuvre hellénistique inspirée du Discobole de Myron.

Le corridor sur l'Arno, spectaculaire pour les vues sur le ponte Vecchio, le fleuve et les collines au sud de Florence, abrite depuis des siècles les meilleures œuvres de la statuaire antique, en raison du cadre spectaculaire et de la luminosité maximale (il est situé au sud).
Les fresques du plafond, sur un thème religieux, ont été réalisées entre 1696 et 1699, par Giuseppe Nicola Nasini et Giuseppe Tonelli, à l'initiative du grand-duc « très catholique » Cosme III de Médicis, à l'exception des deux premières travées qui datent du XVIe siècle, l'une avec une fausse pergola, l'autre avec des grotesques.
Parmi les statues exposées figurent un Amour et Psyché, une copie romaine d'un original hellénistique, et le nommé Alexandre mourant, une tête hellénistique dérivée d'un original de Pergame, un modèle d'expression pathétique souvent cité. Aux intersections avec les couloirs principaux se trouvent deux statues de type Olympia, dérivées de la Vénus assise de Phidias, une du IVe siècle et une du Ier siècle avec la tête reconstituée à l'époque moderne.
Du côté faisant face à l'Arno se trouve la Jeune Fille assise prête à danser (IIe siècle av. J.-C., faisant partie d'un groupe avec le Satyre dansant dont il y a une copie devant l'entrée de la Tribune) et un Mars en marbre noir (d'après un original du Ve – IVe siècle av. J.-C..). Sur le côté opposé, sont conservés un fragment de Louve en porphyre, copie d'un original du Ve siècle av. J.-C. et un Dionysos et un satyre, avec seulement le buste antique, tandis que le reste a été ajouté par Giovan Battista Caccini à la fin du XVIe siècle.
Dans le corridor ouest, utilisé comme galerie dès la seconde moitié du XVIIe siècle après avoir abrité les ateliers, se poursuit la série de statues classiques d'origine principalement romaine, achetées en grande partie à l'époque de Cosme III sur le marché des antiquités romaines. Parmi les œuvres les plus intéressantes figurent les deux statues de Marsyas (blanche et rouge), placées l'une en face de l'autre, copies romaines d'un original hellénistique tardif : la rouge appartenait à Cosme de Médicis et la tête a été ajoutée, selon Vasari, par Donatello. Plus loin se trouve une copie du Discobole du sculpteur grec Myron, avec le bras droit restauré comme s'il se couvrait le visage (il fut longtemps agrégé au groupe de Niobé). Mercure est un précieux nu dérivé de Praxitèle restauré au XVIe siècle. À gauche du vestibule de sortie se trouve un Buste de Caracalla, à l'expression énergique qui a inspiré les portraits de Cosme Ier de Toscane. Sur le mur opposé se trouve une Muse du IVe siècle av. J.-C. d'Atticiano di Afrodisia et un Apollon avec une cithare, buste ancien restauré par Caccini. La Vénus céleste est un autre buste antique restauré au XVIIe siècle par Alessandro Algardi : pour cette raison, lorsque les bras d'origine ont été retrouvés, ils n'ont pas été réintégrés. La Néréide sur l'Hippocampe dérive d'un original hellénistique. Le réalisme du portrait du Buste d'enfant, également connu sous le nom de Néron enfant, est remarquable.
Au fond du corridor se trouve le Laocoon copié par Baccio Bandinelli pour Cosme Ier de Toscane à la demande du cardinal Giulio de' Medici, le futur pape Clément VII, avec des ajouts de Bandinelli lui-même, dérivés du conte de Virgile. C'est la seule statue des couloirs entièrement moderne, qui permet la comparaison, autrefois si chère aux Médicis, entre maîtres modernes et anciens.
La décoration du plafond a eu lieu entre 1658 et 1679 à l'initiative de Ferdinand II de Médicis, avec des sujets liés à des hommes florentins illustres, comme exemples de Vertu, et les personnifications des villes du Grand-duché de Toscane. Cosimo Ulivelli, Angelo Gori, Jacopo Chiavistelli, entre autres, ont participé aux travaux de décoration. Lorsque les douze dernières travées furent perdues dans un incendie en 1762, les fresques furent restaurées par Giuseppe del Moro, Giuliano Traballesi et Giuseppe Terreni.

Fresques du plafond
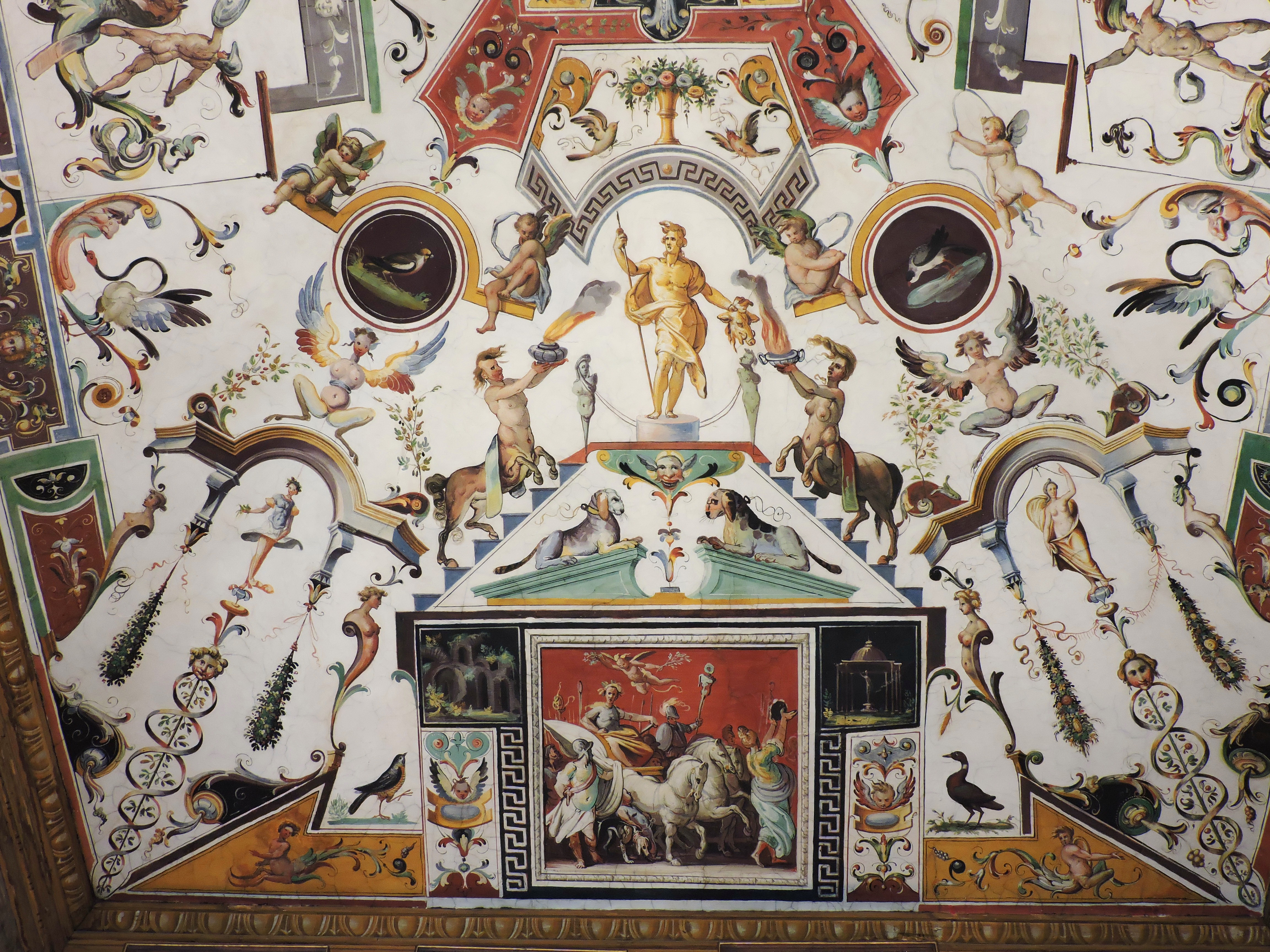
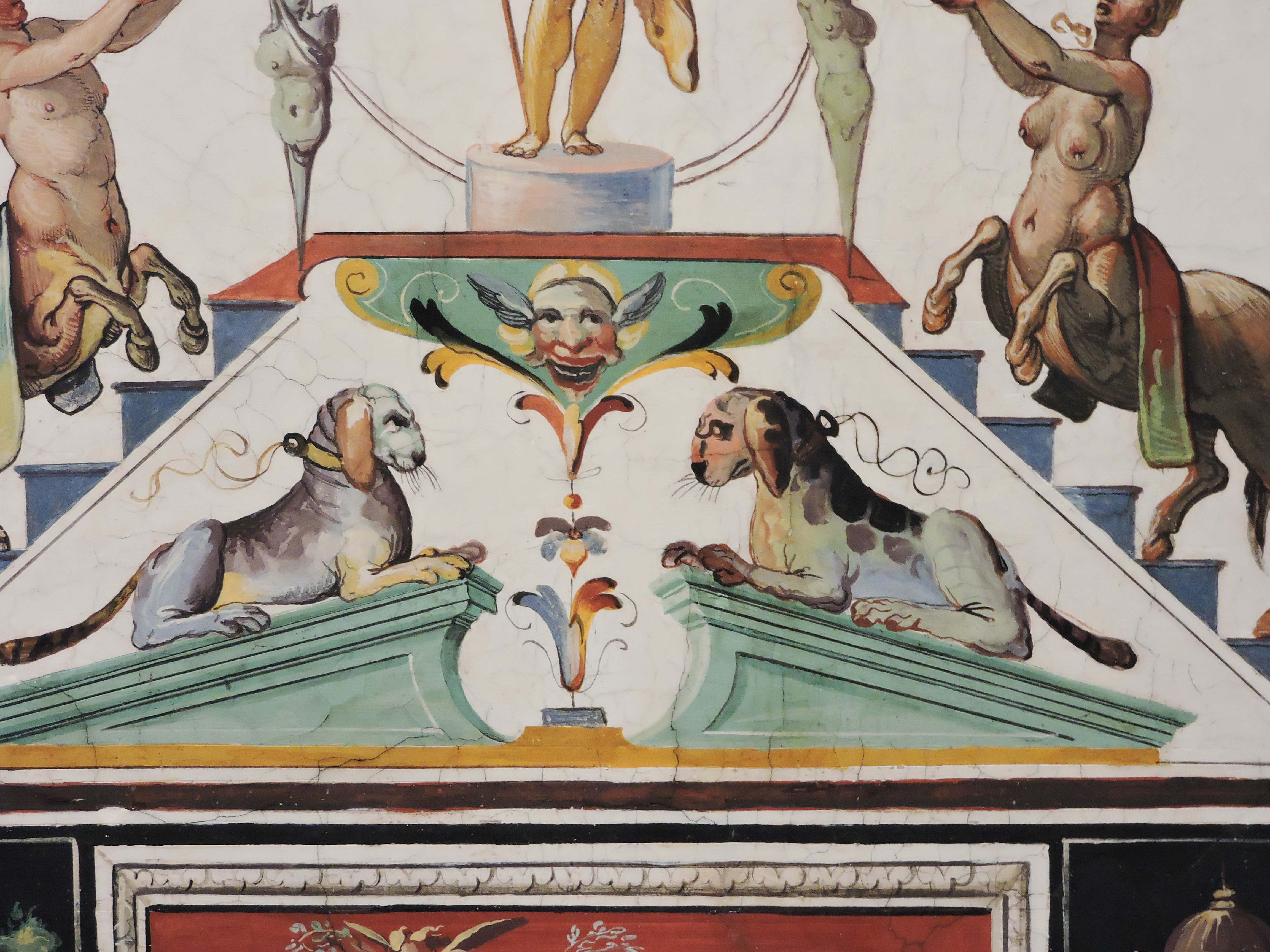

### Salles du Cinquecento
Les salles 25 à 34 (salles ouvertes en septembre 2015) abritent les chefs-d'œuvre du XVIe siècle.

#### Salle 25 (A38): Michel-Ange et peintres florentins

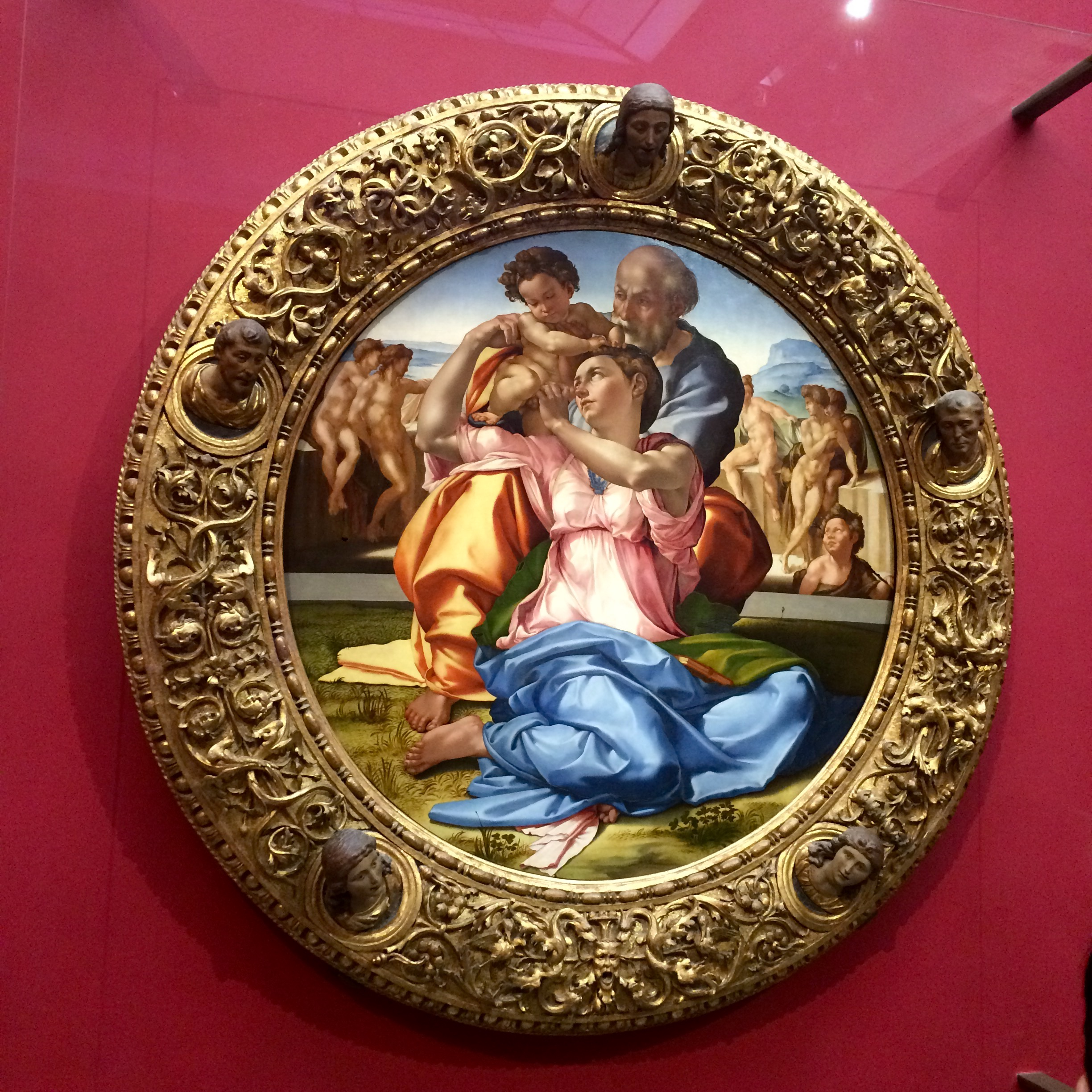
Michel-Ange, Tondo Doni, 1504.

La salle 25 de Michel-Ange et des Florentins permet de confronter la variété de vision artistique chez les artistes florentins ( ou formés à Florence), de la même génération. Elle conserve le chef-d'œuvre absolu du Tondo Doni de Michel-Ange (1504), une des rares peintures sur panneau du maître florentin qui, grâce aux innovations qu'il apporta dans la composition et l'utilisation des couleurs, fut un modèle pour des générations entières d'artistes, à commencer par ceux qui ont donné naissance au maniérisme.
Il est entouré d'œuvres florentines de l'école de San Marco comme Fra Bartolomeo, qui fut fasciné tour à tour par Savonarole et le « nuancier » de Raphaël, et Mariotto Albertinelli, exemples d'un art religieux plus traditionnel, qui se font les interprètes d'une dévotion populaire et communicative, inspirée des enseignements du frère dominicain Savonarole, avec la monumentalité calme et posée qui a inspiré Michel-Ange et Raphaël lui-même.
Les œuvres de Francesco Granacci, Ridolfo del Ghirlandaio et du peintre espagnol Alonso Berruguete, influencées par le « style anticlassique » du maniérisme florentin, sont presque de la même époque, mais stylistiquement très différentes. Y sont aussi conservées des œuvres de Alesso Baldovinetti : Annonciation, Pala de Cafaggiolo.

#### Salles 26 et 27
Les salles 26 et 27, respectivement autrefois  dédiées à Raphaël / Andrea del Sarto et à Pontormo / Rosso Fiorentino, sont en réaménagement après que leurs œuvres ont été déplacées dans les salles plus grandes du premier étage (« salles rouges »).

#### Salle 28: Titien et Sebastiano del Piombo

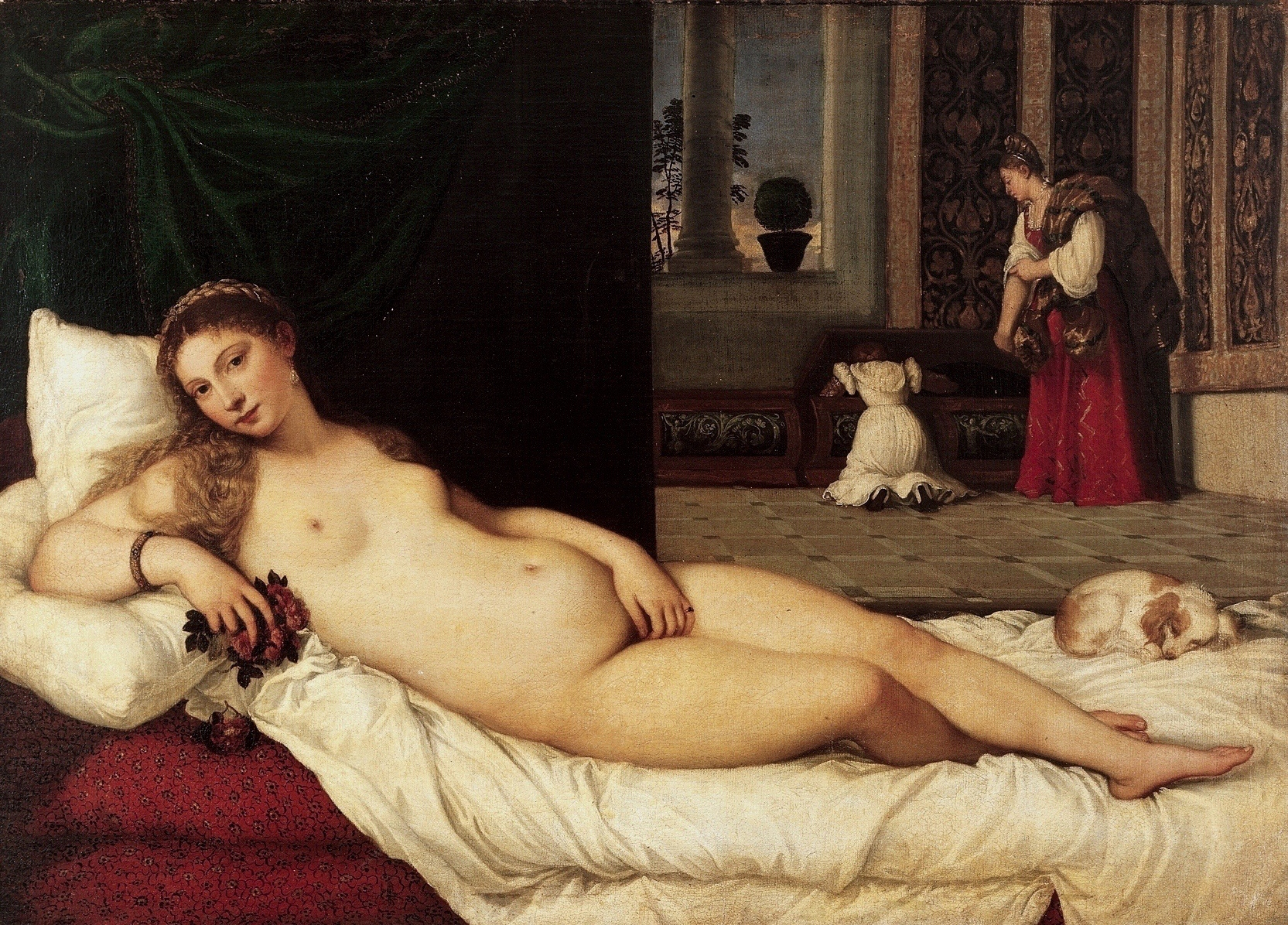
Vénus d'Urbin, du Titien (1538).

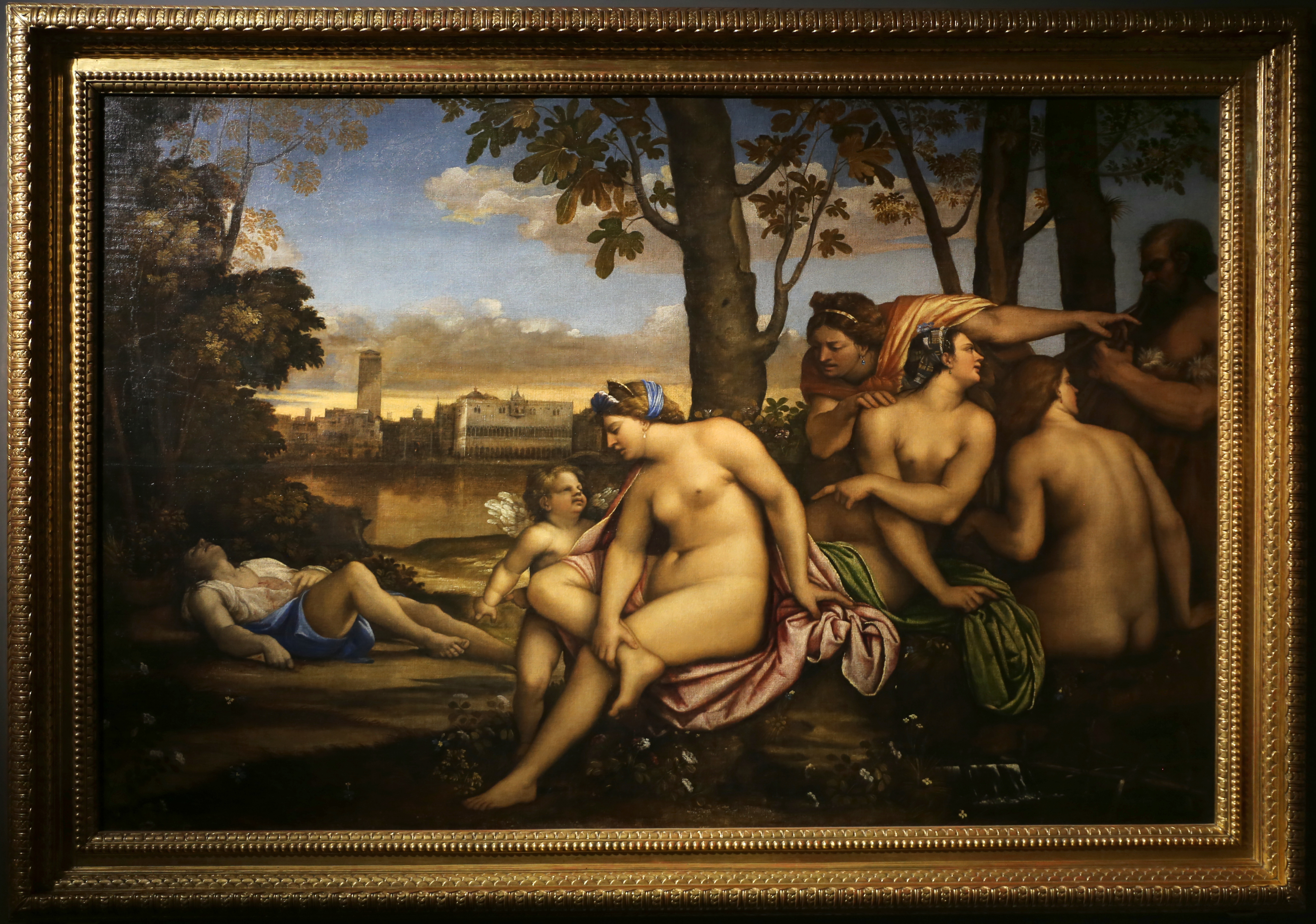
La Mort d'Adonis, de Sebastiano del Piombo, 1512.

La salle 28 abrite les chefs-d'œuvre de l'école vénitienne de Titien et Sebastiano del Piombo, dont une série de portraits et de nus du premier dont la célèbre Flore et la Vénus d'Urbin, œuvres d'une sensualité raffinée et énigmatique.
Certaines œuvres du Titien ont rejoint les collections Médicis grâce à l'héritage de Vittoria della Rovere, dernière descendante des ducs d'Urbin et épouse de Ferdinand II de Médicis. C'est en souvenir de cette appartenance que le tableau le plus célèbre de la salle fut appelé Vénus d'Urbin. Il fut longtemps le tableau le plus apprécié de la Galerie. Profane et provocante à souhait, cette Vénus marque, après le règne presque sans partage du nu masculin, le retour au modèle féminin.
L'étonnante Mort d'Adonis de Sebastiano del Piombo, peintre vénitien fortement influencé par le dynamisme et la force des œuvres de Michel-Ange, ramène à l'art vénitien de la première décennie du XVIe siècle. Les intenses portraits du Titien, parmi lesquels ceux de L'Homme malade, de Flore et du Chevalier de Malte, terminent le parcours où Palma le Vieux a sa place.

#### Salles 29 et 30: peintres émiliens

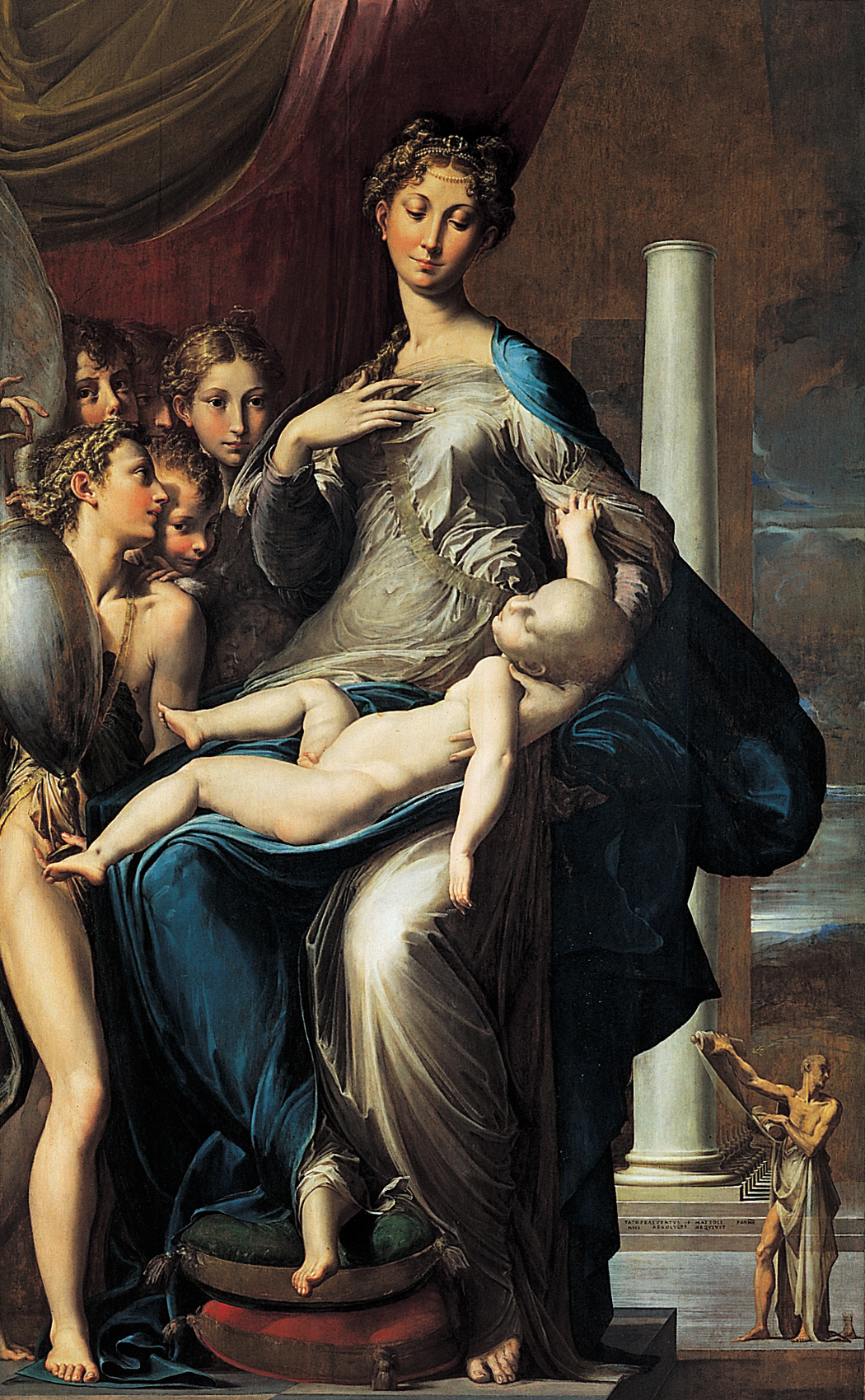
Parmigianino, La Vierge au long cou, 1534.

Dans les salles 29 et 30 se trouvent des chefs-d'œuvre de peintres émiliens, dont Dosso Dossi, Amico Aspertini, Ludovico Mazzolino, Benvenuto Tisi dit Garofalo et, surtout, Parmigianino, dont La Vierge au long cou montre avec virtuosité le dépassement des canons esthétiques de la Renaissance au profit de quelque chose de plus excentrique et contre nature, avec une ambiguïté complexe et certainement désirée, ainsi que d'une beauté sinueuse, avec un corps nu sous la transparence du tissu, une pose déhanchée et serpentine, ni assise ni debout, et une élongation du cou.

#### Salles 31 et 32: peintres vénitiens

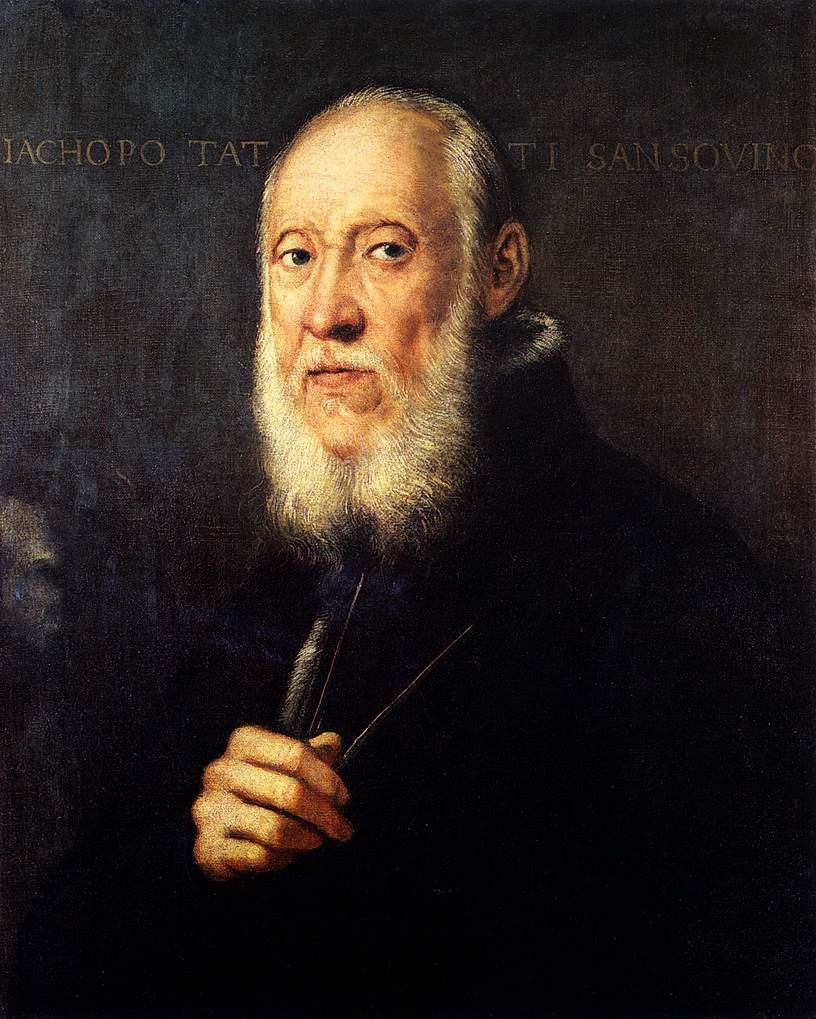
Jacopo Tintoretto, Portrait de Jacopo Sansovino, 1566-1594.

Les salles 31 et 32 sont à nouveau liées aux peintres vénitiens, en particulier Paul Véronèse, Le Tintoret, la Famille Bassano, Pâris Bordone.
Véronèse, dans la première salle, célèbre la lumière de Venise dans L'Annonciation et la Sainte Famille avec sainte Barbe.
Le Portrait de Jacopo Sansovino, La Samaritaine et Le Christ et la Samaritaine au puits sont un petit aperçu de l'immense artiste qu'est Le Tintoret, dont les bleus et verts saturés ou le vieil or du ciel ne se découvrent qu'à Venise.

#### Salle 33 (D17): couloir duCinquecento

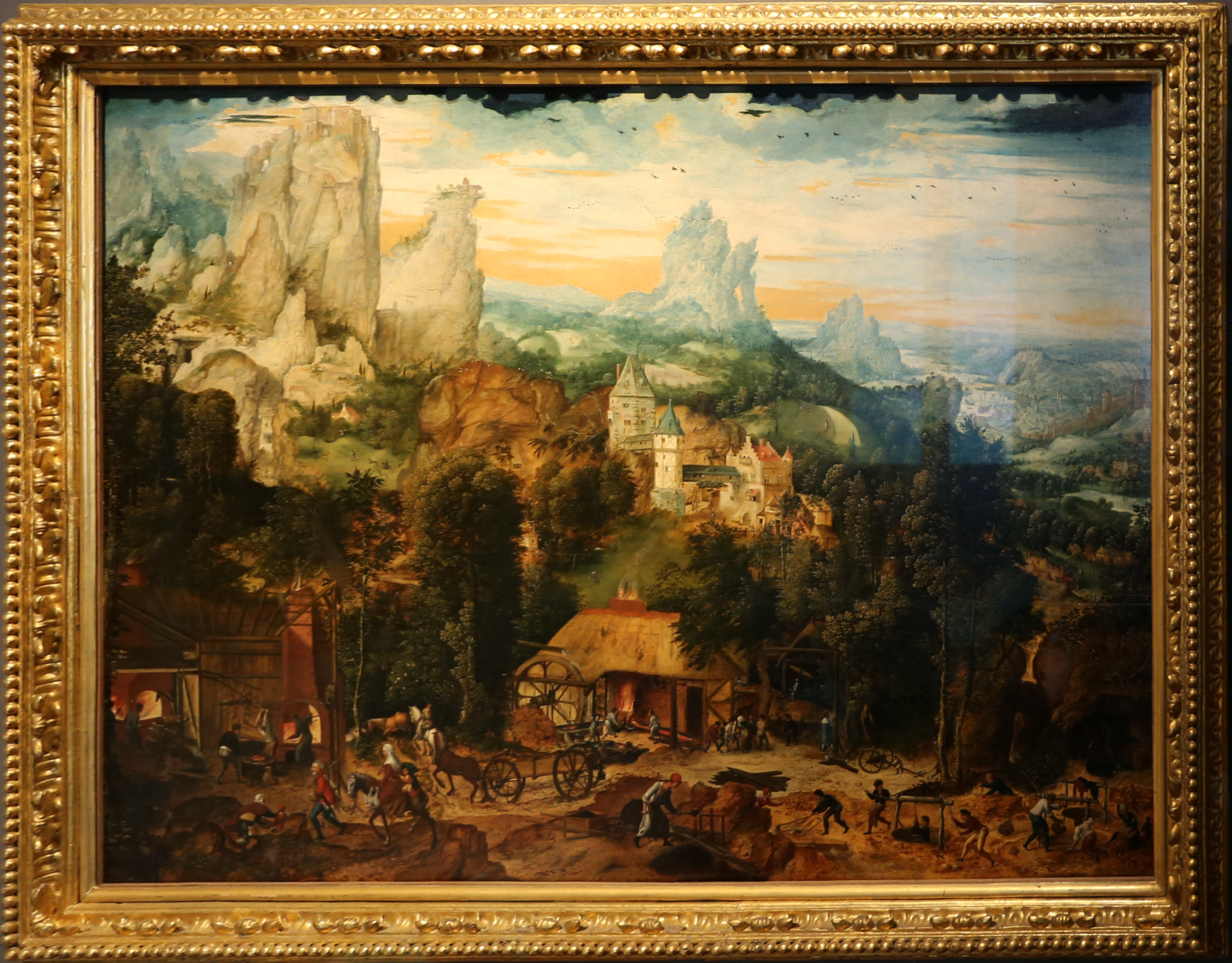
Henri Bles dit il Civetta (1510-1550), La Mine de cuivre, 1525-27.

En raison de sa forme étroite et brisée, la salle 33 a été aménagée comme un « couloir du XVIe siècle », dédié aux œuvres de petite et moyenne taille qui montrent la variété des propositions figuratives développées au cours du siècle, allant des compositions encombrées et minutieusement spécieuses des artistes qui ont participé à la décoration du Studiolo de François Ier au Palazzo Vecchio, aux raffinements érotiques de l'école de Fontainebleau, en passant par des portraits officiels et des œuvres simplifiées selon les préceptes de la Contre-Réforme.
On y trouve des portraits et scènes bibliques ou allégories de petites dimensions, dans le goût maniériste. Vasari, Alessandro Allori y côtoient Nicolò dell'Abbate qui travailla à Fontainebleau, et le Flamand Henri Bles, dit le Civetta, qui place une chouette dans chacun de ses tableaux, comme dans son étrange Das Kupferbergwerk (les Mines de cuivre).

#### Salle 34 (E1): peintres lombards duXVIesiècle

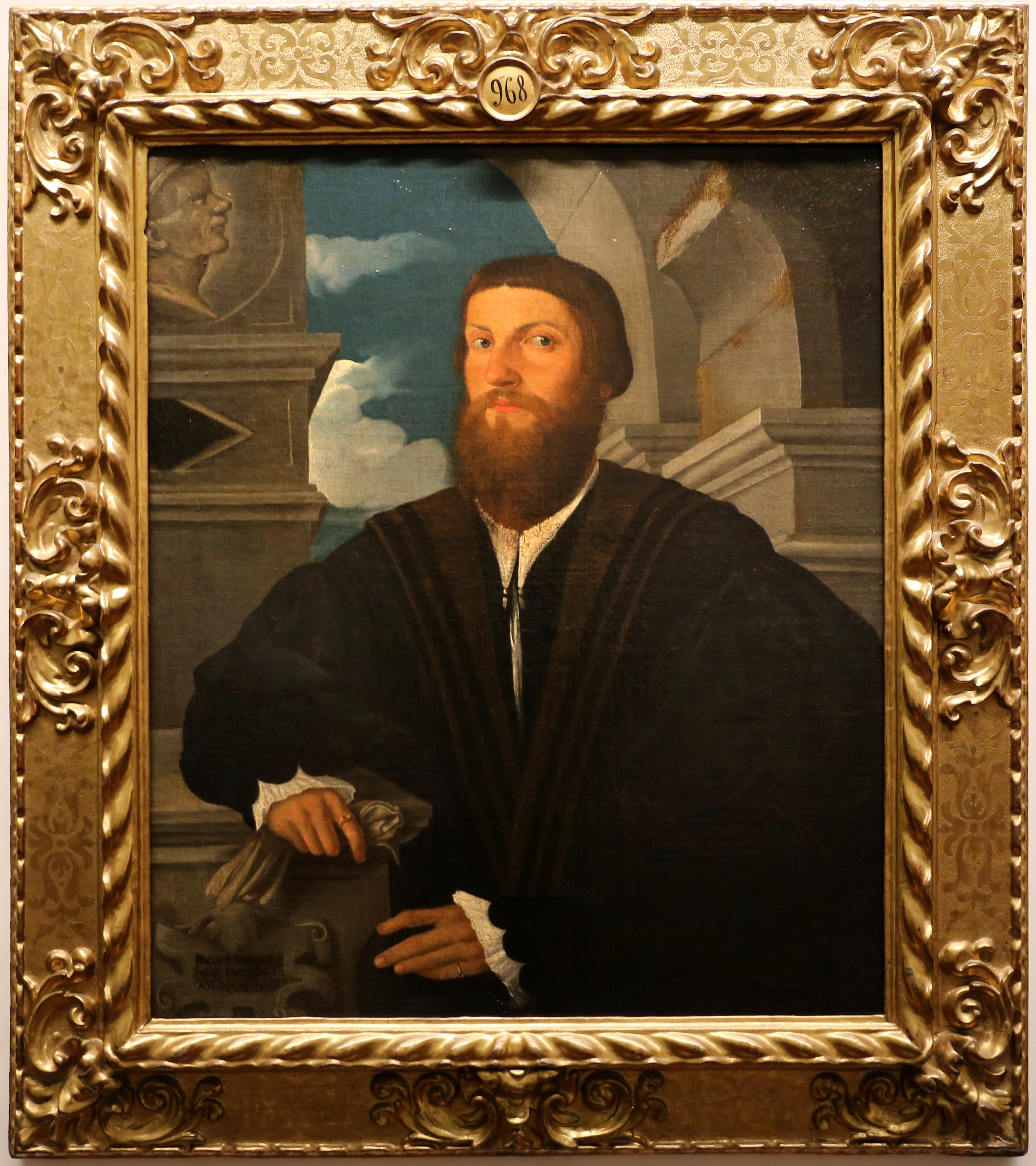
Paolo Pino, Portrait d'un gentilhomme, 1534.

L'itinéraire se termine par la salle 34, des Lombards, où sont représentés les principaux artistes actifs dans la région tout au long du XVIe siècle. Parmi ceux-ci se distinguent une dizaine de portraits de Lorenzo Lotto, un des portraitistes les plus originaux de la Renaissance, qui établit le lien entre la culture vénitienne et lombarde (Portrait d'un adolescent, Suzanne et les vieillards, Vierge à l'Enfant avec des saints ), Giovanni Gerolamo Savoldo de Brescia, extraordinaire créateur d'effets matériels, et Giovanni Battista Moroni de Bergame, portraitiste hors pair. Le Portrait d'un gentilhomme de Paolo Pino est particulièrement précieux, la presque totalité de son œuvre peint étant perdue.
L'accès au Corridor de Vasari se trouve entre la salle 34 et la salle 35.

### Salles du corridor ouest
Le corridor ouest abrite d'autres pièces qui le surplombent directement. Ces salles, après l'ouverture des nouvelles salles du rez-de-chaussée, sont presque toutes en cours de rénovation. La salle de Niobé a été fermée du printemps 2011 au 21 décembre 2012 pour travaux de restauration.

#### Salle 35: de Barocci à la Contre-Réforme toscane
La salle 35 est dédiée à Federico Barocci, excellent portraitiste, et à la Contre-Réforme en Toscane, avec de nombreux exemples des principaux représentants de l'époque. Le grand retable de la Vierge du Peuple de Barocci (1579) est très travaillé et grouillant de vie.

#### Salles 40 et 41
La salle 40 était autrefois le vestibule de sortie du musée. Elle conserve divers exemples de statuaire classique et quelques peintures, dont une bannière à deux faces du Sodoma.
La salle 41, qui était dédiée à Rubens, sert désormais de dépôt.

#### Salle 42 (A39): salle de la Niobé

Salle de la Niobé
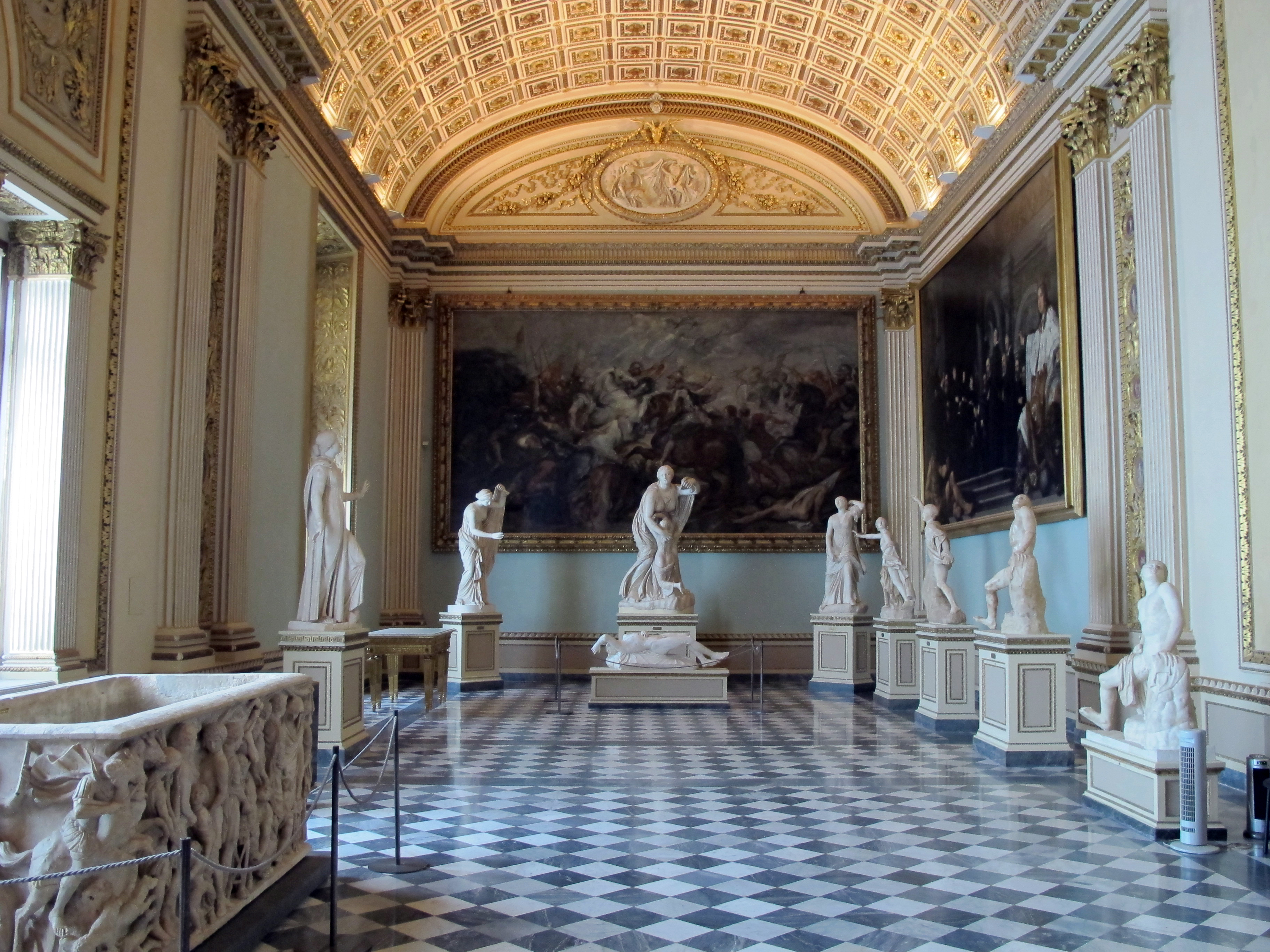
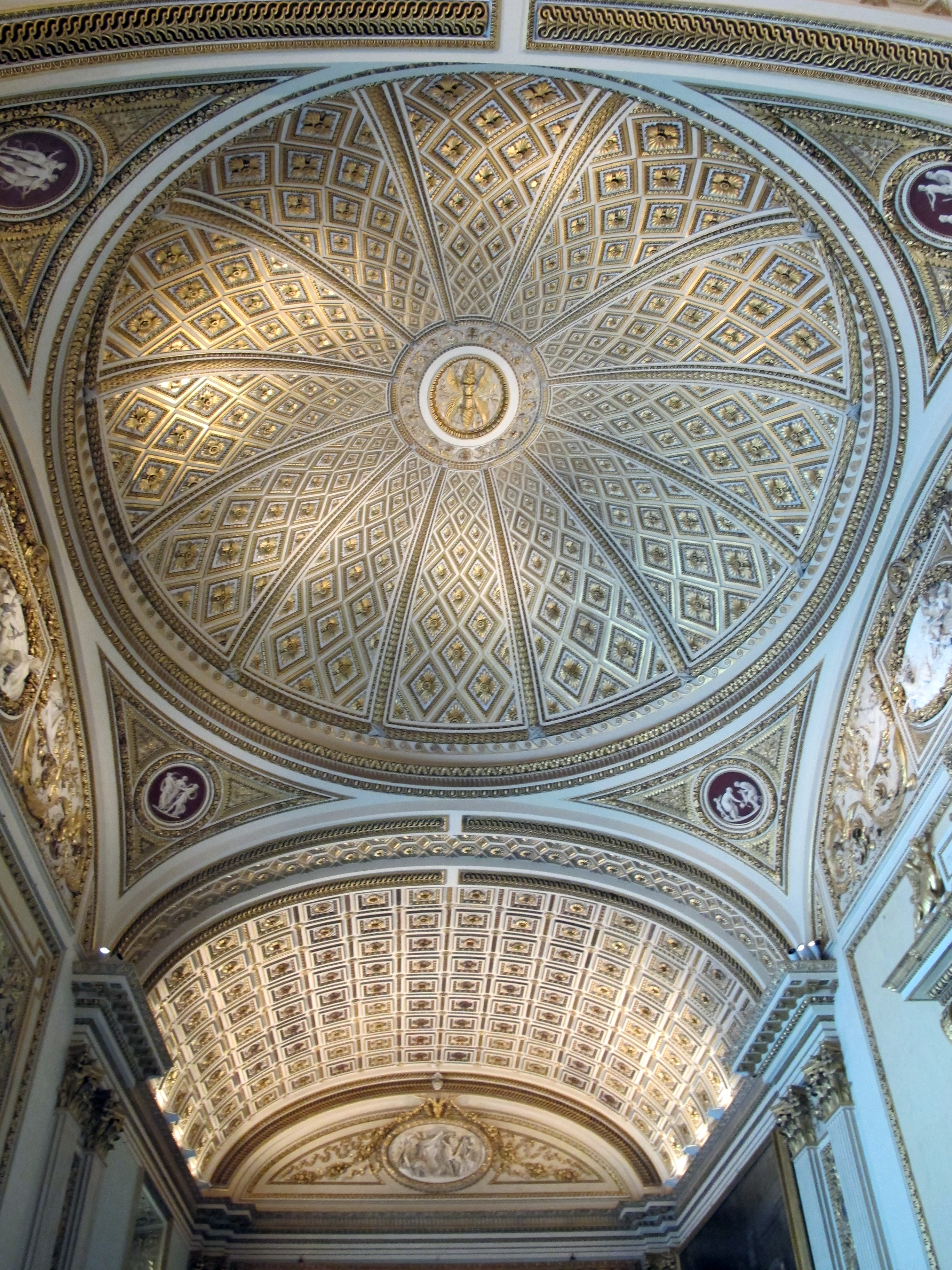
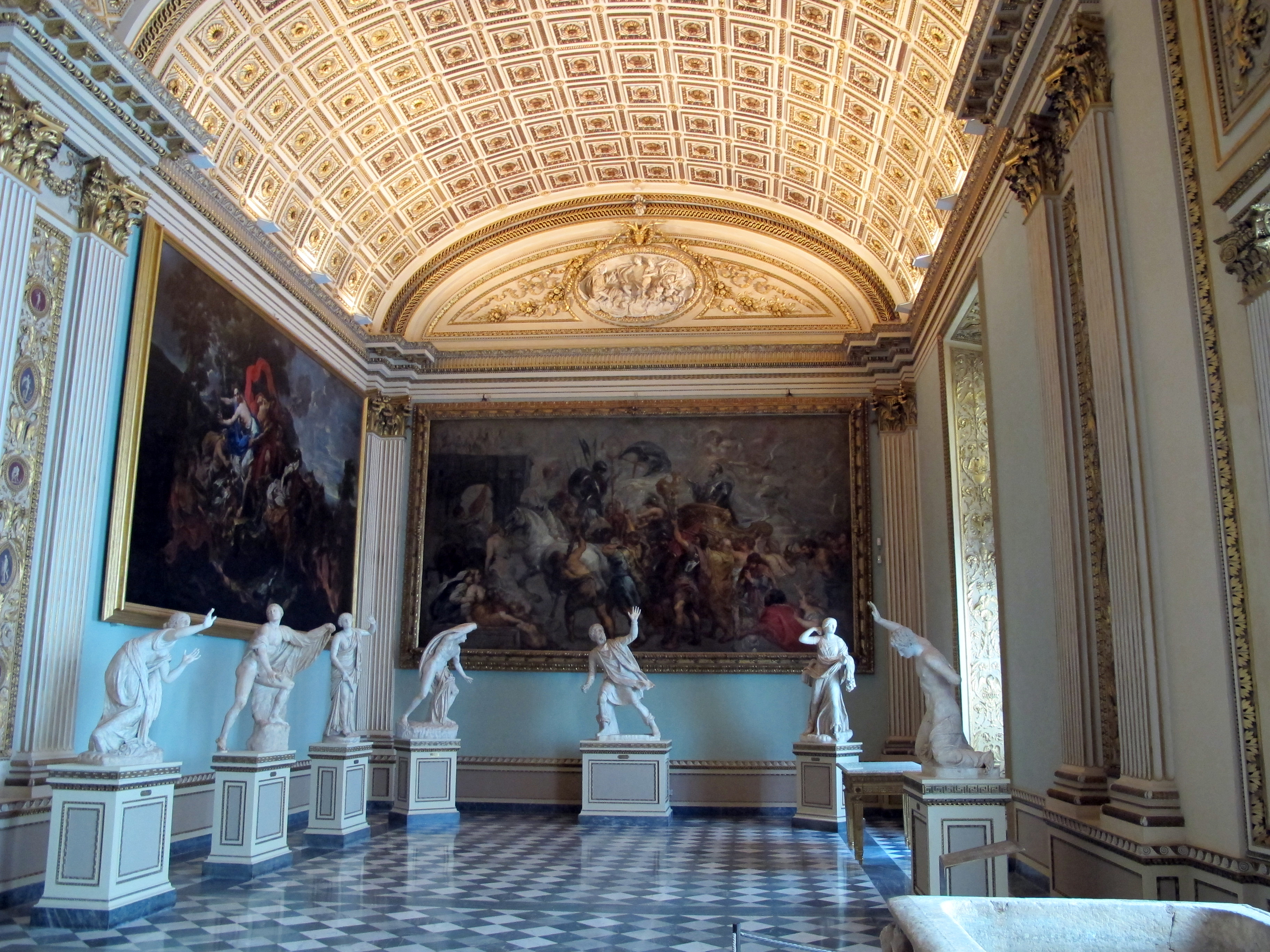

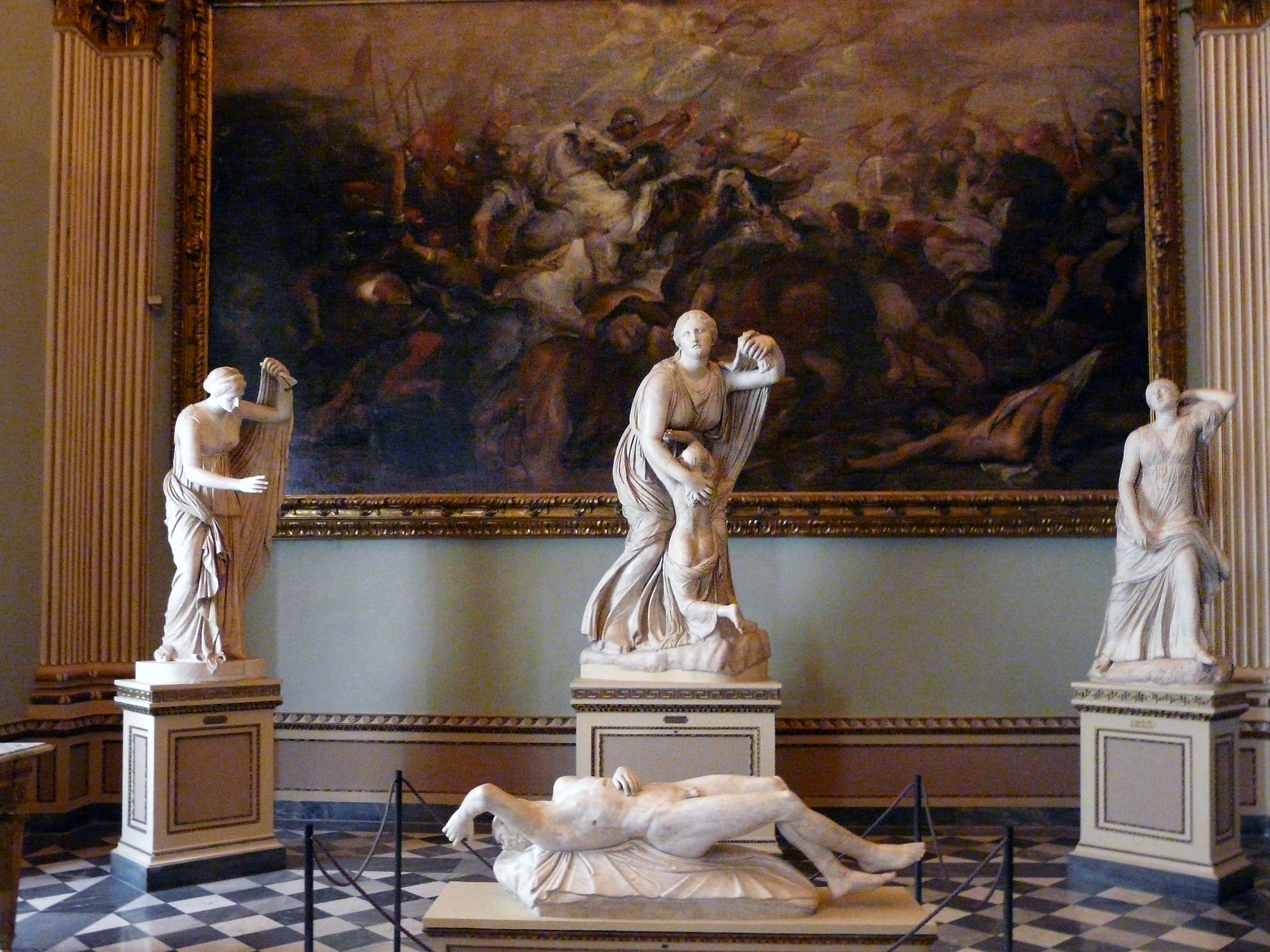
Niobé et ses enfants, copies romaines d'originaux hellénistiques. Au mur, La Bataille d'Ivry, du cycle inachevé d'Henri IV, par Rubens.

La grandiose salle 42 a été construite par l'architecte Gaspare Paoletti à la fin du XVIIIe siècle pour abriter les nombreuses statues du groupe de Niobé, une série de statues romaines, copie d'originaux hellénistiques apportées dans ces années-là à Florence. Le mythe de Niobé (fille de Tantale) et de ses enfants est lié à l'amour maternel, qui a conduit la malheureuse à se vanter tellement de sa progéniture (sept mâles et sept femelles) qu'elle se compare à Léto, mère d'Apollon et d'Artémis, suscitant ainsi les foudres des dieux qui ripostent en tuant les enfants un par un. Les sculptures sont apparues à Rome en 1583 et faisaient partie de l'ensemble décoratif de la Villa Médicis (achetée par le cardinal Ferdinand Ier de Médicis), d'où elles ont été transférées à Florence en 1781, où elles ont été exposées directement dans cette salle.

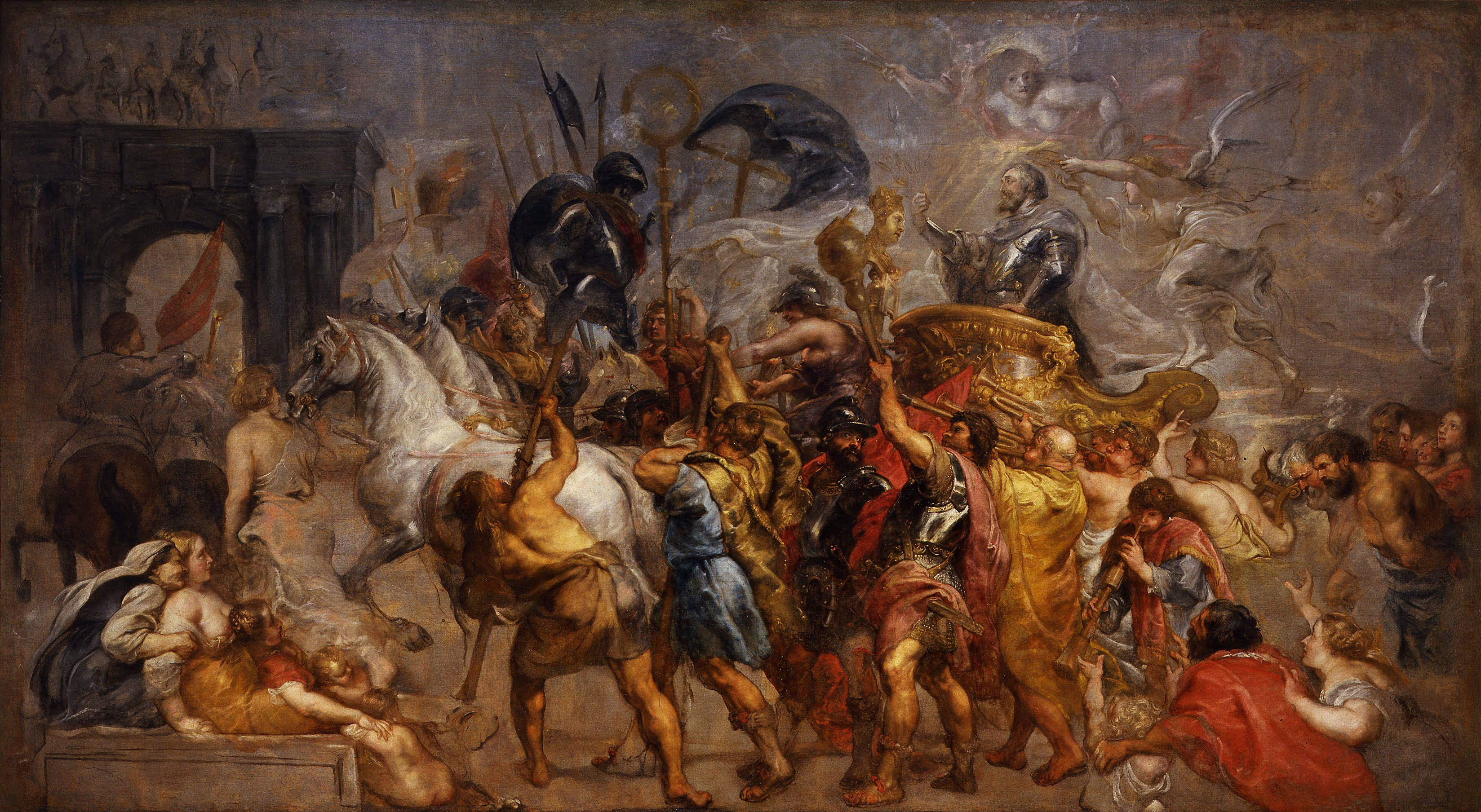
Rubens, L'Entrée triomphale d'Henri IV à Paris.

Parmi les immenses toiles qui tapissent les murs, certaines sont de Rubens, ce Flamand imprégné de la peinture florentine du XVIe siècle : un Portrait d'Isabella Brant, sa jeune épouse, et deux grand tableaux vibrants de couleurs à la gloire d'Henri IV (roi de France), réalisés pour Marie de Médicis, qui sont une partie du cycle inachevé d'Henri IV. Le Portrait de Galilée de Giusto Sustermans a été exécuté en 1636 à la manière de Rembrandt par le peintre anversois. À noter encore la toile monumentale de Giuseppe Grisoni.

#### Salle 43:XVIIIesiècleitalien et européen
La salle 43, du XVIIIe siècle italien et européen, n'abrite plus qu'un groupe d'œuvres italiennes très sélectionnées, après que celles étrangères ont été transférés dans les « salles bleues » du premier étage. Annibale Carracci (La Bacchante), Le Dominiquin, Le Guerchin, Mattia Preti, Bernardo Strozzi et d'autres y sont représentés.

#### Salles 44 et 45
La salle 44 (Rembrandt et les Flamands du XVIIe siècle) est en cours de réaménagement, tandis que la salle 45 (du XVIIIe siècle italien et européen) a intégré de nouvelles œuvres italiennes après le déplacement des œuvres étrangères au premier étage. Les œuvres de Canaletto (Vue du Grand Canal, Le Palais des Doges et la place Saint-Marc), Giambattista Tiepolo, Francesco Guardi, Alessandro Magnasco et Rosalba Carriera se distinguent. La toile d'Amour et Psyché de Giuseppe Maria Crespi est importante pour sa taille et sa qualité.

École hollandaise
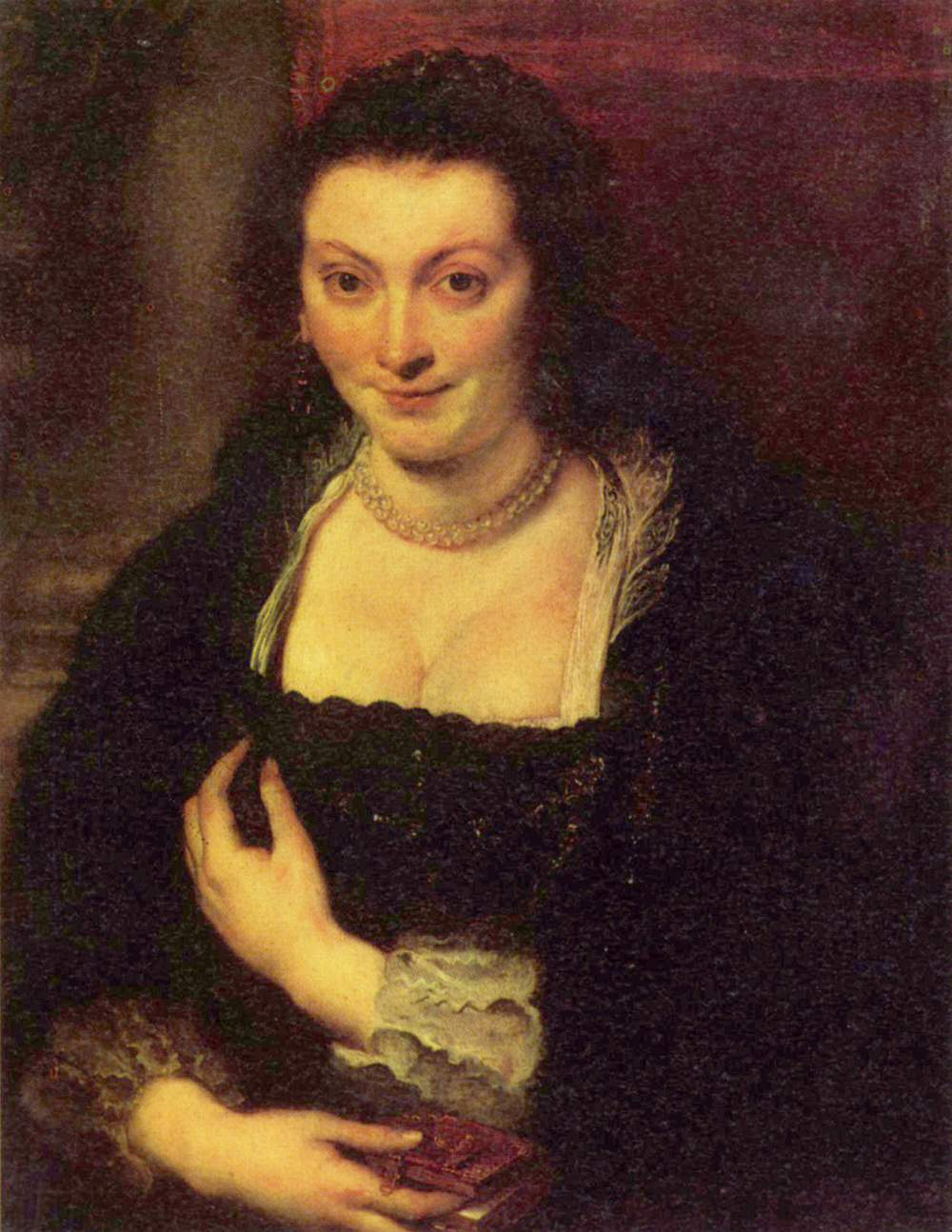
Portrait d'Isabella Brandt, par Rubens, 1625.
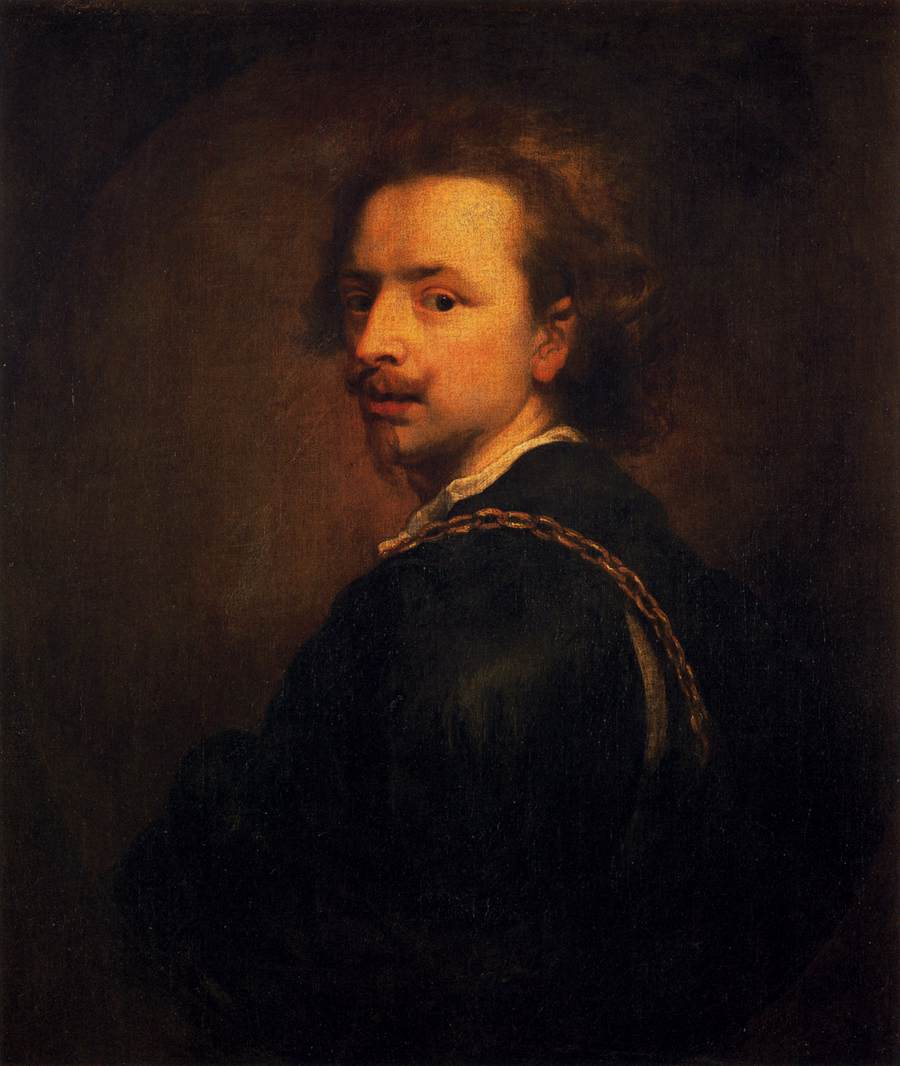
Autoportrait, Antoine van Dyck, 1632.
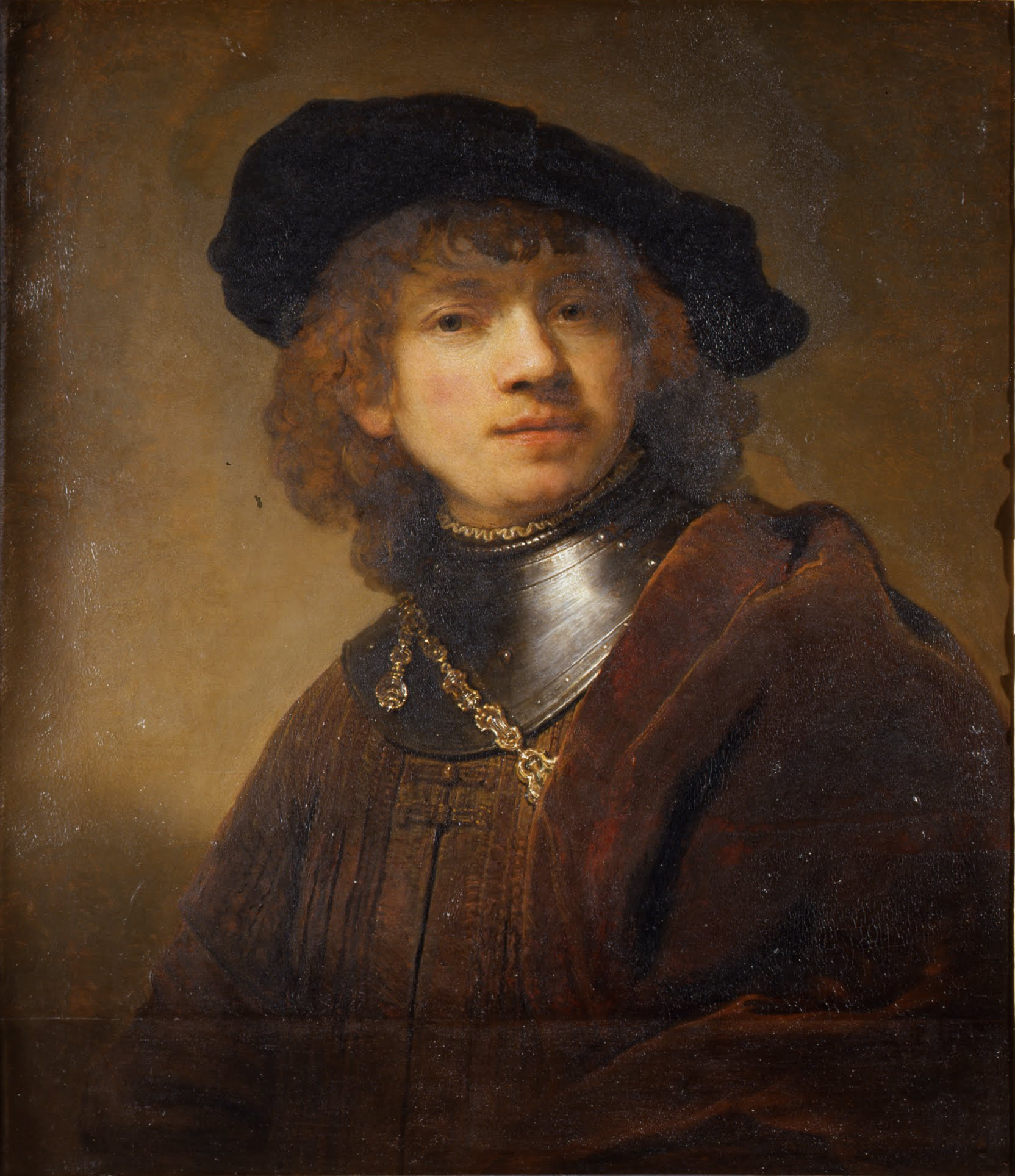
Jeune Homme à la cape, Rembrandt, 1639.

#### Terrasse
Le parcours au deuxième étage s'achève à la cafétéria qui s'ouvre sur une terrasse située au-dessus de la loggia des Lanzi, un excellent point d'observation sur la Piazza della Signoria, le Palazzo Vecchio et la coupole de Santa Maria del Fiore de Brunelleschi. La petite fontaine de la terrasse contient une copie d'Il nano Morgante su un mostro marino (« Le Nain Morgante sur un monstre marin ») de Jean Bologne, aujourd'hui au musée national du Bargello mais créée à l'origine pour ce site. Le bar mène également au nouvel escalier, inauguré en décembre 2011, qui dessert les salles du premier étage.

## 1er étage
Au premier étage, le parcours suit l'aile ouest puis l'aile est.

### Salles 46 à 55: lesSalles Bleues

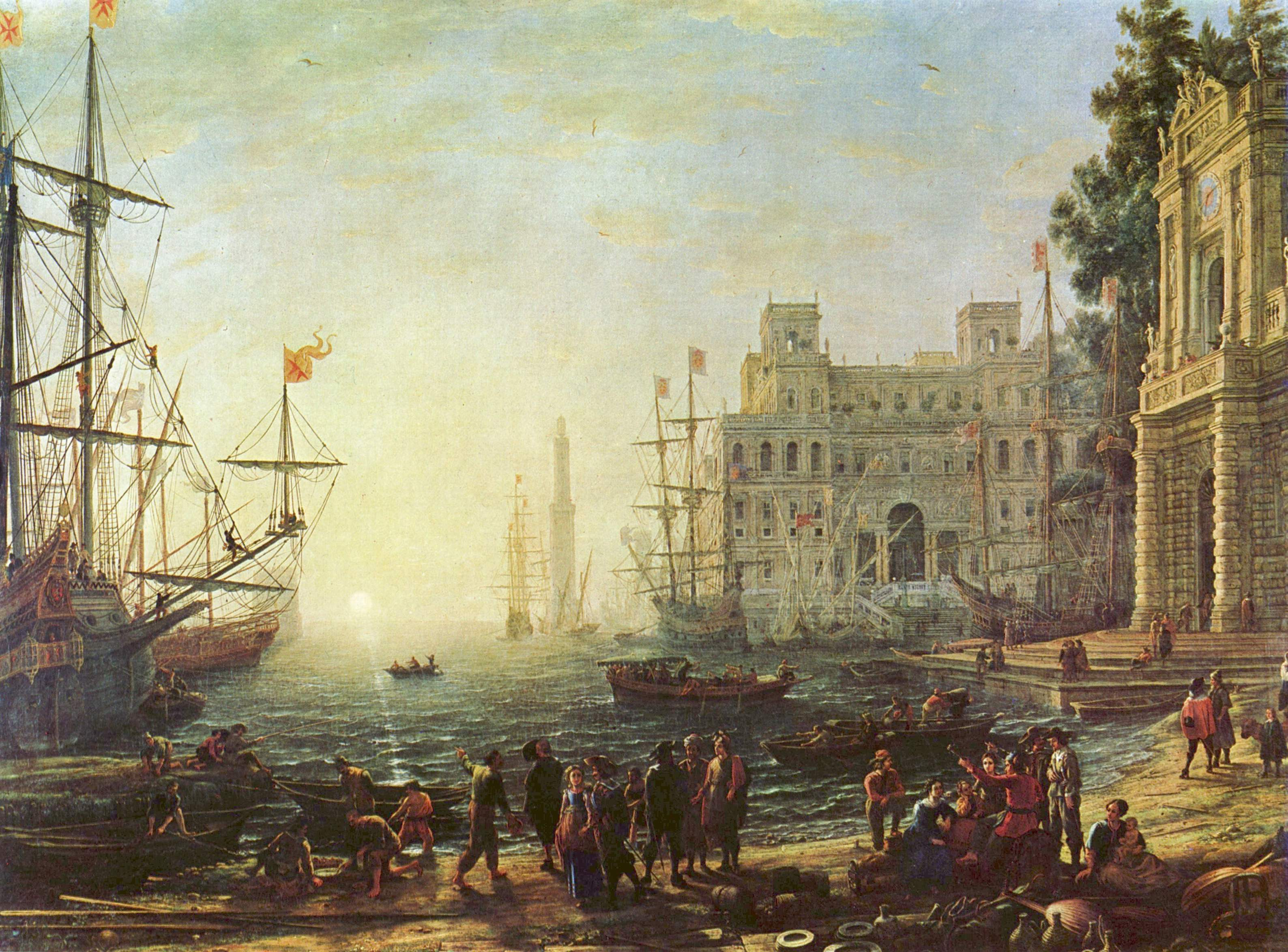
Le Lorrain, Port de mer avec villa Médicis.

Inaugurées en décembre 2011, les dix salles bleues du premier étage (46-55) sont dédiées aux peintres étrangers des XVIIe et XVIIIe siècles. Puisant dans les salles du premier étage, et surtout, dans les dépôts, il a été possible de développer pleinement la présence des peintres espagnols, français, hollandais et flamands dans les collections Médicis, permettant également de retracer les différentes écoles, notamment aux Pays-Bas : 
- salle 46 : école espagnole (Diego Vélasquez, Le Greco, Francisco de Goya, José de Ribera)
- salle 47 : école de Leyde
- salle 48 : école française du XVIIe siècle (Claude Gellée dit Le Lorrain, Port de mer avec villa Médicis ; François Boucher ; Charles Le Brun ; Simon Vouet)
- salle 49 : école d'Amsterdam (Rembrandt)
- salles 50 et 52 : école des Pays-Bas du Sud XVIIe siècle (Pieter Brueghel l'Ancien, Jan Brueghel l'Ancien, David Teniers le Jeune)
- salle 51 : école française du XVIIIe siècle (Jean Siméon Chardin, La Fillette au volant et le Garçon au château de cartes)
- salle 53 : écoles de Delft et Rotterdam aux XVIIe et XVIIIe siècles
- salle 54 : écoles d'Haarlem et Utrecht au XVIIe siècle
- salle 55 : école flamande XVIIe siècle (Pierre Paul Rubens, Antoine van Dyck)

École espagnole
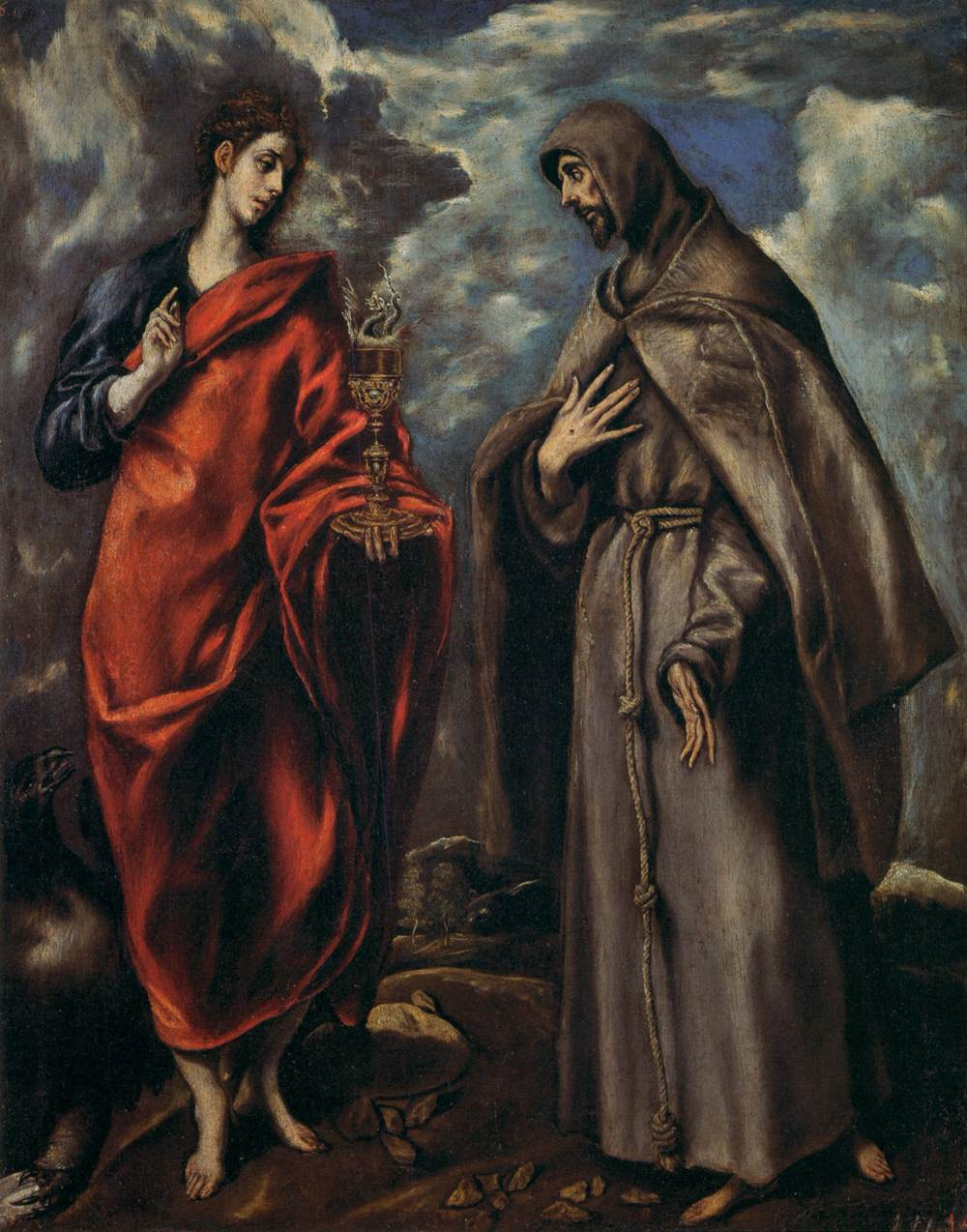
Saint Jean et Saint François, par Le Greco, 1600.
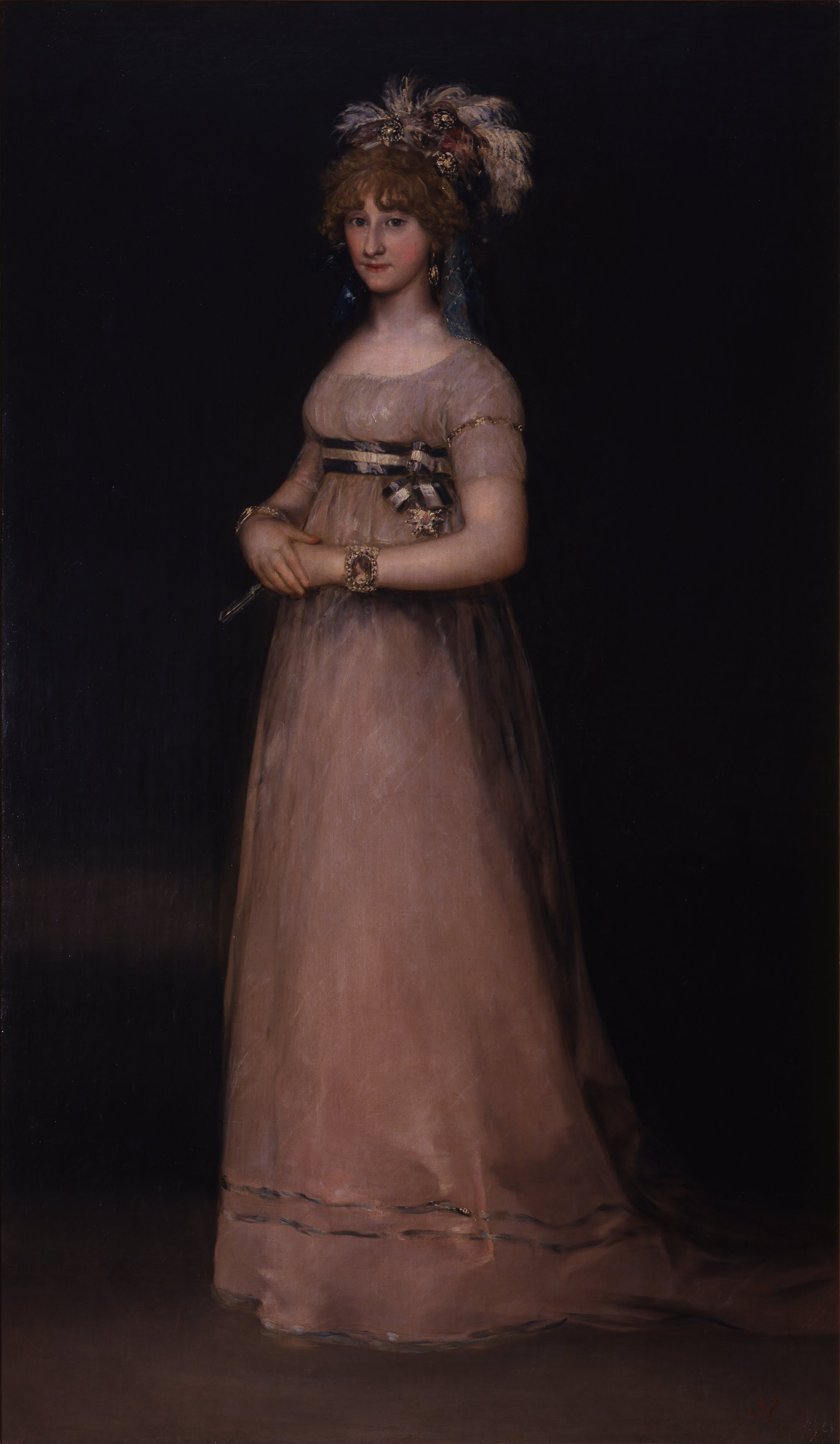
Portrait de Marie Louise de Bourbon, par Francisco de Goya, 1800.

### Salles 56 à 66: lesSalles Rouges

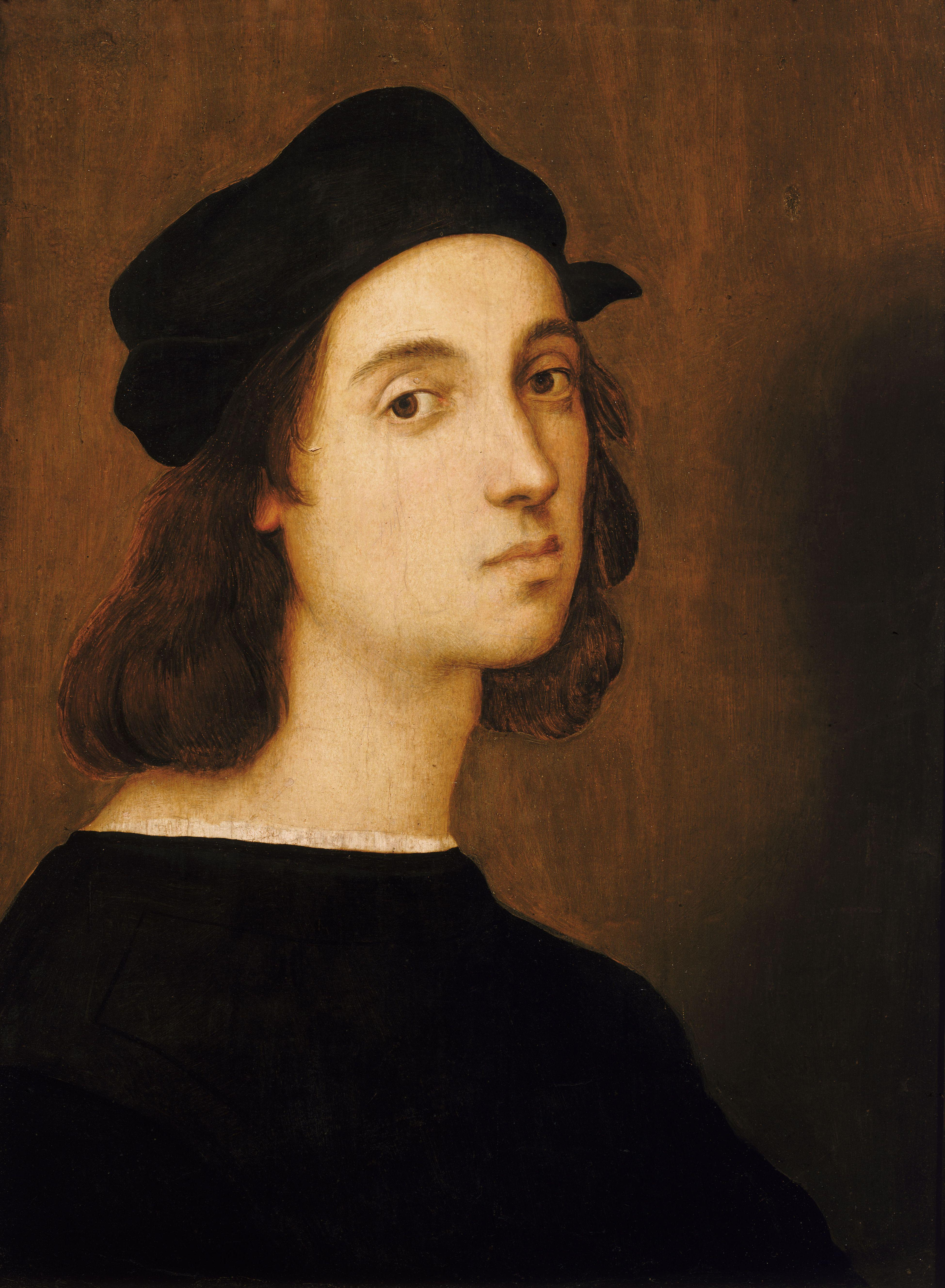
Autoportrait, par Raphaël (vers 1505).

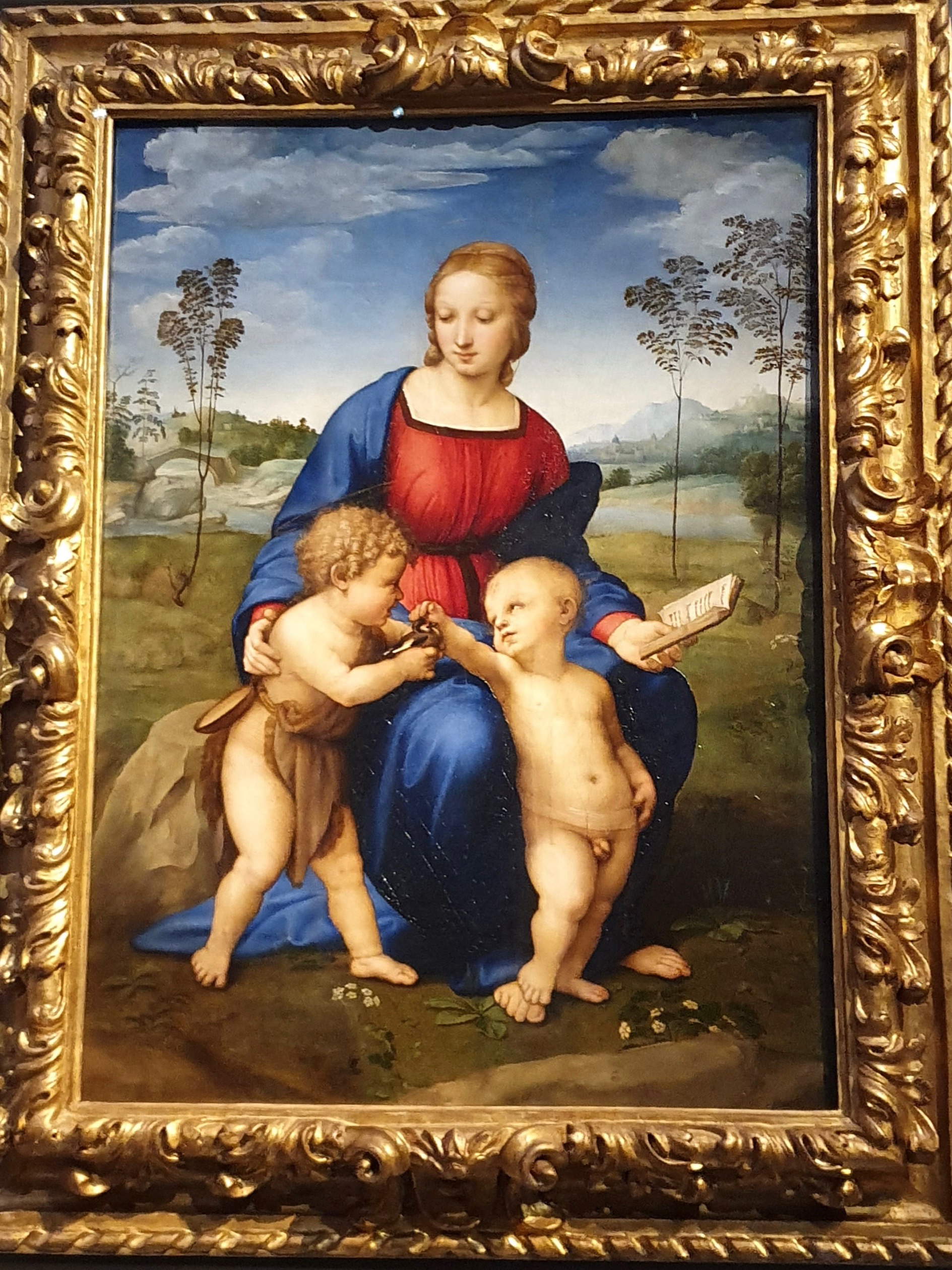
Raphaël, La Vierge au chardonneret (1506).

Les neuf salles « rouges », de 56 à 61 et de 64 à 66, ont été ouvertes en juin 2012, avec des œuvres du Maniérisme florentin, soignant notamment les relations avec l'Antiquité.
- Salle 56 : marbres hellénistiques. Cette salle abrite le meilleur de la sculpture hellénistique de la galerie, dont un Niobid, le Torse Gaddi et une Vénus accroupie.
- Salle 57 : Andrea del Sarto. La relation avec la statuaire est mieux clarifiée par cette salle, dans laquelle trois rares monochromes d'Andrea del Sarto, réalisés pour le carnaval de 1513, sont liés à la façade d'un sarcophage avec la représentation d'un thiase marin (190).
- Salle 58 : Andrea del Sarto, avec notamment (La Madone des Harpies).
- Salle 59 : école de Del Sarto : Pontormo (Léda et le Cygne).
- Salle 60 : Rosso Fiorentino (Moïse défend les filles de Jethro ; Angelot jouant du luth).
- Salle 61 : Pontormo.
- Salles 62 et 63, salles Ademollo. Ces salles accueillent des œuvres d'artistes travaillant à Florence dans la seconde moitié du XVIe siècle : Giorgio Vasari (Portrait de Giorgio Vasari, Portrait de Laurent le Magnifique), Alessandro Allori (Portrait de Bianca Cappello).
- Salle 64 : Bronzino, production sacrée
- Salle 65 : Bronzino et les Médicis (Portrait d'Eléonore de Tolède et de son fils, Portrait de Cosme Ier de Médicis, Portrait de Lucrezia Panciatichi, Portrait de Bia de Médicis).
- Salle 66 : salle Raphaël. Œuvres de la phase ombrienne / florentine : Portrait d'Elisabetta Gonzaga et Portrait de Guidobaldo Ier de Montefeltro, Le Jeune Homme à la pomme, et la célèbre La Vierge au chardonneret, synthèse harmonieuse de différentes expériences picturales (Le Pérugin, Léonard de Vinci, Fra Bartolomeo...). La période romaine de l'art de Raphaël se caractérise par une plus grande monumentalité et une pleine possession de la technique de la couleur, ici bien représentée par le Portrait du pape Léon X. Sont encore conservés un Autoportrait de Raphaël et le Portrait d'Agnolo Doni.

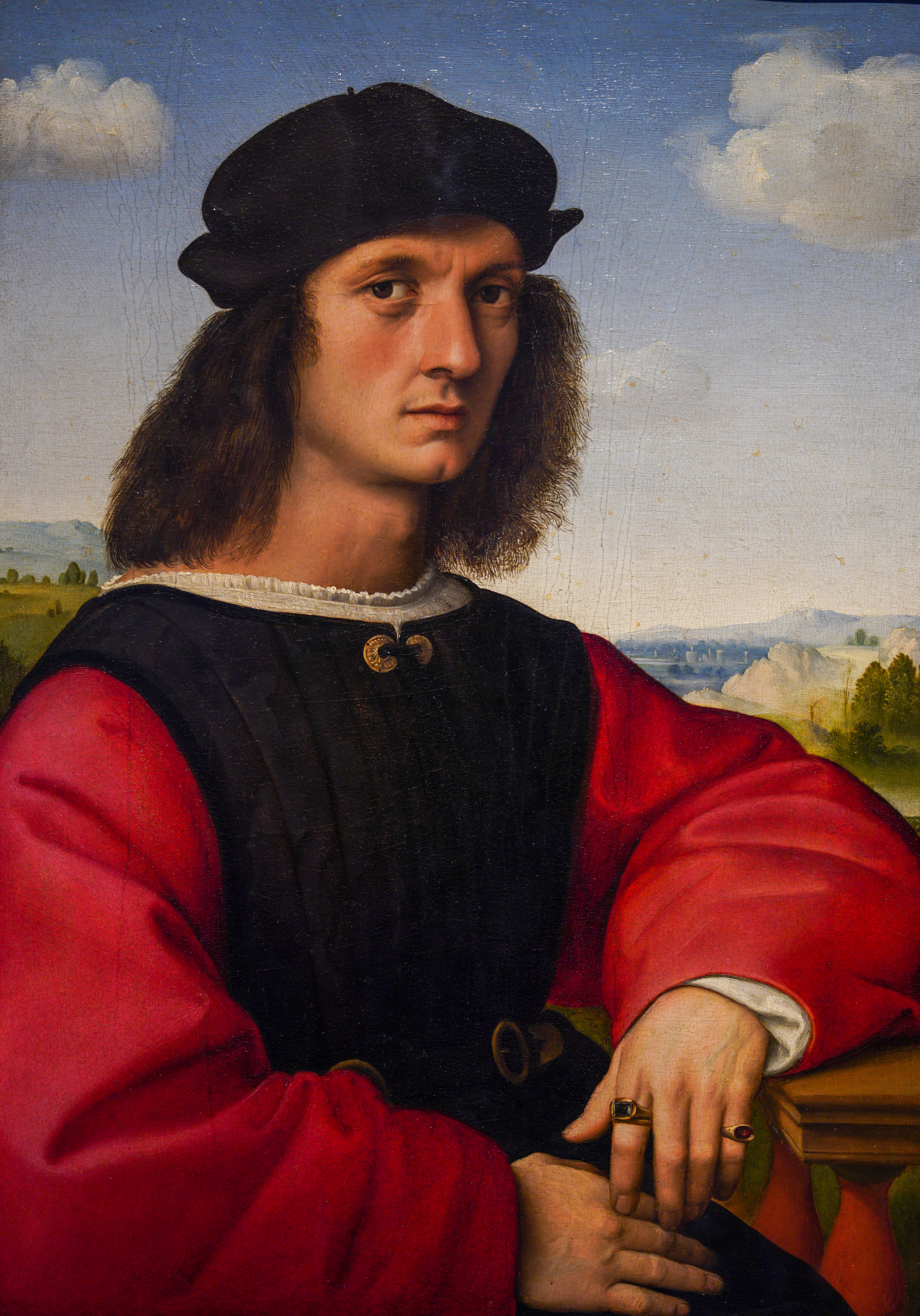
Portrait d'Agnolo Doni, par Raphaël (1506).
Portrait du Pérugin, par Raphaël (1504).
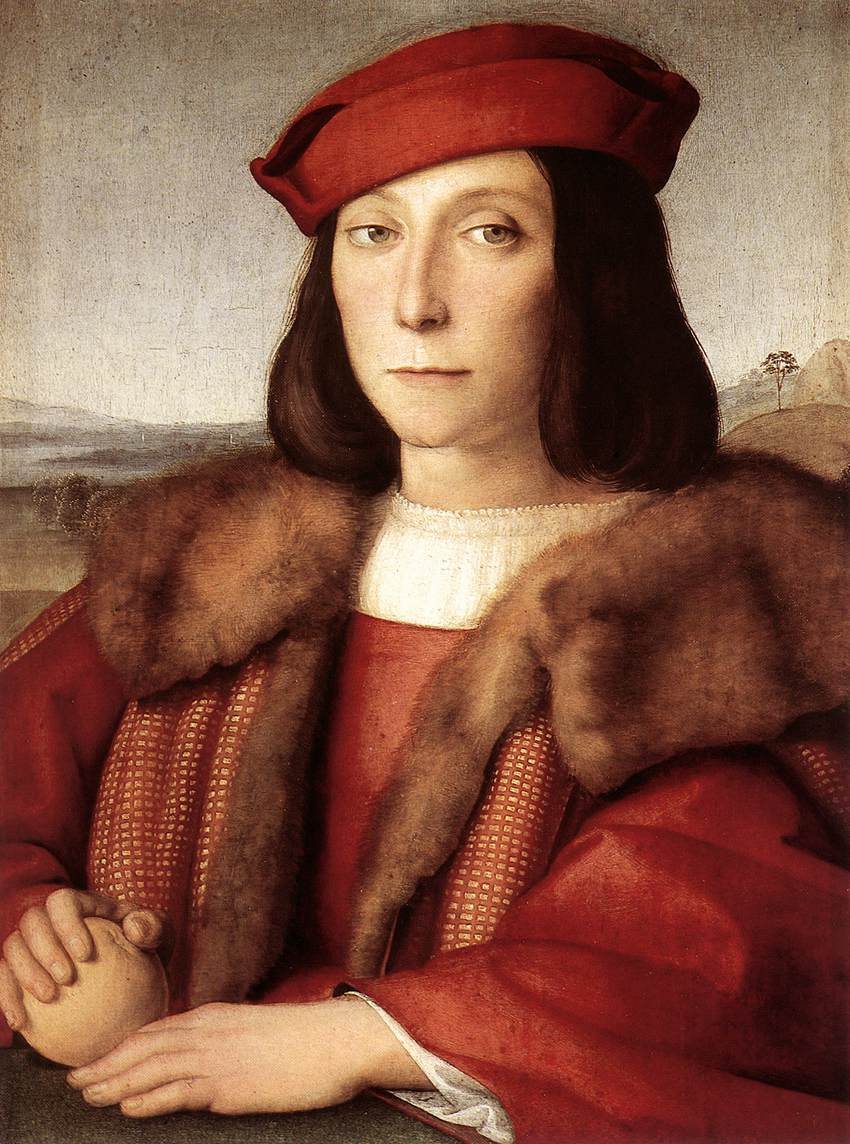
Le Jeune Homme à la pomme, de Raphaël (1505).

### Passage sur l'Arno (67)

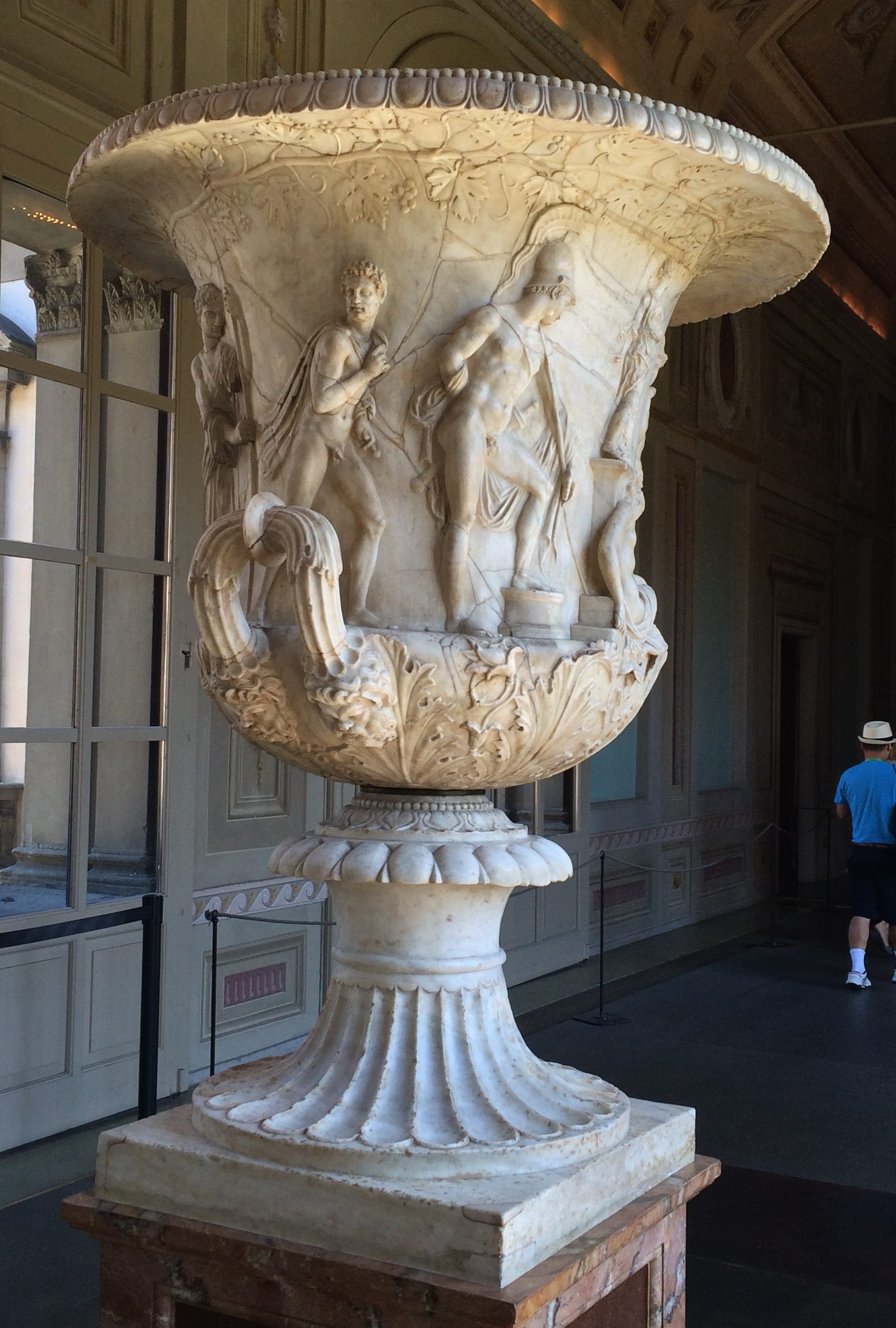
Vase Médicis.

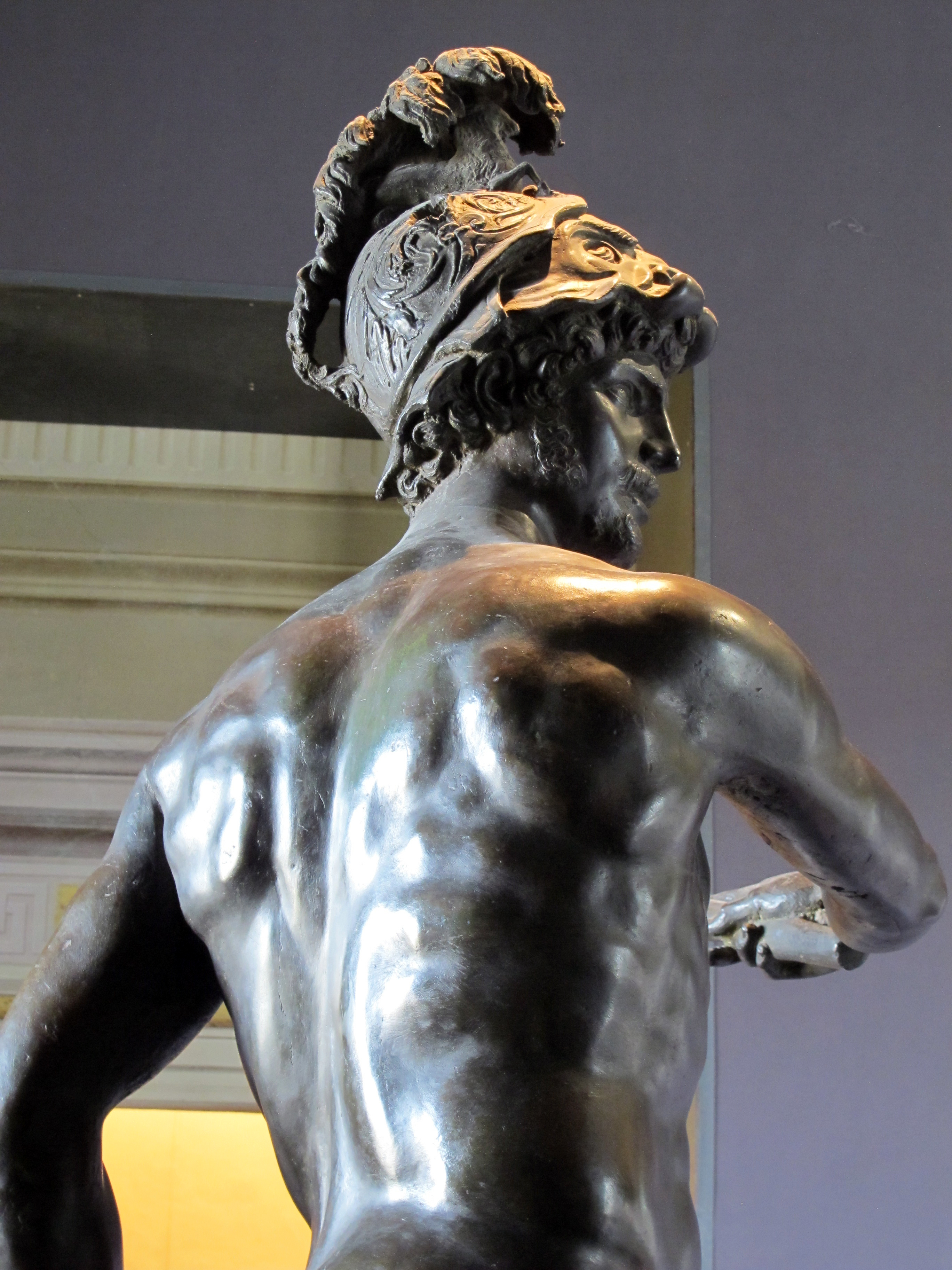
Bartolomeo Ammannati, Marte gradivo, 1559.jpg

Trois sculptures monumentales sont présentées dans ce passage avec de grandes fenêtres donnant sur le fleuve et la place des Offices.
Le vase Médicis (au centre), grand cratère néo-attique figure parmi les trésors arrivés au musée en provenance de la Villa Médicis, datant de la seconde moitié du Ier siècle av. J.-C. Il est extraordinaire en taille et en qualité. Une scène en bas-relief avec les héros achéens consultant l'oracle de Delphes avant de partir pour la guerre de Troie est représentée dans le socle.
Le Mars Gradivo est de Bartolomeo Ammannati, avec le Dieu représenté comme incitant une armée en se tenant à la tête, tandis que du côté opposé se trouve le Silène avec Bacchus enfant de Giacomo Del Duca, une copie d'une statue romaine aujourd'hui au musée du Louvre, d'après un original en bronze du IVe siècle, peut-être de Lysippe : ces deux statues se trouvaient également à la Villa Médicis et ornaient la loggia donnant sur le jardin.

### Salles du Caravage et des Caravagesques
Les dernières salles du musée, dans le bras est du rez-de-chaussée, abritent des œuvres du Caravage, des caravagesques et de Guido Reni. Créée en 1993 et déplacée plus au nord dans les années 2000 pour laisser plus de place aux expositions temporaires (les salles de ce côté se succèdent en effet quasi identiques les unes après les autres sur tout le côté de la place ; un peu plus de la moitié sont actuellement valorisées). Elles n'auront pas de numéro tant que l'installation complète au premier étage ne sera pas terminée.

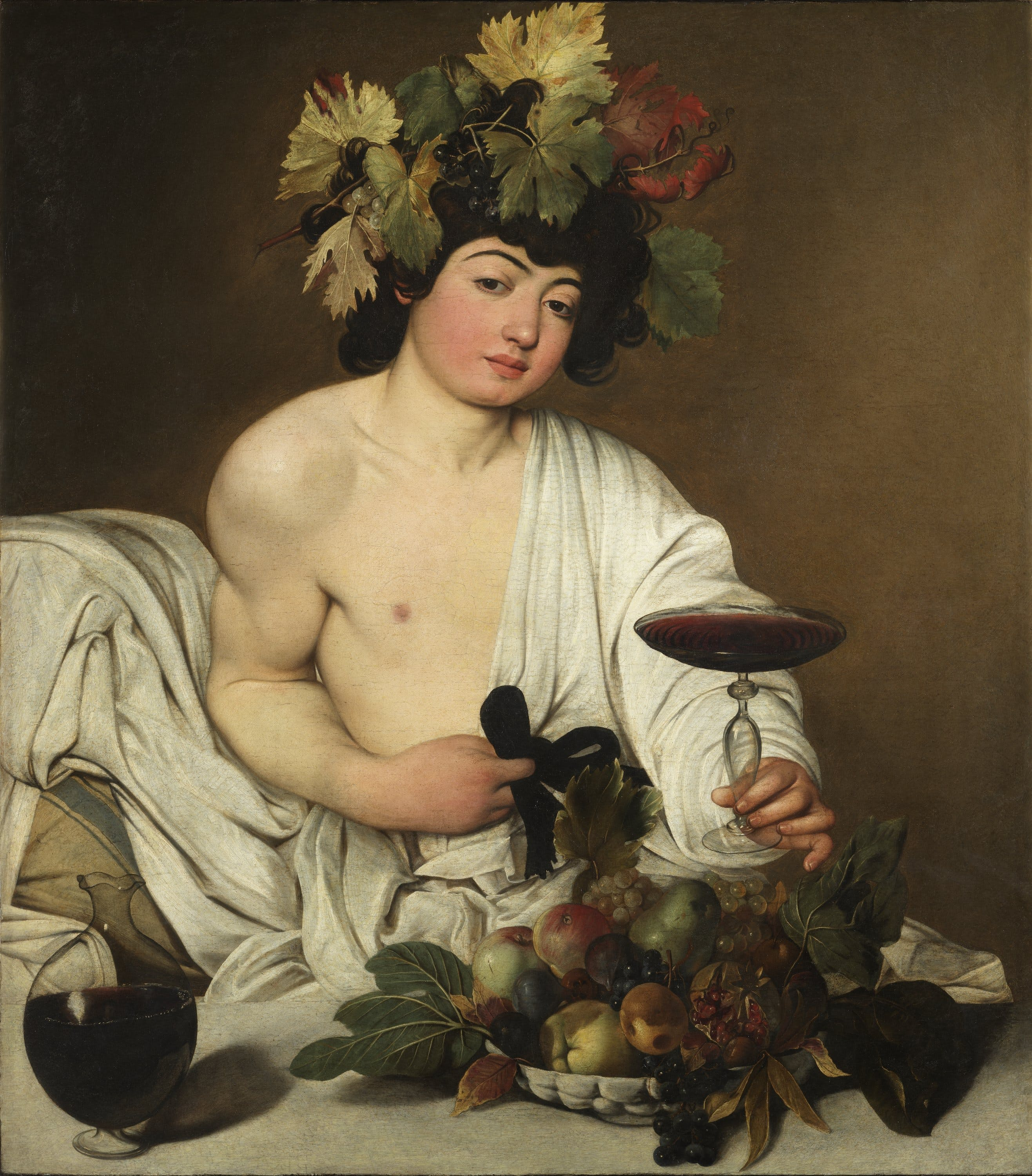
Bacchus, du Caravage (1598).

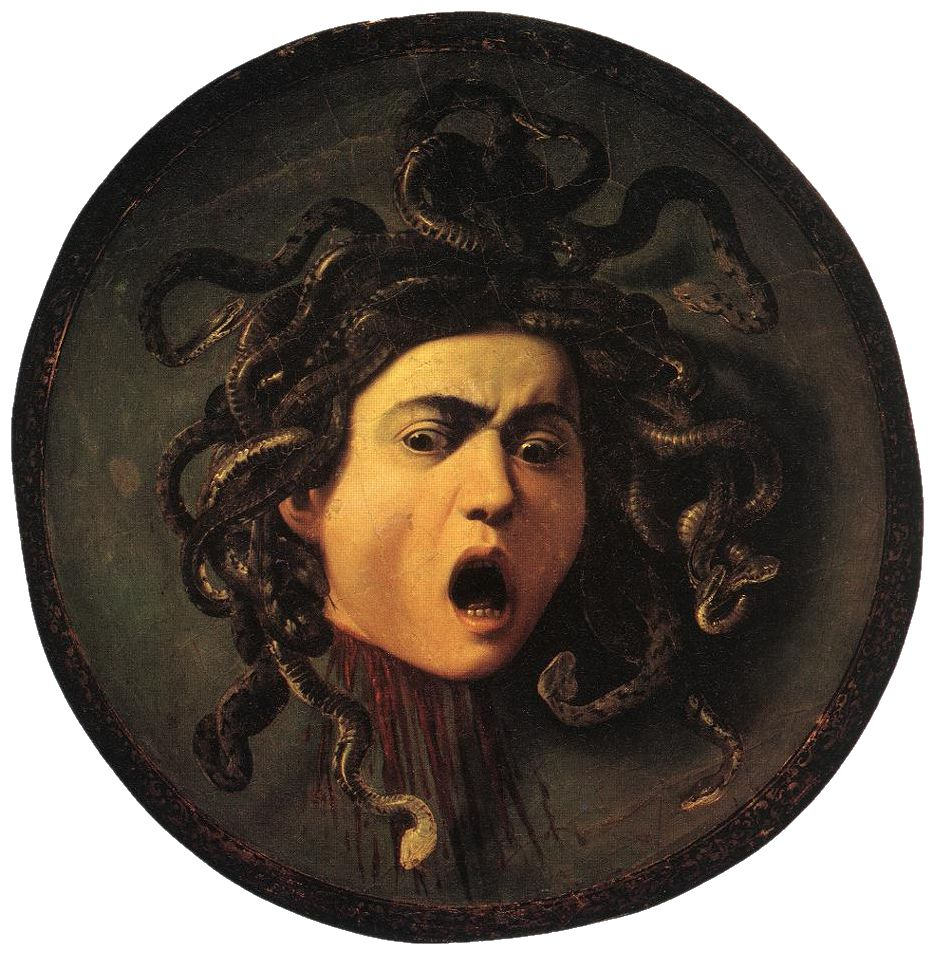
Méduse, du Caravage (1597).

Les œuvres du Caravage ne sont pas nombreuses à Florence, mais elles représentent bien la phase de jeunesse du maître, pleine de chefs-d'œuvre célèbres des premières productions artistiques. Le Bacchus est d'un réalisme désenchanté, accueillant le spectateur avec une coupe de vin. La Tête de Méduse est en fait un bouclier en bois pour les représentations, comme les tournois. L'expression de terreur de Méduse impressionne par la violence brute de la représentation. L'œuvre la plus typique du style de la maturité est Le Sacrifice d'Isaac, où la violence du geste est miraculeusement suspendue par l'arrivée de l'ange.
D'autres œuvres permettent une comparaison immédiate avec des œuvres de thèmes similaires par des disciples du Caravage. Le thème de la décapitation, très répandu dans la peinture du XVIIe siècle, le siècle de la Contre-Réforme, en raison de son caractère dramatique, est repris par Battistello Caracciolo dans une toile montrant Salomé tenant la tête de Jean-Baptiste et par Artemisia Gentileschi (l'une des rares femmes artistes à avoir une place importante dans l'histoire de l'art) avec Judith décapitant Holopherne. L'aménagement particulier de la salle permet de comparer facilement les artistes qui ont suivi les traces du grand peintre lombard et représenté des sujets similaires comme Bartolomeo Manfredi (salle spéciale), le Hollandais Gerrit van Honthorst, italianisé en Gherardo delle Notti (salle spéciale), Francesco Rustici, Spadarino, Nicolas Régnier et Matthias Stom.

### Salles 95 à 101: lessalles Jaunes
Les salles Jaunes ont été ouvertes en 2013. Les salles 95-99 abritent des œuvres des peintres florentins du XVIIe siècle et la salle 100 celles de peintres siennois du XVIIe siècle.
La dernière salle de la galerie, la salle 101, est dédiée à Guido Reni, le maître bolonais du XVIIe siècle, qui était un maître du classicisme, même si son David et la tête de Goliath se rattache aux caravagesques des salles précédentes pour le fond sombre. L'Extase de saint André Corsini, entrée à la Galerie en 2000, est plus abstraitement idéalisée, avec une luminosité surnaturelle.

## Cabinet des dessins et des estampes

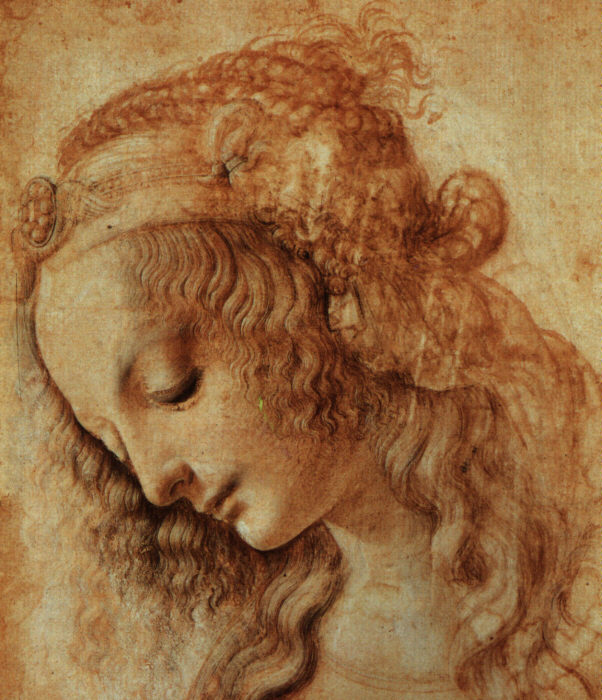
Léonard de Vinci, Tête de femme (vers 1478), no. 428E.

Situé au premier étage de la galerie, dans les locaux obtenus de l'ancien Théâtre Médicis, aujourd'hui, seule la façade à la hauteur de l'escalier reste du théâtre, avec un buste de Francesco I de' Medici par Jean Bologne (1586) sur la porte centrale et sur les côtés, une Vénus, copie romaine d'un original du Ve siècle av. J.-C. et une Statue féminine hellénistique.
Le fonds du Cabinet des dessins et des estampes est l'un des plus importants du monde qui compte plus de 150 000 œuvres. Il remonte au XVIIe siècle et aux 12 000 feuillets légués par le cardinal Léopold de Médicis, transférés aux Offices vers 1700. De nombreuses écoles sont présentes, du XIVe siècle à nos jours, mais les maîtres toscans des XVIe et XVIIe siècles sont particulièrement bien représentés, de Léonard de Vinci à Michel-Michel-Ange en passant par Pontormo, Bronzino ou encore Andrea del Sarto, entre autres, qui permettent souvent d'établir le parcours créatif d'une œuvre, à travers des dessins préparatoires, ou témoignent parfois, à travers des copies anciennes, d'œuvres aujourd'hui irrémédiablement perdues, comme les fresques de La Bataille d'Anghiari de Léonard de Vinci et de La Bataille de Cascina de Michel-Ange, qui devait autrefois décorer le Salle des Cinq-Cents du Palazzo Vecchio. Vasari lui-même collectionne les feuilles et consacre le dessin comme le « père » des arts et l'apanage de l'art florentin.
Dans la petite salle devant l'escalier ou dans le vestibule d'accès au Cabinet, des expositions temporaires sont organisées périodiquement, avec du matériel provenant des collections ou de nouvelles acquisitions.

## Collection Contini Bonacossi

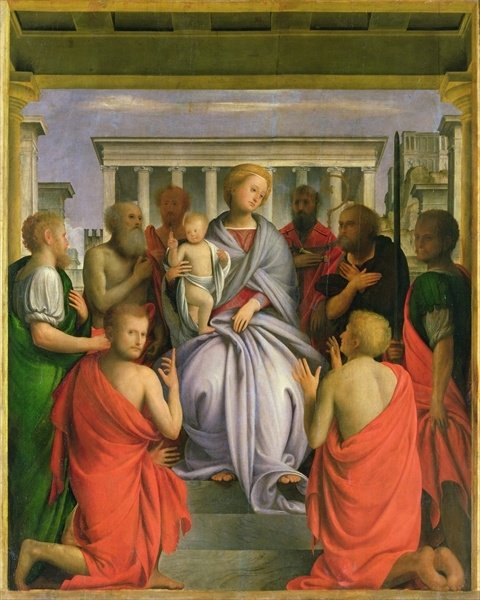
Bramantino, Vierge à l'Enfant avec huit saints.

Auparavant installée dans le bras droit de la loggia, avec l'entrée via Lambertesca, et maintenant située dans les anciennes salles bleues de l'aile ouest, l'extraordinaire collection rassemblée dans la première moitié du XXe siècle par les époux Contini Bonacossi (Alessandro Contini Bonacossi et Vittoria Contini Bonacossi) est intégrée à le visite normale du musée. Elle a été donnée aux Offices dans les années 1970, représentant ainsi l'accession la plus importante du musée au siècle dernier.
La collection comprend des meubles, des majoliques anciennes, des terres cuites de la famille Della Robbia, et surtout une remarquable série d'œuvres de sculpture et de peinture toscanes, parmi lesquelles une Maestà avec saint François et saint Dominique de l'atelier de Cimabue, le Retable de la Madone des neiges de Sassetta (vers 1432), la Madone de la maison Pazzi d'Andrea del Castagno (vers 1445), le Saint Jérôme de Giovanni Bellini (vers 1479), le marbre du Bernin du Martyre de saint Laurent (vers 1616), la Vierge à l'Enfant avec huit saints de Bramantino (1520-1530) ou le Torero de Francisco de Goya (vers 1800).

## Ancienne église San Pier Scheraggio
Il ne reste que quelques arcs visibles depuis la via della Ninna, et une nef qui fait partie des Offices, adjacente à la billetterie utilisée dans la seconde moitié du XXe siècle de l'église qui se dressait à côté du Palazzo Vecchio.
La salle San Pier Scheraggio est utilisée pour des conférences, des expositions temporaires ou pour exposer des œuvres qui ne trouvent pas leur place dans le parcours d'exposition en raison de leur singularité.
Elle abritait autrefois une collection de tapisseries Médicis, ainsi que les fresques détachées du cycle des Hommes et femmes illustres d'Andrea del Castagno, de la Villa Carducci-Pandolfini de Filippo Carducci à Legnaia, ou encore la fresque de Botticelli de L'Annonciation de San Martino alla Scala (1481), détachée du mur de la loggia de l'hôpital San Martino alla Scala à Florence, ou la grande toile de la Bataille de Ponte dell'Ammiraglio de Renato Guttuso et Les Archéologues de Giorgio De Chirico.

## Collections

### Quelques-uns des peintres exposés
| - Cimabue - Duccio - Giotto - Simone Martini - Paolo Uccello | - Giottino - Piero della Francesca - Fra Filippo Lippi - Sandro Botticelli - Hugo van der Goes | - Léonard de Vinci - Piero di Cosimo - Albrecht Dürer - Michel-Ange - Raphaël | - Titien - Parmigianino - Le Caravage - Guido Reni - Le Pérugin |

### Les œuvres «inamovibles»
En 2007, le ministère des Biens culturels a dressé une liste de 23 chefs-d'œuvre du musée des Offices déclarés « inamovibles », en raison de leur état de conservation ou de leur caractère particulièrement significatif pour le musée qui les héberge. Cette liste a été étendue par la suite à des sculptures et comprend les œuvres suivantes, par décision du directeur des Galeries des Offices du 21 octobre 2019, :
| - Le Sanglier des Offices - Buste de géant, dit Alexandre mourant - Torse Gaddi - Groupe de Niobé et de sa fille - Vénus de Médicis - Vase Médicis - Torse du Doriphore - Cimabue, Maestà di Santa Trinita - Duccio di Buoninsegna, Maestà - Giotto, Vierge d'Ognissanti - Ambrogio Lorenzetti, Présentation au temple - Simone Martini et Lippo Memmi, Annonciation entre les saints Ansan et Marguerite - Gentile da Fabriano, L'Adoration des mages - Masaccio, Sant'Anna Metterza - Piero della Francesca, Le Triomphe de la chasteté ou Double Portrait des ducs d'Urbino | - Paolo Uccello, La Bataille de San Romano (panneau illustrant la mise hors de combat de Bernardino della Carda) - Domenico Veneziano, Retable de Santa Lucia dei Magnoli - Sandro Botticelli, La Naissance de Vénus - Sandro Botticelli, Le Printemps - Léonard de Vinci, L'Annonciation - Léonard de Vinci et Andrea del Verrocchio, Le Baptême du Christ - Léonard de Vinci, L'Adoration des mages - Michel-Ange, Tondo Doni - Raphaël, Portrait du pape Léon X - Raphaël, La Vierge au chardonneret - Parmigianino, La Vierge au long cou - Le Caravage, Tête de Méduse |

Cette inamovibilité s'est opposée par exemple au prêt de tableaux de Léonard de Vinci pour une exposition organisée au Louvre en 2019 et 2020. En 2020, en revanche, le prêt du Portrait du pape Léon X pour une exposition consacrée à Raphaël à Rome, décidé par le directeur des Offices Eike Schmidt, a entraîné la démission du conseil scientifique du musée.